# Gap
Pour les articles homonymes, voir Gap (homonymie).
Gap (/gap/) est une commune française d'un peu plus de 40 000 habitants. Elle est la préfecture du département des Hautes-Alpes, en région Provence-Alpes-Côte d'Azur, et la ville la plus peuplée de la moitié sud du massif alpin. La ville est située au carrefour d'un axe nord-sud reliant Grenoble à Sisteron et d'un axe est-ouest reliant la vallée du Rhône à Briançon.
Gap est située dans une région montagneuse faiblement peuplée. Elle occupe une vallée, le sillon de Gap, modelée par le glacier de la Durance durant la dernière glaciation. Le cœur urbain est situé à une altitude de plus de 700 mètres mais on trouve sur son territoire des sommets de près de 2 000 mètres (montagne de Charance, pic de Gleize) ou les dépassant (Raz de Bec à 2 385 m). La ville bénéficie d'un climat méditerranéen sous influence montagnarde caractérisé par un ensoleillement important et des hivers froids.
Gap était historiquement rattachée au Dauphiné. Peu concernée par la révolution industrielle du XIXe siècle malgré l'arrivée du chemin de fer en 1875, la commune est restée relativement rurale jusque dans les années 1950. Elle connaît alors une forte hausse démographique qui résulte de son rôle de pôle commercial et de services du département. La croissance de sa population se poursuit à un rythme plus modéré au début des années 2020. Relativement isolée sur le plan géographique, Gap a développé une économie d'autosubsistance reposant sur les secteurs public et tertiaire.

## Géographie

### Localisation
Gap est située dans le sud-est de la France au cœur du massif alpin. Elle se trouve à la limite nord des  Alpes du Sud dont elle constitue, avec un peu plus de 40 000 habitants, la ville la plus peuplée. Elle est située à 103 kilomètres au sud de Grenoble par la route (75 kilomètres à vol d'oiseau), à  151 kilomètres au nord d'Aix en Provence (125 kilomètres à vol d'oiseau), à 160 kilomètres à l'est de Valence  (103 kilomètres à vol d'oiseau) et à 674 kilomètres de Paris (551 kilomètres à vol d'oiseau).
Gap se trouve au croisement de deux axes de circulation majeurs. L'axe nord-sud relie Grenoble au nord par route Napoléon (RN 85) en empruntant le col Bayard à Aix-en-Provence au sud via l'autoroute A51 ; l'axe est-ouest relie la vallée du Rhône à l'ouest à l'Italie à l'est (via les RN94-RD994 et la ville de Briançon).

### Communes limitrophes
Dix-sept communes sont limitrophes de Gap :
| La Fare-en-Champsaur, Poligny, Le Noyer, Dévoluy, Rabou | Laye, Saint-Laurent-du-Cros   | Forest-Saint-Julien, La Rochette |
| La Roche-des-Arnauds, La Freissinouse                   | Gap                           | Rambaud                          |
| Pelleautier                                             | Neffes, Châteauvieux, Lettret | Jarjayes                         |

### Géologie et relief

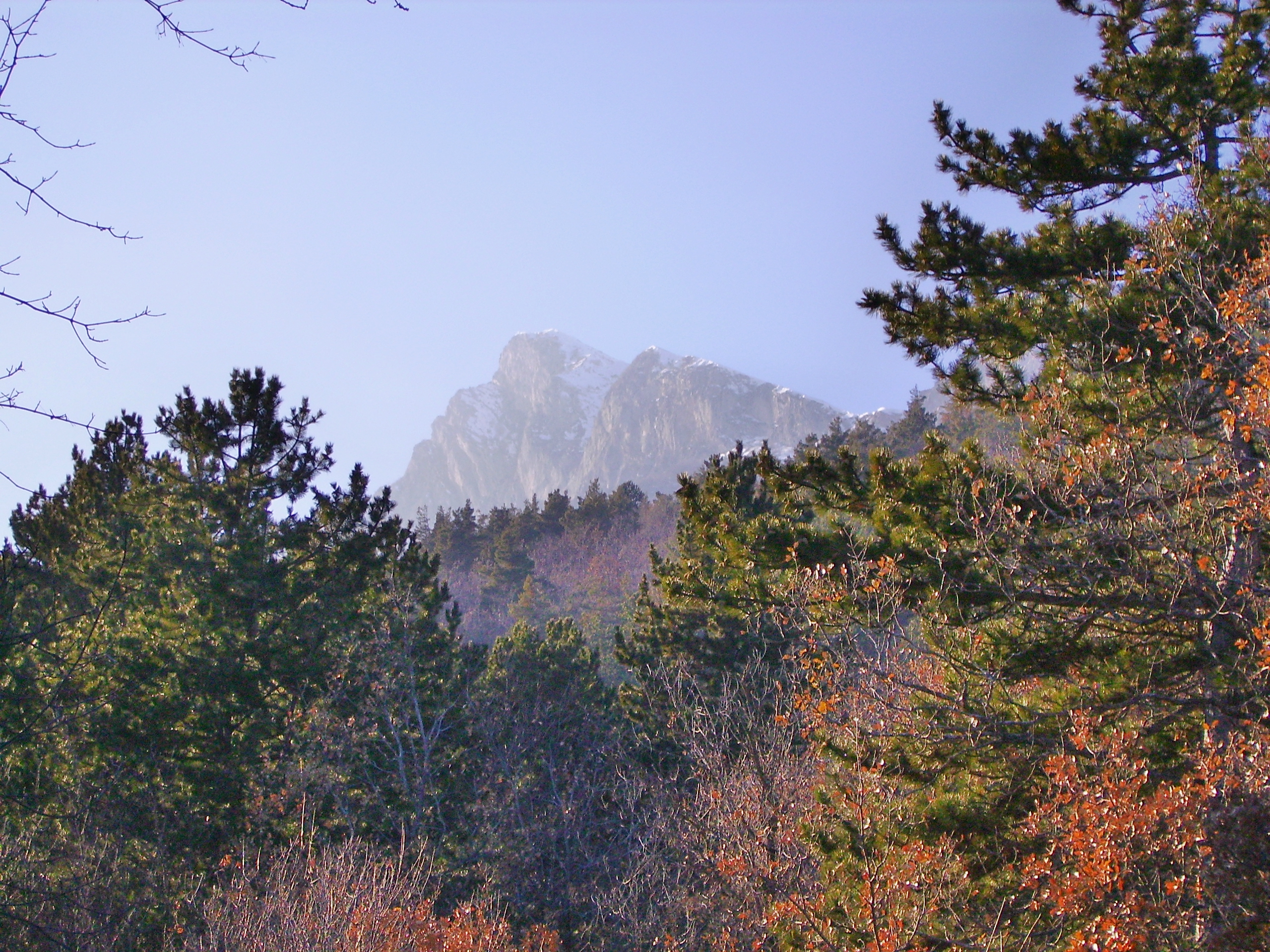
Vue hivernale du pic de Charance (1825 m), sommet emblématique de la commune.

Le territoire de la commune de Gap est situé pour l'essentiel dans le fond et sur les flancs d'une vallée glaciaire en forme de croissant, le sillon de Gap, qui s'insère entre trois massifs : au nord-ouest le massif du Dévoluy, au nord le massif des Écrins et au sud-est le massif du Colombis. Les reliefs de ces massifs délimitent le contour de la commune : crête de Charance (Massif du Dévoluy) et col Bayard au nord, collines de Saint-Mens dans le massif du Colombis. La vallée glaciaire rejoint la vallée de la Durance à l'est au niveau du lac de Serre-Ponçon et au sud-ouest au niveau de la commune de Tallard. Le sillon de Gap est une large vallée dont le fond se trouve à environ 735 mètres d´altitude et dont le flanc ouest atteint près de 2 000 mètres (montagne de Charance et pic de Gleize). Le point culminant de la commune se trouve cependant hors de cette grande vallée, sur un autre bassin versant, au Raz de Bec, à 2 385 m, en limite communale, dans l'ancienne commune de Chaudun, fusionnée avec Gap à la fin XIXe siècle.
La vallée dans laquelle se situe Gap a été modelée par le glacier de la Durance lors de la dernière période glaciaire appelée glaciation de Würm. Ainsi, les sols sont très souvent constitués par des dépôts morainiques. Pas moins de cinq niveaux de moraines latérales et frontales sont observables. Celles-ci sont bien visibles, notamment sur les pentes sud du col Bayard, où elles forment par endroits des terrasses utilisées par l'agriculture. En se retirant, le glacier a également laissé des blocs erratiques de plusieurs mètres de haut. On peut citer entre autres les blocs erratiques de Peyre Ossel et de la Justice.
Le glacier, qui au Quaternaire a modelé le sillon de Gap, présentait plusieurs diffluences : une vers le glacier du Drac par les cols de Manse et de Bayard et une vers la vallée du Buëch par le seuil de La Freissinouse.
La couverture de débris morainiques omniprésente dans le sillon de Gap n'est pas le seul vestige de la glaciation du Quaternaire. On retrouve également la topographie typique des vallées glaciaires. L'emplacement même de la ville de Gap correspond à un ombilic glaciaire, où se sont déposées de grandes quantités d'argile. En amont, se situe le verrou glaciaire de Pont-Sarrazin et en aval celui de la Tourronde.
L'action mécanique du glacier de la Durance a été facilitée par la présence de couches relativement friables. La partie centrale et sud-est de la commune est principalement constituée de roches tendres (marnes noires Callovo-Oxfordien). Elles sont constituées de schistes argileux tendres de couleurs bleutées ou brunes. Dans la partie nord-ouest, des roches plus dures de couleurs claires, en calcaires du Tithonien, forment par endroits des barres rocheuses voire des corniches.

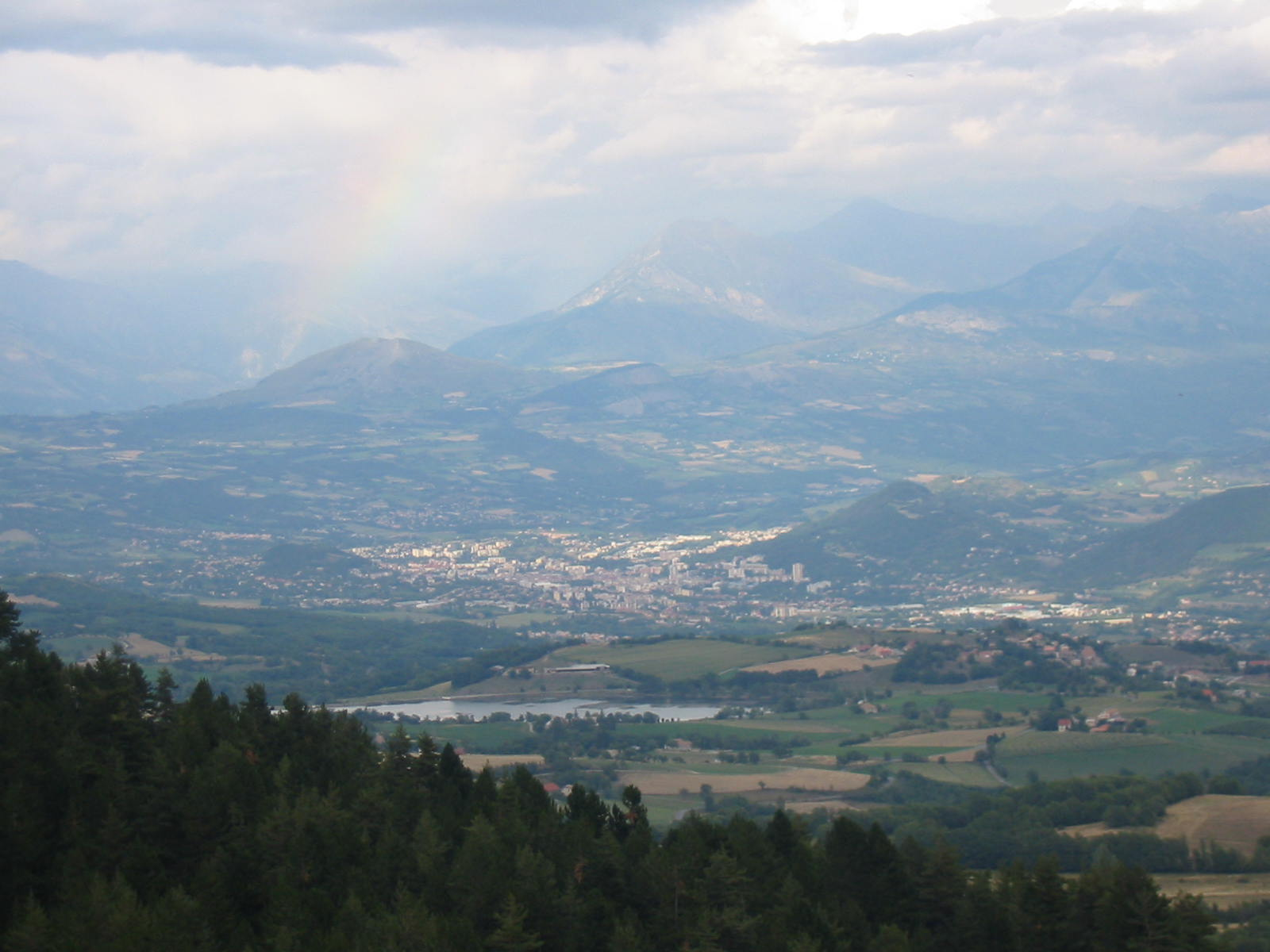
Le sillon de Gap, vu depuis la montagne de Céüse.
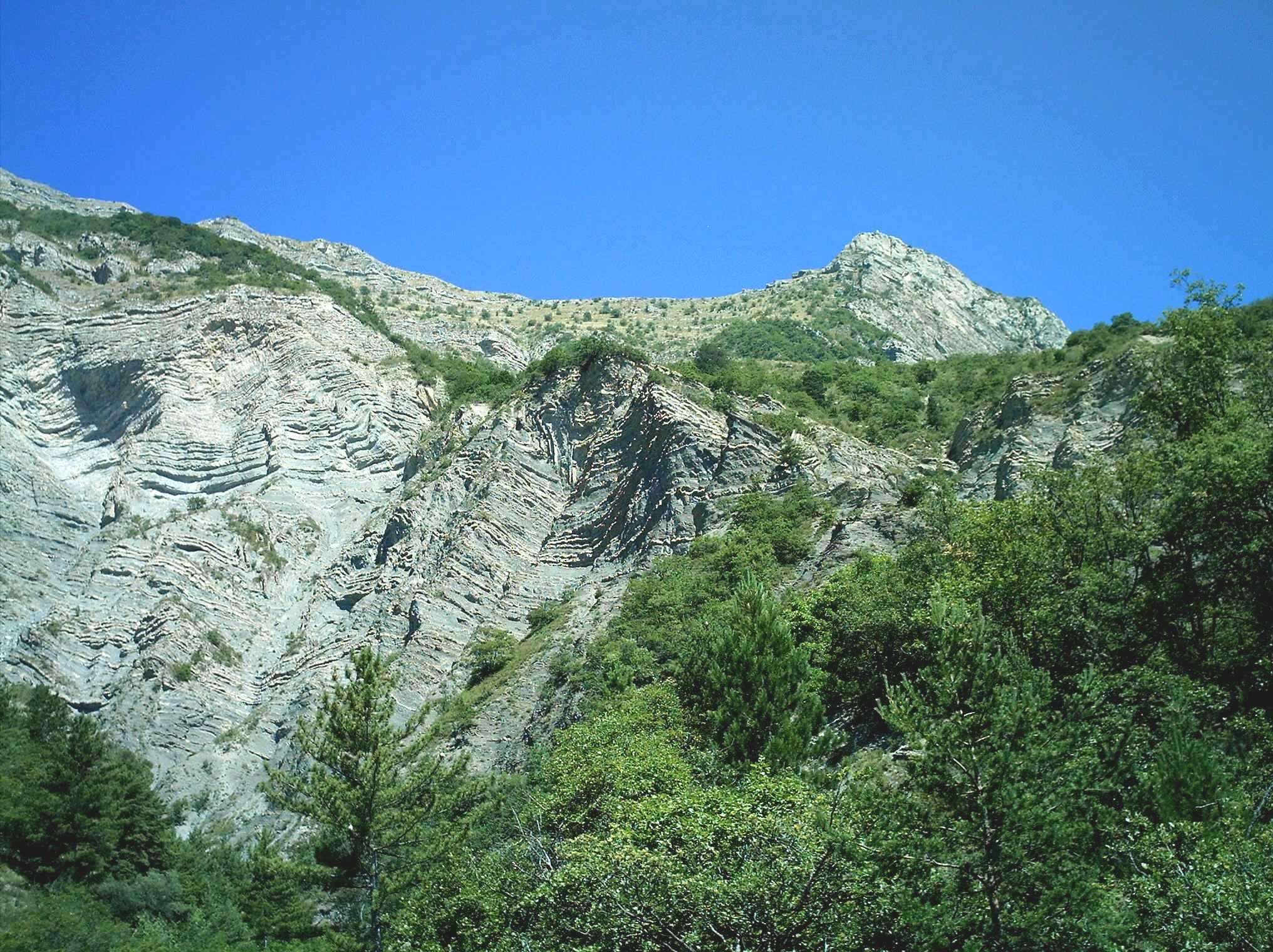
Couches calcaires du pic de Charance.
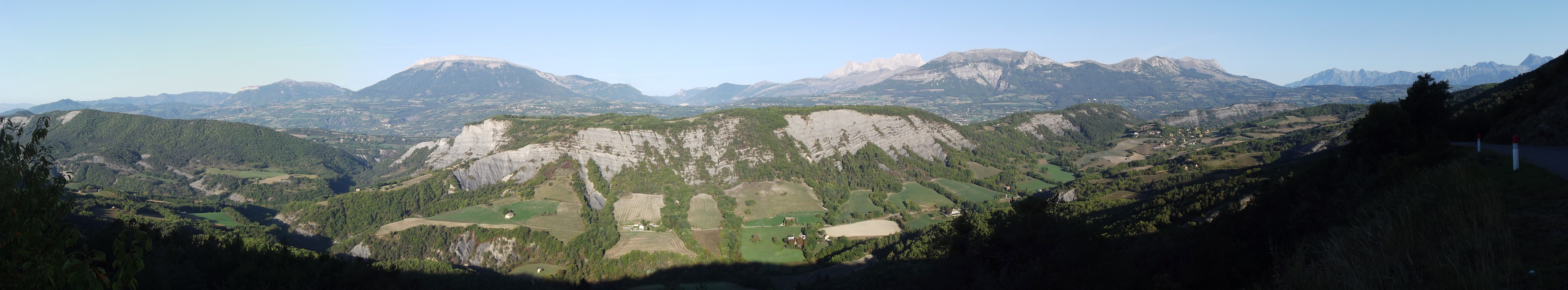
Sud-est de la commune de Gap.
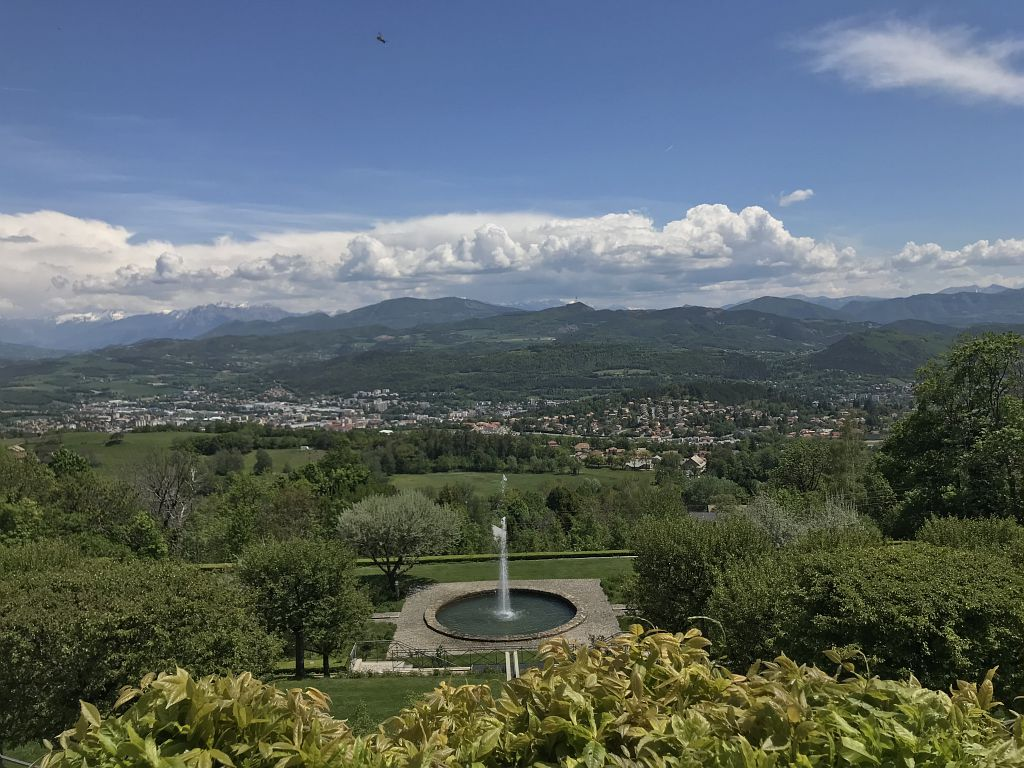
La vallée de Gap vue du domaine de Charance.

### Hydrographie
Le territoire de la commune fait partie de trois bassins versants : ceux de la  Luye, du Rousine et du Petit Buëch, eux-mêmes sous-bassins de la Durance.
La majorité du territoire  fait partie du bassin de la  Luye, un affluent de la Durance dont le cours mesure 22,6 kilomètres qui prend sa source à La Bâtie-Neuve peu avant de pénétrer sur le territoire de la commune et se jette dans la Durance en amont de Lettret quelques kilomètres après avoir quitté le territoire de Gap. Pour rejoindre la Durance, au lieu de suivre l'ancienne vallée glaciaire, il a creusé une gorge dans le massif du Colombis. Ses principaux affluents sont des torrents situés en rive droite qui descendent de la montagne de Charance ou du plateau Bayard et qui ont entaillé fortement la topographie. Ce sont les torrents du Buzon long de 5,1 kilomètres de Bonne (9,4 km) et de Tournefave. Des torents plus modestes car produits par des reliefs de moindre importance rejoignent la rive gauche de Luye : ce sont le canal de la Magdeleine (5,3 km), le Riotort (4,8 km) et le torrent du Partiment, long de 6,7 km. Le Riotort a contribué à façonner la topographie en créant une vallée qui sépare la colline de Saint-Mens et celle de Sainte-Marguerite,.
Le sud-ouest du territoire de la commune (quartier Saint-Jean) fait partie du bassin versant du Rousine, un affluent de la Durance qui se jette dans celle-ci au sud de Tallard. Sur le territoire de la commune il est alimenté par deux torrents qui descendent de la montagne de Charence : les torrents de Malecombe et de la Selle.
Au nord de la commune (situé de l'autre côté du col de Gleize), le cirque montagneux dont le centre était occupé autrefois par le village de Chaudun fait partie du bassin Petit Buëch. Cet affluent du Buëch lui-même affluent de la Durance prend sa source dans ce cirque à une altitude de 1 700 mètres à partir de plusieurs torrents qui y convergent,.
Un important canal artificiel alimente Gap en eau brute, destinée à être potabilisée et à l'irrigation  (60 % de la consommation totale). Le canal de Gap, ou canal du Drac, long d'environ 30 kilomètres, conduit l'eau captée dans le Drac via un tunnel sous le col de Manse jusqu'au réservoir des Jaussauds (altitude 1 141 m), où il se divise en deux branches, dont la principale contourne Gap par l'ouest jusqu'à Corréo en passant par Charance.
Les zones humides occupent une superficie d'environ 400 hectares en 2011 mais sont en régression. Ce sont principalement (par ordre d'importance) les bordures des cours d'eau et les plaines alluviales, des marais et des landes humides (plaine de Lachaup, les Terrasses, Les Abadous, Petit Séminaire...), des zones humides artificielles (lac de Charance notamment), des zones humides de bas-fond et en-tête de bassin (plateau de Bayard, col de Manse...) et des zones humides ponctuelles (Les Terrasses).
Les eaux souterraines (nappe phréatique dans le sous-sol de Gap) se rattachent au « Domaine plissé BV
Haute et moyenne Durance » un vaste aquifère très compartimenté dont les eaux alimentent de nombreuses sources de plusieurs communes. La qualité de cet aquifère est dégradée et il connait des chutes de pression importantes en période de sécheresse.

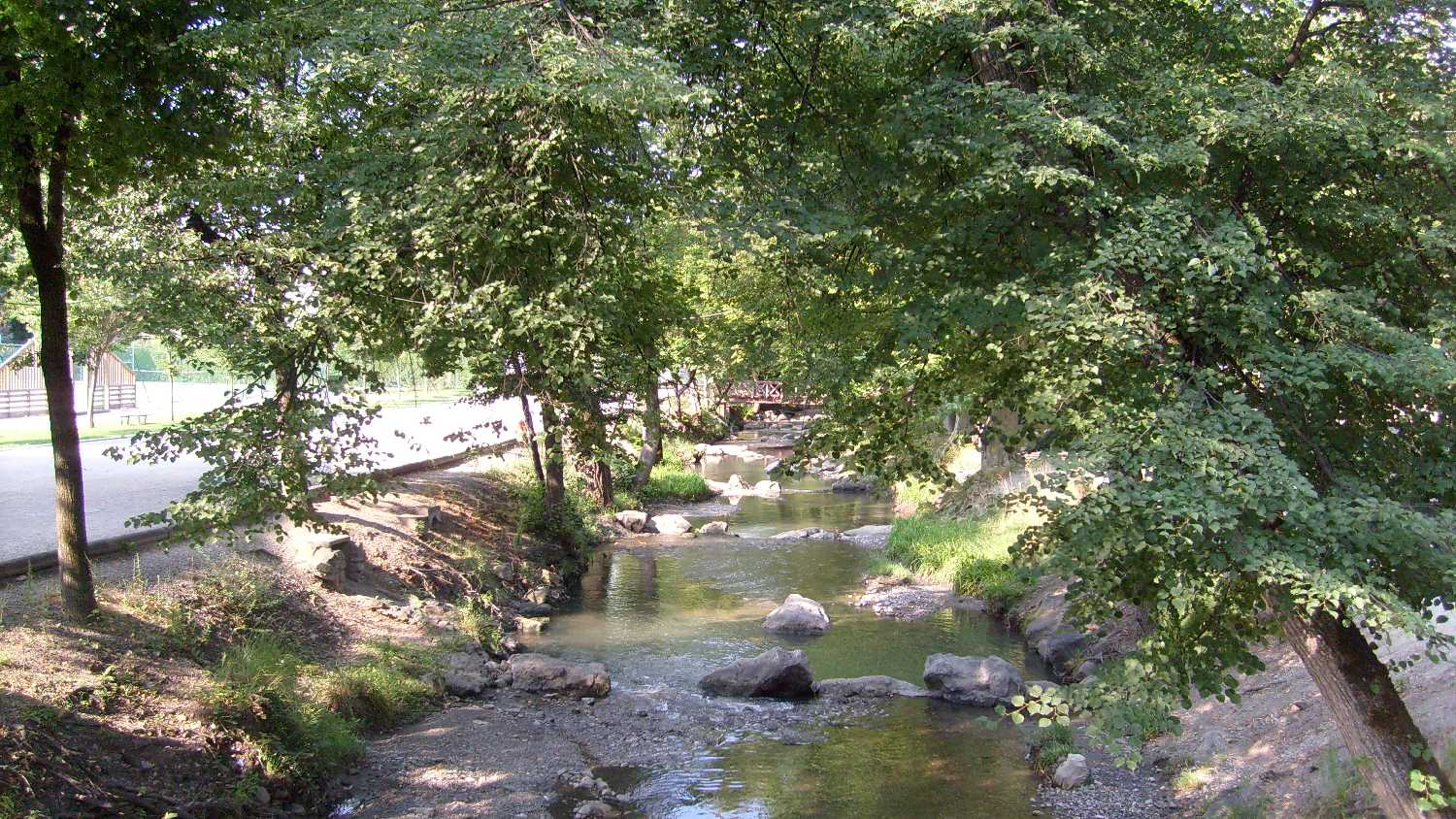
La Luye à Gap près du parc de la Pépinière.
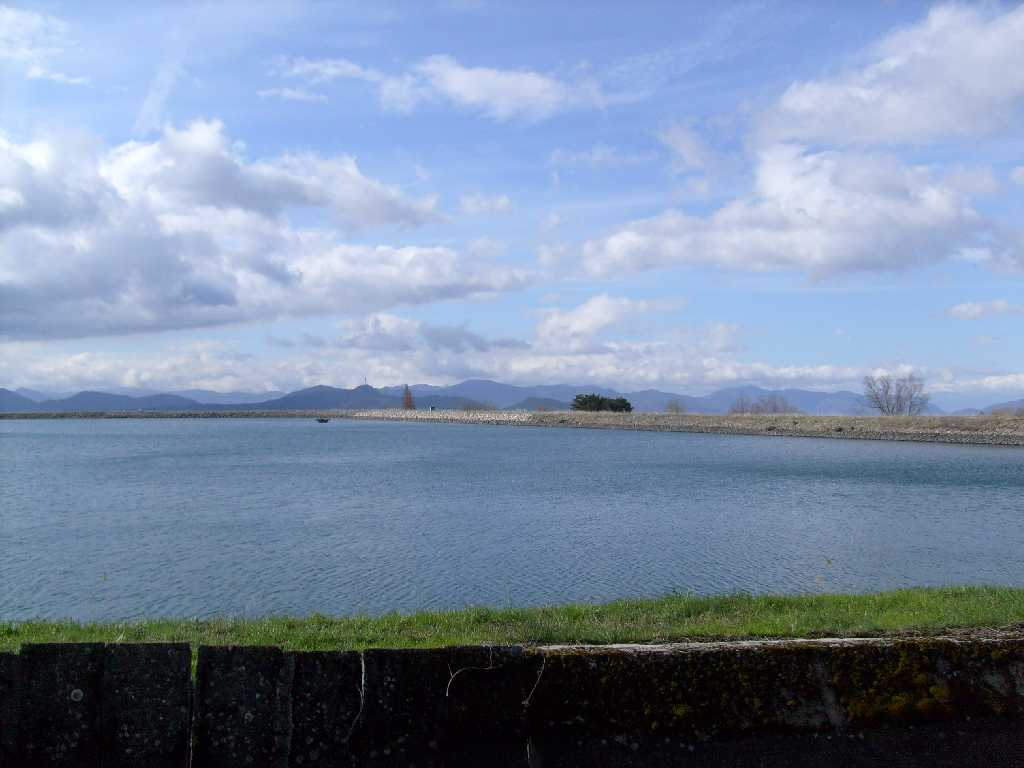
Le lac réservoir des Jaussauds.

### Climat
Le climat de Gap est méditerranéen sous influence montagnarde. En effet, le département est bien ouvert aux influences méditerranéennes par les vallées de la Durance et du Buëch tandis que l'altitude contribue à la note montagnarde qui accentue la pluviométrie. Au nord, le col Bayard constitue une limite climatique, Gap étant ainsi située au bord de la zone du climat méditerranéen. Localement appelé bise, le mistral s'y fait moins sentir que dans la vallée du Rhône. Les étés sont secs et chauds, les hivers sont humides et d'un froid modéré.
Ainsi, la caractéristique principale du climat local est l'importance de l'ensoleillement dont bénéficie la ville. En outre, les chutes de neige soulignent le caractère montagnard de la cité. Si les orages sont fréquents en été, le brouillard est plutôt exceptionnel.
| Ville             | Ensoleillement | Pluie     | Neige     | Orage   | Brouillard |
| ----------------- | -------------- | --------- | --------- | ------- | ---------- |
| Paris             | 1 797 h/an     | 642 mm/an | 15 j/an   | 19 j/an | 13 j/an    |
| Nice              | 2 694 h/an     | 767 mm/an | 1 j/an    | 31 j/an | 1 j/an     |
| Strasbourg        | 1 637 h/an     | 610 mm/an | 30 j/an   | 29 j/an | 65 j/an    |
| Gap               | 2 511 h/an     | 868 mm/an | 19,1 j/an | 32 j/an | 7 j/an     |
| Moyenne nationale | 1 973 h/an     | 770 mm/an | 14 j/an   | 22 j/an | 40 j/an    |

Les tableaux ci-dessous représentent les moyennes des températures mensuelles.
Ils montrent aussi les températures moyennes maximales et minimales sur la période 1951-1970.
| Mois                                       | Janv. | Fév. | Mars | Avr. | Mai  | Juin | Juil. | Août | Sept. | Oct. | Nov. | Déc. | Moyenne année |
| ------------------------------------------ | ----- | ---- | ---- | ---- | ---- | ---- | ----- | ---- | ----- | ---- | ---- | ---- | ------------- |
| Températures moyennes maximales(1951-1970) | 6,3   | 8    | 13,3 | 16,8 | 21,5 | 24,5 | 27,6  | 26,5 | 23    | 18,2 | 10,8 | 7,7  | 17,0          |
| Températures mensuelles moyennes           | 0,6   | 2,4  | 5,3  | 8,7  | 12,5 | 16,4 | 19,5  | 18,8 | 15,6  | 10,7 | 5    | 1,5  | 9,8           |
| Températures moyennes minimales(1951-1970) | -4,6  | -3,7 | -0,3 | 2,3  | 6    | 9,2  | 11,2  | 10,5 | 8,5   | 3,9  | 0,1  | -3,6 | 3,3           |

Des comparaisons avec les relevés de la période 1878-1940 ont montré des moyennes maximales plus faibles sur la période 1950-1970 pour les mois d'hiver et d'été. Sur cette même période, toujours pour les mois d'hiver et d'été, on a constaté des moyennes minimales en hausse. Ainsi, l'évolution du climat tend vers une atténuation très légère des différences entre les températures hivernales d'une part, et estivales d'autre part.
Les températures extrêmes soulignent aussi les composantes montagnardes et méditerranéennes du climat. En effet, le minimum absolu enregistré a été de −18 °C le 3 février 1956. Le maximum absolu a été de 38,5 °C observé le 28 juin 2019 (station Météo France de Gap-Varsie).
Ci-dessous, on trouve les précipitations mensuelles moyennes.
| Mois                               | Janv. | Fév. | Mars | Avr. | Mai  | Juin | Juil. | Août | Sept. | Oct. | Nov. | Déc. | Cumul annuel |
| ---------------------------------- | ----- | ---- | ---- | ---- | ---- | ---- | ----- | ---- | ----- | ---- | ---- | ---- | ------------ |
| Précipitations mensuelles moyennes | 70,8  | 70   | 72,5 | 70,8 | 81,7 | 70   | 45,8  | 58,3 | 64,2  | 95   | 91,7 | 77,5 | 868,3        |

L'évolution des températures mensuelles moyennes (en rouge) et des précipitations mensuelles moyennes (en bleu) est résumée dans le graphe ci-dessous.

Températures et précipitations mensuelles moyennes.

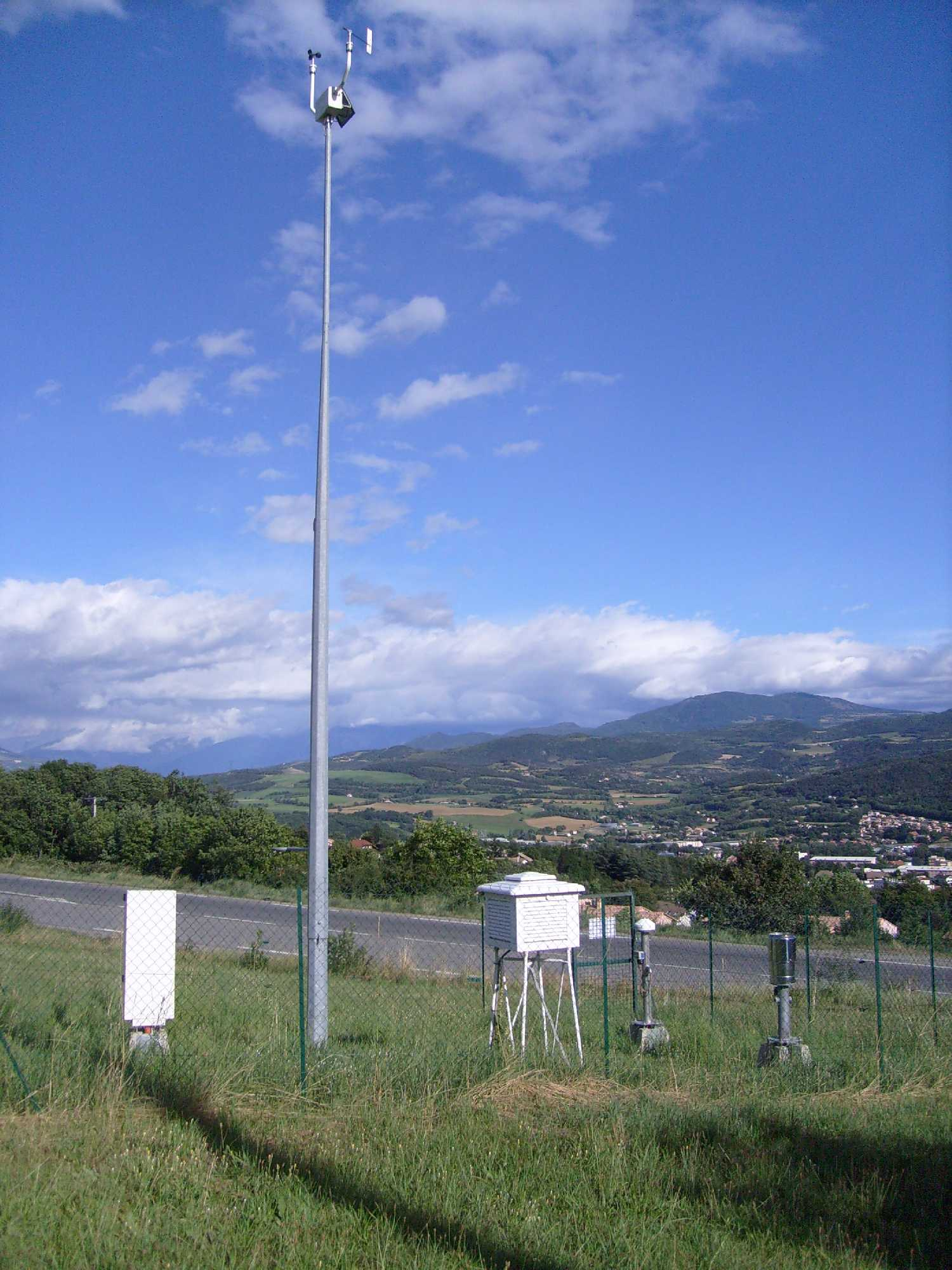
Station météorologique de Gap Varsie.

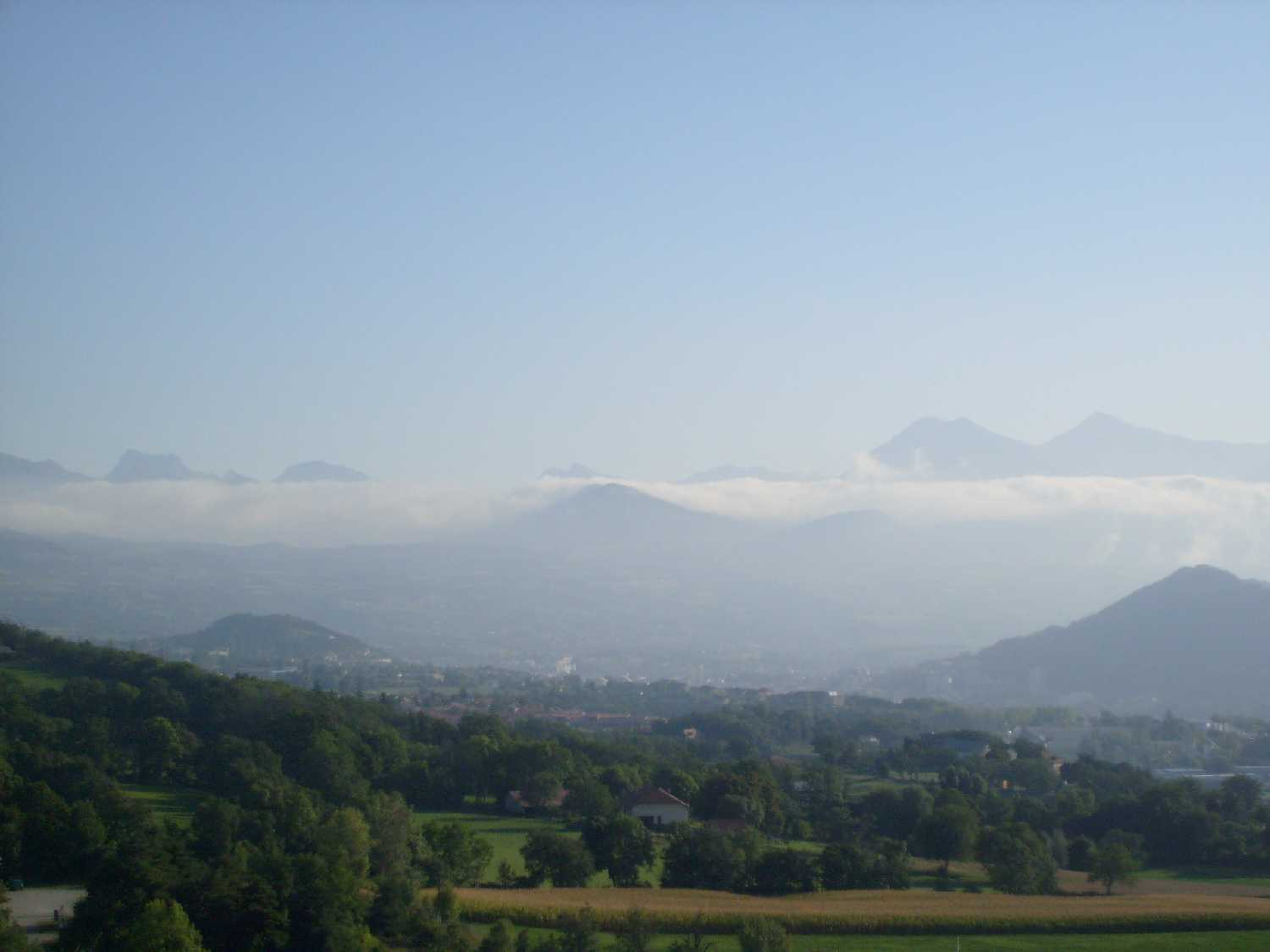
La « barre de Bayard », synonyme de beau temps au-dessus de la ville.

En dehors des brises de vallées, le vent dominant est le vent de nord, nommé localement la bise. Il s'agit d'une composante du mistral. Remontant la vallée du Drac, ce vent franchit le plateau Bayard pour redescendre sur Gap.
Lorsqu'il entraîne avec lui des nuages, il se produit le phénomène de « la barre de Bayard » : un amoncellement compact de nuages recouvre le plateau de Bayard. Poussés par le vent, ils descendent dans la vallée. Sous l'effet de l'augmentation de la pression et de la température, ces nuées disparaissent aussitôt quelques centaines de mètres plus bas (Effet de foehn). Même en perpétuel mouvement, la couverture nuageuse semble immobile. Si ces conditions sont synonymes de fraîcheur en automne et au printemps, et de froid vif en hiver, elles s'accompagnent toujours d'une atmosphère limpide et parfaitement ensoleillée au-dessus de la ville.

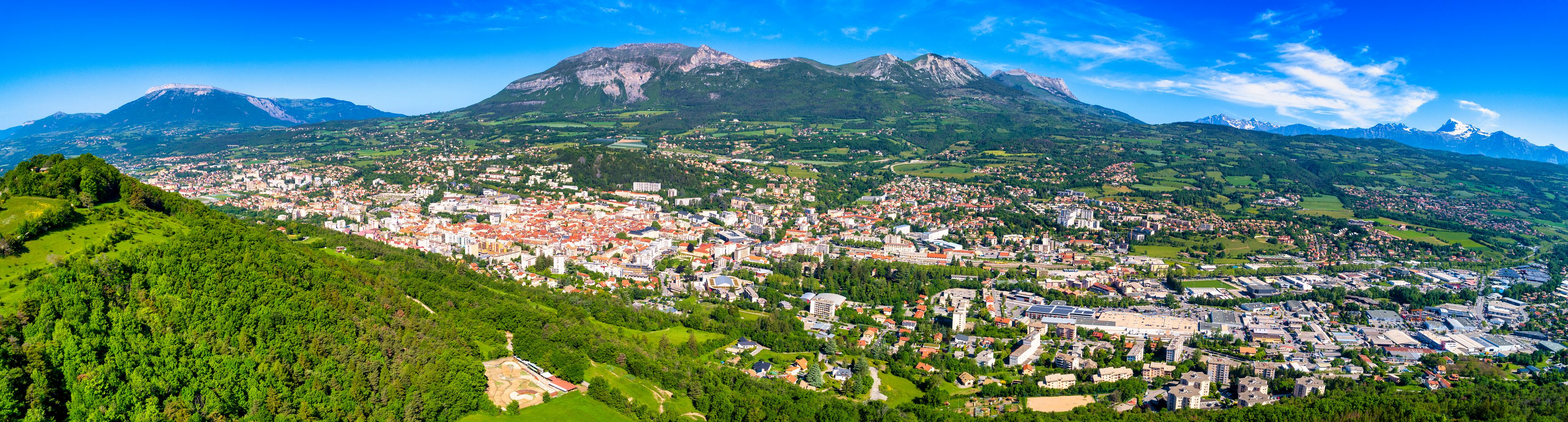
Vue Panoramique de Gap

## Histoire

### Préhistoire et protohistoire
Le premier peuplement de Gap daterait du néolithique. La culture de ces premiers habitants faisait partie du Chasséen méridional.
Les très rares témoignages de l'époque préromaine sont constitués par les vestiges d'un oppidum situés au sommet de la colline de Saint-Mens avec quelques traces visibles d'un dolmen mis au jour en 1866 et d'un ancien cimetière au lieu-dit Pré Camargue ; mais aucun reste n'a été conservé de ces deux dernières découvertes. Des deniers gaulois ont également été retrouvés. Selon l'historien Jean-André de Luc dans Histoire du passage des Alpes par Annibal p. 212, Gap est la capitale du peuple celto-ligures des Tricorii. Ces peuples, appartenant probablement à des tribus Caturiges, étaient de langue celtique. Une autre hypothèse est qu'il s'agit de la capitale des Avatiques.

### La période romaine

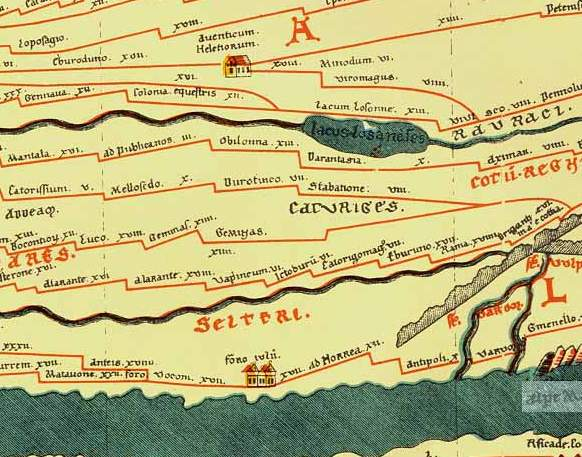
Les voies romaines dans les Alpes au IVe siècle.

Le Gapençais fait alors partie du territoire des Voconces, peuple gaulois romanisé lors de la conquête de la Narbonnaise en 125-124 av. J.-C., dont les capitales étaient Luc-en-Diois et Vaison-la-Romaine.
Vers 20 av. J.-C., Cottius, un chef de tribus de la vallée de Suze, allié à Rome, et exhorté par Auguste, entreprit l'édification d'une voie de communication dans la vallée de la Durance. Il dut soumettre les différents peuples concernés, ceux-ci désireux de conserver leur indépendance. Cet itinéraire, édifié entre 14 et 6 av. J.-C., et qui reçut le nom de Via Cottia per Alpem, reliait Turin à Sisteron et comportait six stations. La ville de Gap a été fondée à partir d'une de ces stations. En 22, le site de Gap devient le départ d'une voie romaine vers Valence.
À cette époque, l'emplacement de la future ville se résumait à un camp romain. Ce camp était protégé par un mur terrassé entouré d'un fossé. Il était le plus important entre Montgenèvre et Sisteron. La garnison qui l'occupait pouvait être estimée à 360 hommes. Ceux-ci provenaient des peuplades alentour. Ils étaient chargés de protéger les utilisateurs des voies romaines contre les pillards. Plus tard, un axe vers le Champsaur est créé. Le site de Gap prend de l'importance en devenant un nœud de communication. L'économie est alors principalement pastorale et les premières cultures se développent sur les pentes de Puymaure. Certaines habitations sont construites sur pilotis ainsi que le montrent des fouilles.
Durant les premiers siècles, la population s'accroît de façon importante, agriculteurs, marchands, colons venus d'Italie ou des régions avoisinantes vinrent se grouper sous la protection des légionnaires romains. Vers la fin du IIIe siècle et au IVe siècle, est édifiée une nouvelle fortification. Ces remparts, qui entourent totalement la première enceinte, sont composés de onze côtés et de onze tours qui protègent les habitants de la ville des invasions barbares,. Le monde romain se sentit en effet très tôt menacé par les envahisseurs germaniques. La superficie enclose, 2 ha, fait de Gap un gros bourg.
La région évangélisée aux IIIe et IVe siècles, un grand diocèse fut créé en incorporant à la cité d'Aix toute la vallée de la Durance jusqu'à Chorges, et à partir du concile de Nîmes de 396, Remigius fut chargé de le diriger.
Au moment où la hiérarchie chrétienne, qui symbolisait la paix romaine et l'organisation sociale, s'implantait à Gap, l'Empire romain qui avait apporté à ses habitants un début de civilisation et un espoir de progrès, tombait en décrépitude puis succombait sous le coup des envahisseurs germaniques, auparavant maintenus au-delà du Rhin.
Ils commencèrent à envahir la Gaule vers 400. La région des Alpes, longtemps épargnée, parce qu'elle était pauvre, fut envahi par les Wisigoths en 412 et occupé par les Burgondes dès 450. Puis vinrent de nombreuses incursions barbares, des hordes germaniques, vinrent du nord, les Danois, les Scandinaves, de l'est, les Hongrois, les Huns, du sud les Sarrasins.

### Le Haut Moyen Âge

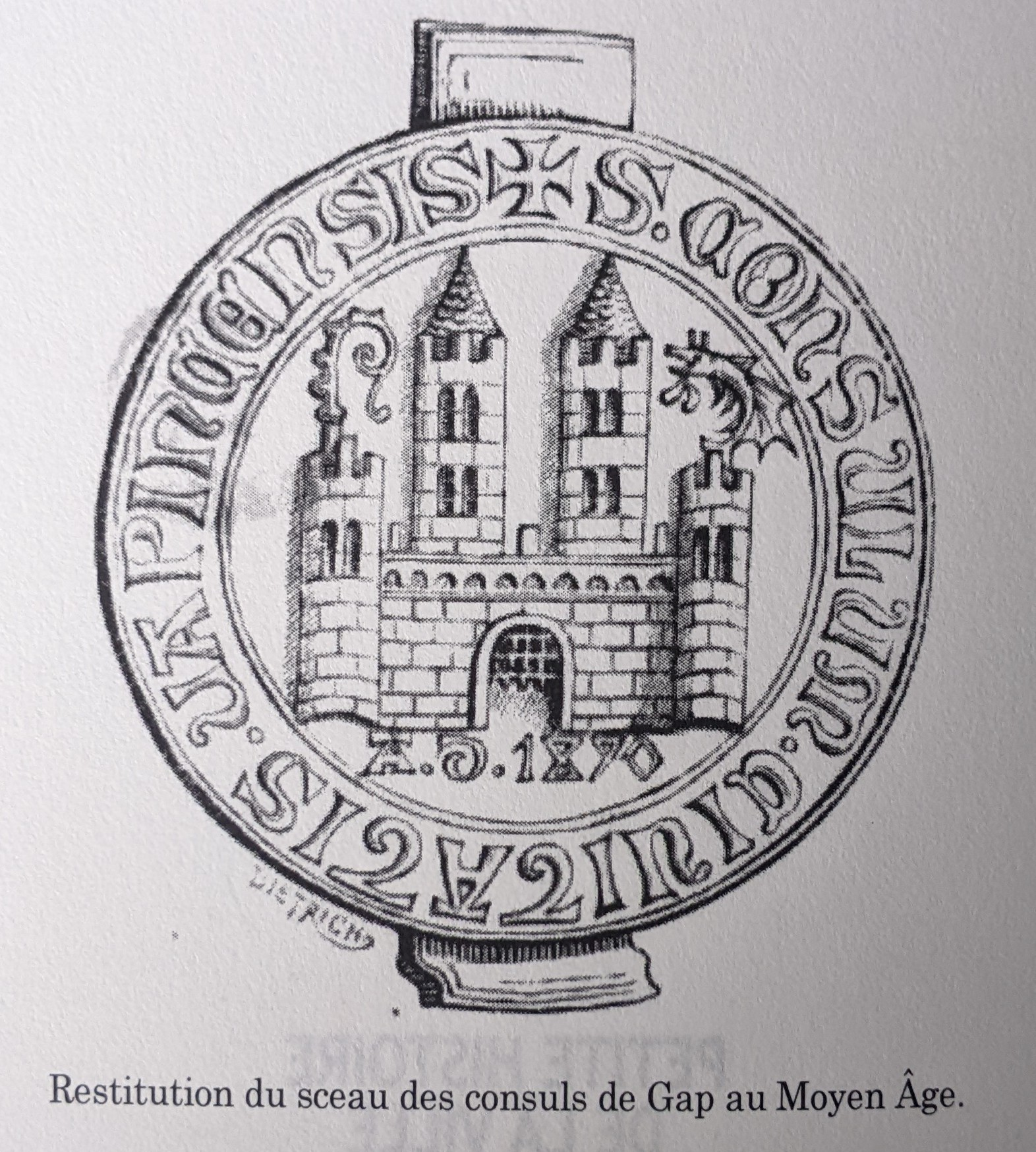
Sceau des Consuls de Gap

Gap et sa région firent partie du comté de Provence constitué à la fin du Xe siècle, puis du comté de Forcalquier qui s'en est détaché au XIIe siècle. Les évêques de Gap étaient aussi les seigneurs temporels de la ville. Mais leur contrôle fut longtemps contesté par les officiers des comtes de Forcalquier, notamment sous l'épiscopat d'Arnoux, qui devint par la suite le saint évêque de la cité.
À partir de 1044, le comte de Provence devient l'hôte de l'évêque. Le pouvoir quasi absolu de l'évêque ne trouve ses bornes que dans ces liens d'homme à homme qui sont spontanément noués depuis deux siècles entre gouvernant et gouvernés. La souveraineté de l'évêque est exercée par ses officiers (bailli, procureurs d'offices, chapitre). Le chapitre organisé au début du XIe siècle a ses officiers, doyen, sacristin, archidiacre, et compte 15 à 18 chanoines recrutés parmi les bourgeois et la noblesse de la ville. A cette bourgeoisie gapençaise, dont l'origine peut être considérée comme très ancienne, car il n'y a pas de cloison étanche entre la civilisation gallo-romaine et celle du haut Moyen Age, viennent s'agréger aussi des éléments étrangers : dauphinois, provençaux du sud, italiens, un très grand nombre d'individus qui, après avoir suivi la grande route, ont trouvé à Gap une place de choix.
Cette population urbaine s'organise dès le XIIe siècle. Comme dans toute la moitié sud de la France, les institutions gallo-romaines sont conservées (en particulier le système juridique) et les magistrats municipaux prennent le nom de consuls tandis que le régime municipal adopte celui de consulat. L'évêque de Gap, en principe souverain dans la cité de Gap, y logeait tout de même le comte de Provence et de comte d'Albon. La politique des évêques fut donc très délicate, prise entre trois feux : ceux du Dauphin, ceux du comte et ceux de la commune naissante.

### La principauté ecclésiastique de Gap

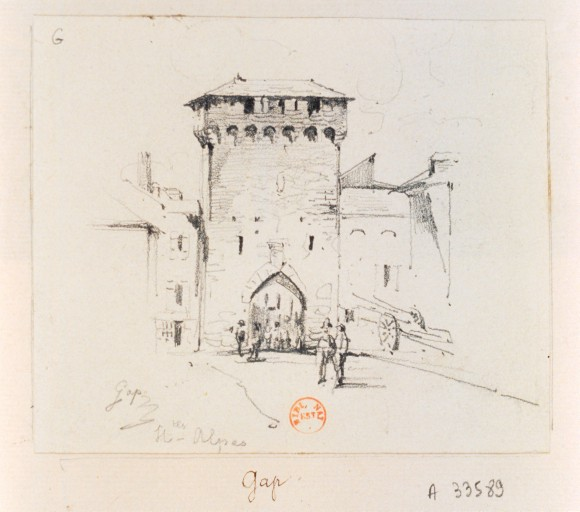
Ancienne porte fortifiée de la Ville de Gap (XVIeme)

Les bourgeois de Gap profitant du passage dans leur ville de Gautier de Pabiatis, vicaire impérial, obtinrent la reconnaissance officielle de leur consulat et de leurs libertés : droit d'élire leurs consuls, d'avoir un juge, des revenus communaux, droit de légiférer en matière de police et de finances. Cet acte de 1238 constitue la Charte de la commune de Gap. Le consulat est à Gap une magistrature dont les attributions proviennent du démembrement de l’ancien pouvoir comtal et font de la communauté une véritable seigneurie. En tant que gouvernement, le consulat de Gap est composé d’un corps de deux à quatre consuls, ou syndics, ou entrent généralement un chanoine du chapitre et de un à trois nobles, corps représenté occasionnellement par un syndic. Ce corps peut déléguer des officiers inférieurs tels que des mandatores ou des banniers. Il est assisté d’un conseil restreint qui approuve ses décisions. Un conseil général des habitants est exceptionnellement convoqué au son de la cloche, lors des décisions graves, à propos de la cession du consulat au dauphin en 1271 par exemple. Les attributs de la seigneurie, entre les mains des consuls, sont la maison du consulat, la cloche, les clés et la prison. Le consulat a de la seigneurie, non seulement les attributs, mais encore la réalité du pouvoir, il acquiert des fiefs, tel la seigneurie de Furmeyer en 1253, engage des combats, même contre le dauphin, lors de la prise et destruction du château de Montalquier en 1257. Il prête enfin serment de vassalité comme il le fait au dauphin en 1271.
Parmi les attributions consulaires, figurent en premier lieu le droit de légiférer, ensuite la juridiction. Elle comprend d’autre part, la police des bans ou amendes, à percevoir par les gardes consulaires à Gap et dans son territoire. Il y avait également une prison consulaire.

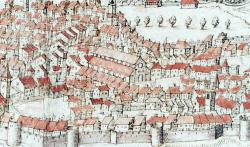
Gap - Place St Arnoux et cathedrale 1607 - Jean de Beins

À la mort du dernier comte de Forcalquier en 1209, les régions d'Embrun et de Gap étaient transmises au Dauphiné tandis que celles de Forcalquier et de Sisteron retournaient au comté de Provence. C'est pour cette raison que le blason actuel de la Région Provence-Alpes-Côte d'Azur porte le blason du Dauphiné. En 1349, le Dauphin de Viennois Humbert II transmit sa principauté au petit-fils de Philippe VI de France, le futur roi de France Charles V. De 1349 à 1457, le Dauphiné demeura une principauté séparée de la France, dont le prince était le fils aîné du roi de France. En 1457, Charles VII mit fin à ce statut et intégra la province au royaume de France.
Les templiers possédaient une maison à Gap, établissement secondaire qui dépendait d’une commanderie. La création du consulat qui gouvernait la ville remonte à avant 1209.
Au XIVe siècle, la ville profite des bénéfices de l'installation des papes à Avignon qui lui apporte un passage plus fréquent de voyageurs pour développer un artisanat de laines et de peaux qui la fait prospérer. Les liens avec Avignon sont renforcés par la présence de nombreux clercs de l'entourage du pape au sein du chapitre des chanoines de Gap.
Gap est une ville fortifiée dès le XIIe siècle et compte sept portes.

### Renaissance et ère moderne

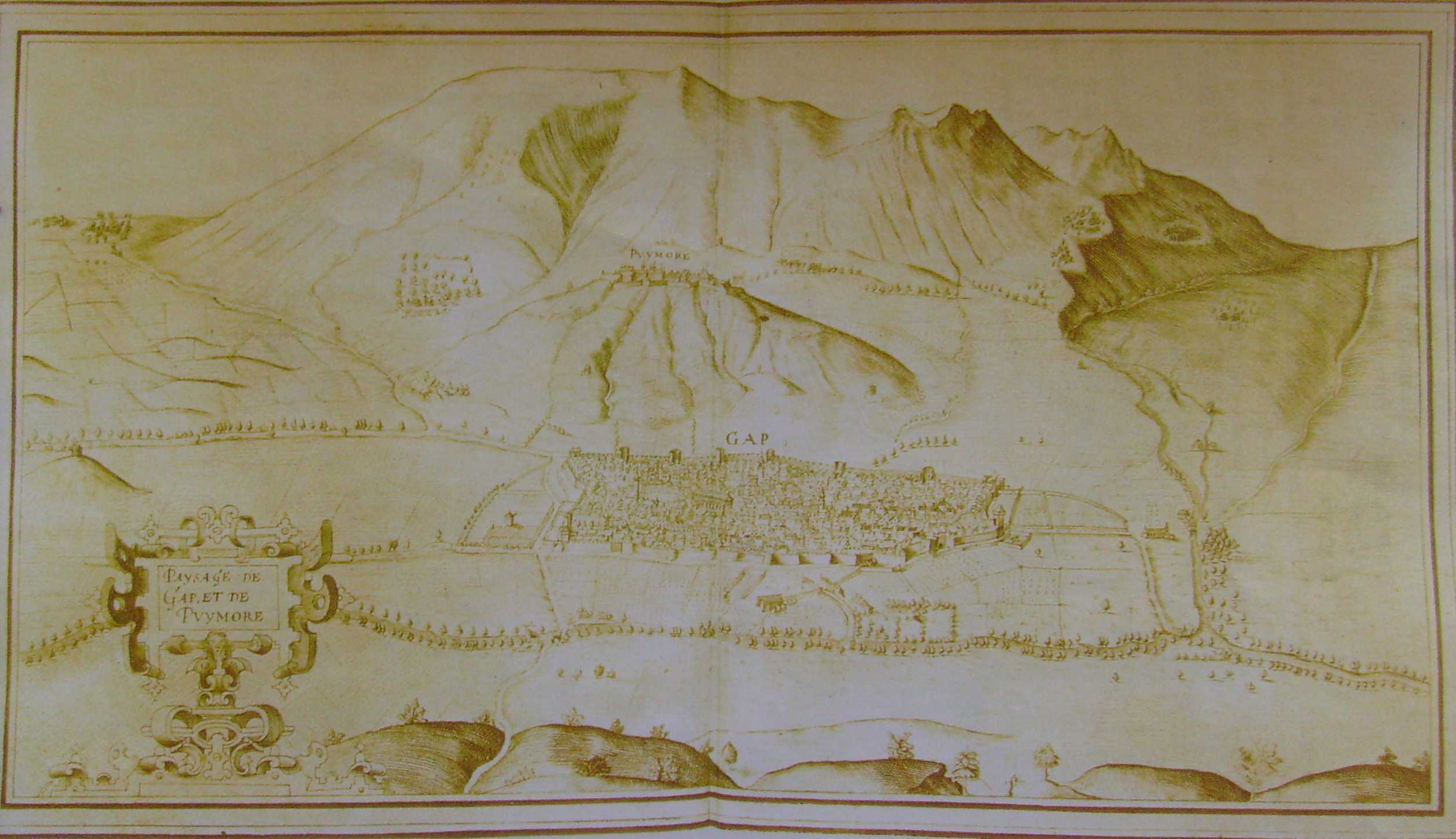
Gap en 1607, Jean de Beins

#### Guerres de religion
Les XVIe et XVIIe siècles sont des périodes particulièrement sombres pour la ville. Les Guerres de religion sont meurtrières dans la région. Gap est un fief catholique, alors que le Champsaur a basculé dans la « religion prétendument réformée ». Il est à noter que le célèbre réformateur protestant Guillaume Farel (Natif des Farreaux près de Gap) prêchera avec ferveur dans le Dauphiné et en Suisse, après sa participation à l'embryon de la Réforme française de Meaux. Après diverses escarmouches, François de Bonne de Lesdiguières, chef des protestants, décide d'attaquer Gap, pourtant protégée par 20 tours. Dans la nuit du 3 janvier 1577, François Philibert, dit « Cadet de Charance », lui ouvre la porte Saint-Arey, et lui permet de pénétrer par surprise dans la ville,. De Bonne incendie la cathédrale, pille les couvents et s'édifie une orgueilleuse citadelle sur la colline de Puymaure d'où il domine tout Gap. Remarqué par Henri III, Lesdiguières mènera une longue carrière au service des rois de France qui lui vaudront d'être nommé maréchal de France, gouverneur de la province du Dauphiné et à la suite de sa conversion au catholicisme de devenir le dernier connétable de France en 1622 à la fin de sa vie.

#### Invasion du Dauphiné en 1692
En 1692, les troupes du souverain piémontais Victor-Amédée II de Savoie, engagé dans la Ligue d'Augsbourg contre la France de Louis XIV, prennent la ville, abandonnée par ses habitants, le 29 août. Gap est pillée et incendiée : sur les 953 maisons de la commune, 798 sont détruites.

#### Une des dix villes du Dauphiné
Aux XVIIe et XVIIIe siècles, selon les géographes et voyageurs de l'époque mais également pour l'autorité royale, Gap fait partie des dix villes de la province du Dauphiné bien que ce statut soit accordé sans que des critères clairs (démographiques, administratifs, religieux, militaires ou économiques) soient établis. Ce statut leur valait de pouvoir envoyer des députés aux états de la province avant que ceux-ci ne soient suspendus mais également de subir une fiscalité plus lourde. Les témoignages datant de cette époque sont peu nombreux et souvent peu précis car le Dauphiné ne fait pas partie des régions fréquentées par les voyageurs. Pour tous Gap est néanmoins une ville mineure. Jouvin de Rochefort remarque que sa cathédrale qui « si elle n'est pas des plus grandes, est une des mieux baties pour durer longtemps étant flanquée de grosses pierres de taille de couleur grisâtre comme sa haute tour qui est proche du palais de l'évêque » (la cathédrale, tombée en ruines, sera reconstruite au XIXe siècle). Sur le plan économique au XVIe siècle, Aymar du Rivail note à Gap l'existence de fabriques de chandelles en graisse de chèvres. Au XVIIe siècle Pierre Davity note que Gap est un centre de négoce actif du froment et de l'huile de noix. Jouvin de Rochefort souligne le rôle joué par la ville dans le commerce entre la France et l'Italie et la fertilité des campagnes voisines qui en font une des villes bonnes et riches de la province malgré son enclavement dans les montagnes. Il y a peu de témoignages sur l'urbanisme à cette époque. Jouvin de Rochefort signale « des rues belles et droites, principalement la grande où se tiennent plusieurs riches marchands, des maisons de la Grande Place très bien bâties et une fontaine qui mérite le détour ». Mais Piganiol trouve que Gap est « une ville médiocrement grande avec des rues étroites et mal percées ».
Sur le plan démographique, Gap compte dès 1635 environ 5 000 habitants et fait partie des six villes les plus peuplées du Dauphiné. La population descend à 4 500 habitants en 1690 avant de remonter vigoureusement au XVIIIe siècle : elle passe à 5 500 personnes en 1725 et 6 000 en 1760.
L'exercice de la justice est à cette époque une marque de l'importance d'une agglomération. Gap devient un chef lieu de bailliage à compter de 1512 (à la suite de la confirmation du rattachement de la ville au Dauphiné, Gap remplace Serres). Gap rassemble 88 juridictions seigneuriales mais elles doit en laisser Serres exercer 22 et Veynes 14. Par ailleurs, les seigneuries voisines de Tallard et du Champsaur et la justice seigneuriale à Gap était exercée sans partage par l'évêque de la ville. Les juridictions seigneuriales ayant leur siège à Gap amenaient chaque année environ 2000 à 3000 plaideurs à Gap avec un pic d'activité marqué à la belle saison.

#### Montée en puissance de l'administration royale
Dans la première moitié du XVIIe siècle, le pouvoir royal (Richelieu) décide de renforcer son pouvoir au détriment des parlements des régions. Profitant de la mort du gouverneur de la province de Lesdiguières en 1626 et d'un conflit qui oppose le tiers état à la noblesse et au clergé (Procès des tailles) Richelieu lance une réforme fiscale qui doit mettre fin aux particularismes du Dauphiné et priver le Parlement du Dauphiné de l'essentiel de ses pouvoirs. Dans le cadre de cette réforme, la répartition des impôts échappe désormais au parlement régional (ce qui met fin en partie aux privilèges que s'octroyait le clergé et la noblesse) et est pris en charge par un représentant du gouvernement royal, l'intendant. Ces représentants royaux sont nommés dans dix villes de la province (les élections). Gap devient le siège d'une de ces élections et sa compétence s'étend aux bailliages d'Embrun et de Briançon. Le Parlement du Dauphiné perd également son rôle de juge suprême. Pour Gap, cela se traduit par la création dans cette ville d'un bureau des finances et d'une juridiction des gabelles. au XVIIe siècle, Gap profite pleinement de l'expansion de l'administration royale. On y trouve ainsi les services administratifs des haras, de la régie générale, de la marque des cuirs, de l'administration générale des domaines et la maréchaussée.

#### Institutions religieuses
Dès le XIIIe siècle, Gap est le siège de deux autres ordres mendiants. Au XVIIe siècle, période la Contre-Réforme catholique qui voit la création de nombreux couvents (une centaine dans le Dauphiné), deux nouveaux ordres s'établissent à Gap malgré l'opposition, dans le cas des capucins, du gouverneur huguenot de la ville Montauban de Villars. Le premier séminaire de Gap est installé d'abord à La Roche des Arnauds en 1675 avant d'être rapatrié dans la ville quelques années plus tard.

#### Révolution française et ses suites

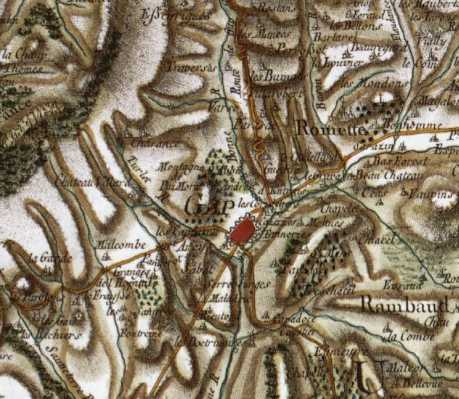
Gap et ses environs à la fin du XVIIIe siècle, Carte de Cassini.

À la veille de la Révolution française, l'habitant du Dauphiné est loin d'être libre. Il est exploité par des seigneurs laïques ou ecclésiastiques (à Gap l'évêque de Gap). Dans les villes comme Gap, il dispose d'un peu plus d'autonomie. Les idées des Lumières n'y sont pas inconnues mais l'influence de l'église reste importante. Profitant de la crise financière qui frappe le régime dans les années 1780, les États de Dauphiné, comme ceux des autres provinces, tentent d'affirmer leurs droits : à l'issue de trois réunions, dont la dernière se tient à Romans le 31 décembre 1788, les représentants des trois ordres (noblesse, clergé, tiers-état) définissent une ligne politique commune. Devançant la procédure de rédaction des cahiers de doléances (modalités définies par le pouvoir royal le 28 janvier 1989), l'assemblée produit un document qui exige la rédaction d'une constitution pour le royaume, la consultation des trois ordres réunis et le vote par tête au lieu du vote par ordre.
Durant le printemps 1789, le sud de la France connait une pénurie partielle de blé. L'évêque de Gap, François-Henri de La Broüe de Vareilles, choisit ce moment pour rétablir une taxe (le droit de cosse) sur le commerce des grains arguant ses charges. Cet acte déclenche un mouvement de protestation populaire qui prend la forme le 22 mars d'un caillassage du domicile de l'évêque et de la procession devant la cathédrale. Après avoir maintenu ses exigences, l'évêque finit par renoncer à l'application de la taxe deux semaines plus tard. Les États généraux de 1789 ne comportent aucun représentant des Hautes-Alpes stricto sensu mais il y siège l'abbé Rolland natif de Gap et vicaire à la Motte-du-Caire (Alpes de Haute-Provence) qui va défendre les intérêts de la ville lors des délibérations de l'Assemblée nationale et qui militera pour la création d'un département centré sur Gap. Par ailleurs, Paul-Esprit Delafont, fils du subdélégué de Gap, va assister et témoigner des événements parisiens de la Révolution.
La réforme administrative qui accompagne la Révolution française permet à Gap d'assoir son rôle de centre administratif. Sous l'Ancien Régime, sur le plan administratif, Gap est le siège d'une subdélégation au même titre que Briançon, Queyras et Embrun. Toutes dépendent de la délégation dont le siège est à Grenoble. L'administration fiscale (élection) de ce qui va devenir le futur département des Hautes-Alpes est déjà à Gap (à quelques paroisses près). Sur le plan judiciaire, le territoire du futur département est réparti entre trois bailliages dont les sièges sont à Briançon, Embrun et Gap mais certaines communes relèvent d'autres bailliages. Enfin sur le plan religieux, le territoire est partagé entre l'archidiocèse d'Embrun et le diocèse de Gap qui lui dépend d'un autre archidiocèse. La Révolution française va unifier tous ces découpages administratifs. En 1790, la province du Dauphiné est scindée en trois départements : la Drôme, l'Isère et les Hautes-Alpes. Gap, après de vifs débats qui opposent ses représentants à ceux d'Embrun, est choisie comme préfecture et donc devient l'unique siège de l'administration du territoire. Les Hautes-Alpes deviennent alors le plus haut département de France (la Savoie ne fait pas partie du territoire français à l'époque)

### XIXesiècle

#### Le préfet Ladoucette
En 1802, le baron Charles-François de Ladoucette est nommé préfet des Hautes-Alpes. Sous son administration, la ville de Gap et le département des Hautes-Alpes connaîtront un certain essor. Il fera construire des routes reliant Gap à l'Italie par le col de Mongenèvre et à Valence par le col de Cabre et créera la pépinière départementale. Il lance le projet de redressement des rues moyennageuses et fait démolir les remparts. Son rôle est commémoré par une statue réalisée par le sculpteur gapençais Jean Marcellin et érigée en 1866 sur le cours qui porte son nom.

#### Accueil de Napoléon à son retour de l'île d'Elbe
De retour de l'île d'Elbe, Napoléon s'arrête à Gap le 5 mars 1815. Reconnaissant de l'accueil de la population de ces régions, il adresse aux Haut-Alpins un message les remerciant de leur accueil.

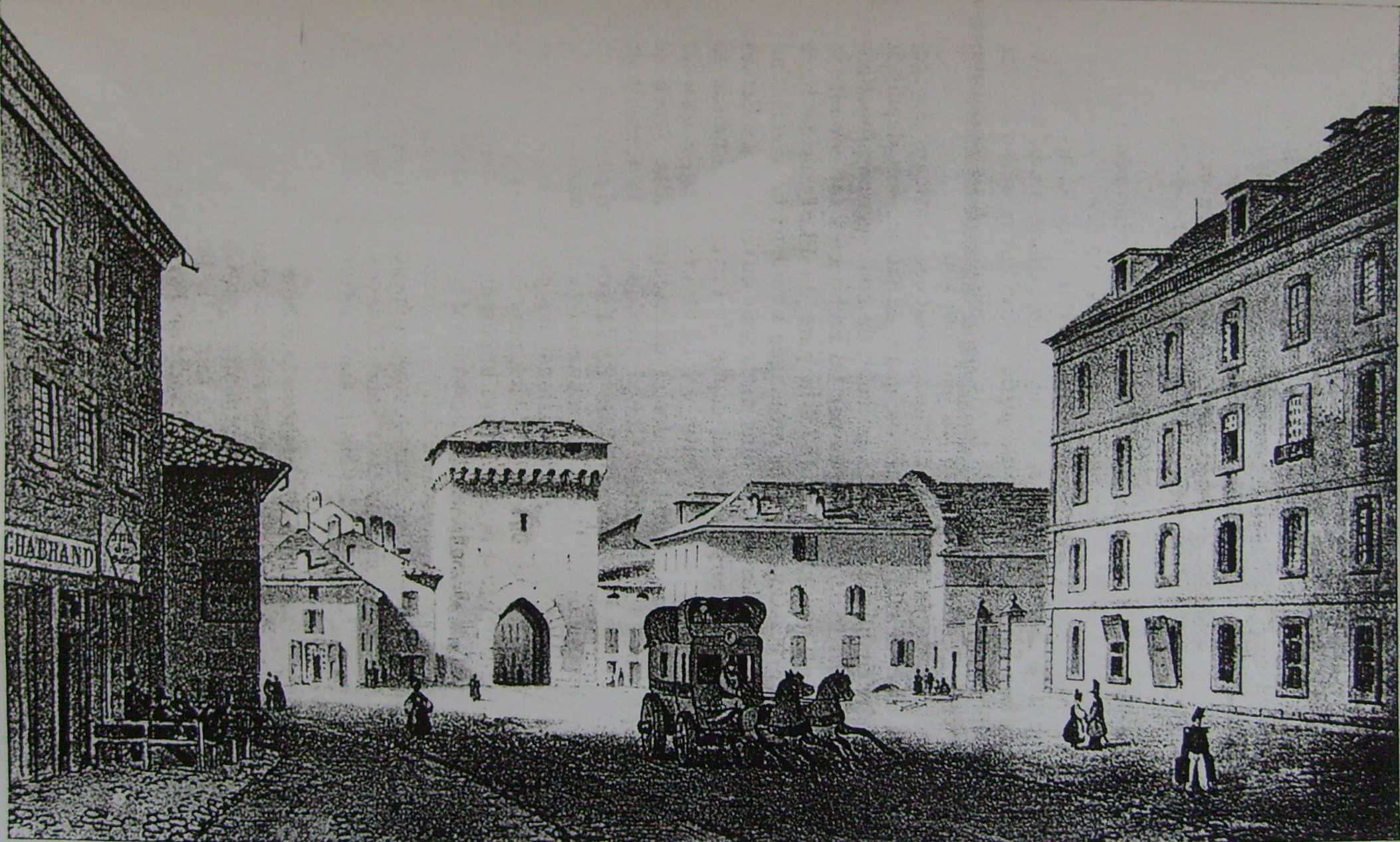
Gap, la porte Lignole, dessin d'Alexandre Debelle, Album du Dauphiné, ou recueil de dessins, de sites, villes, bourgs, églises, châteaux et portraits, tome I (1835).

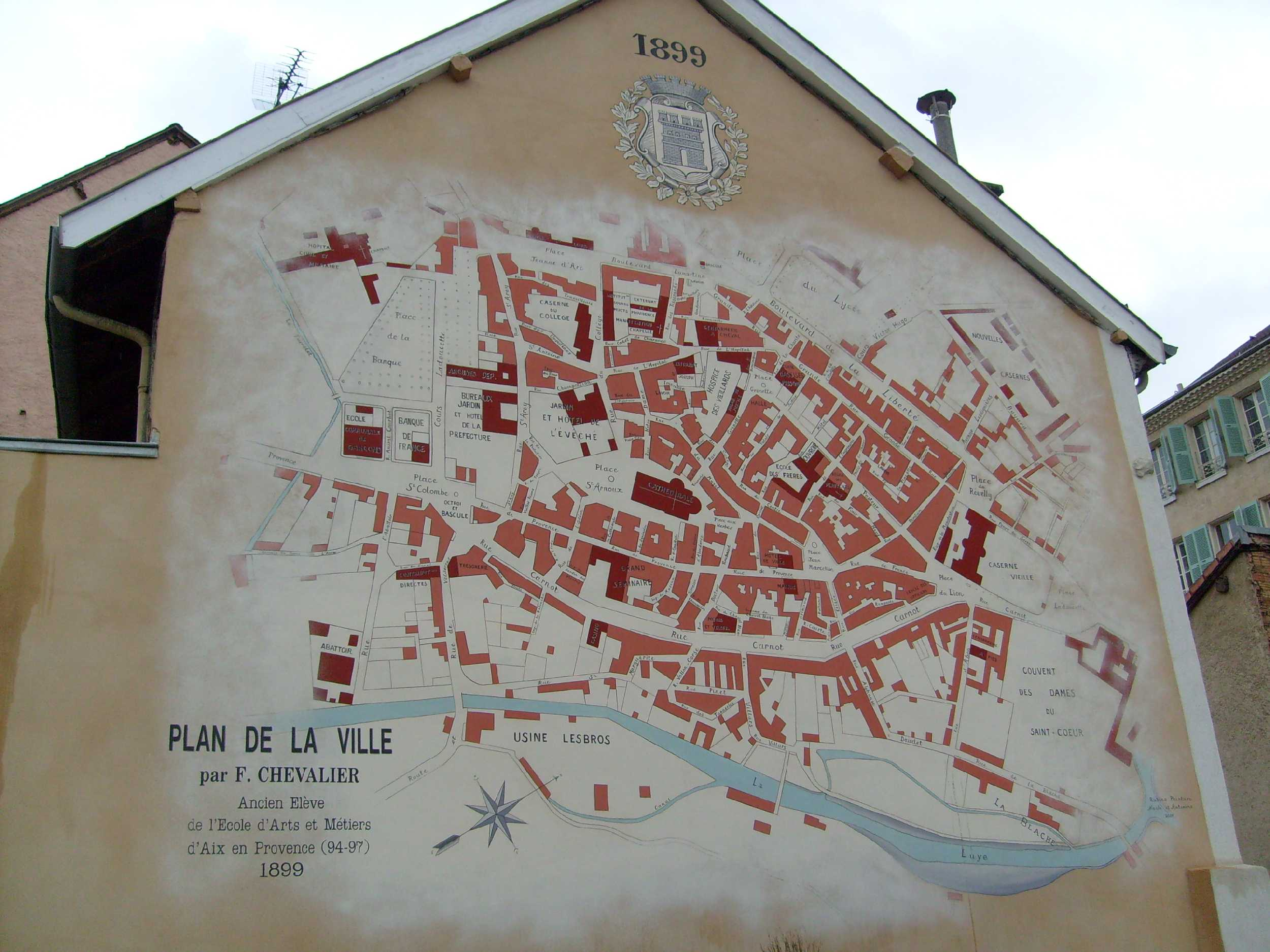
Fresque représentant le centre-ville de Gap en 1899.

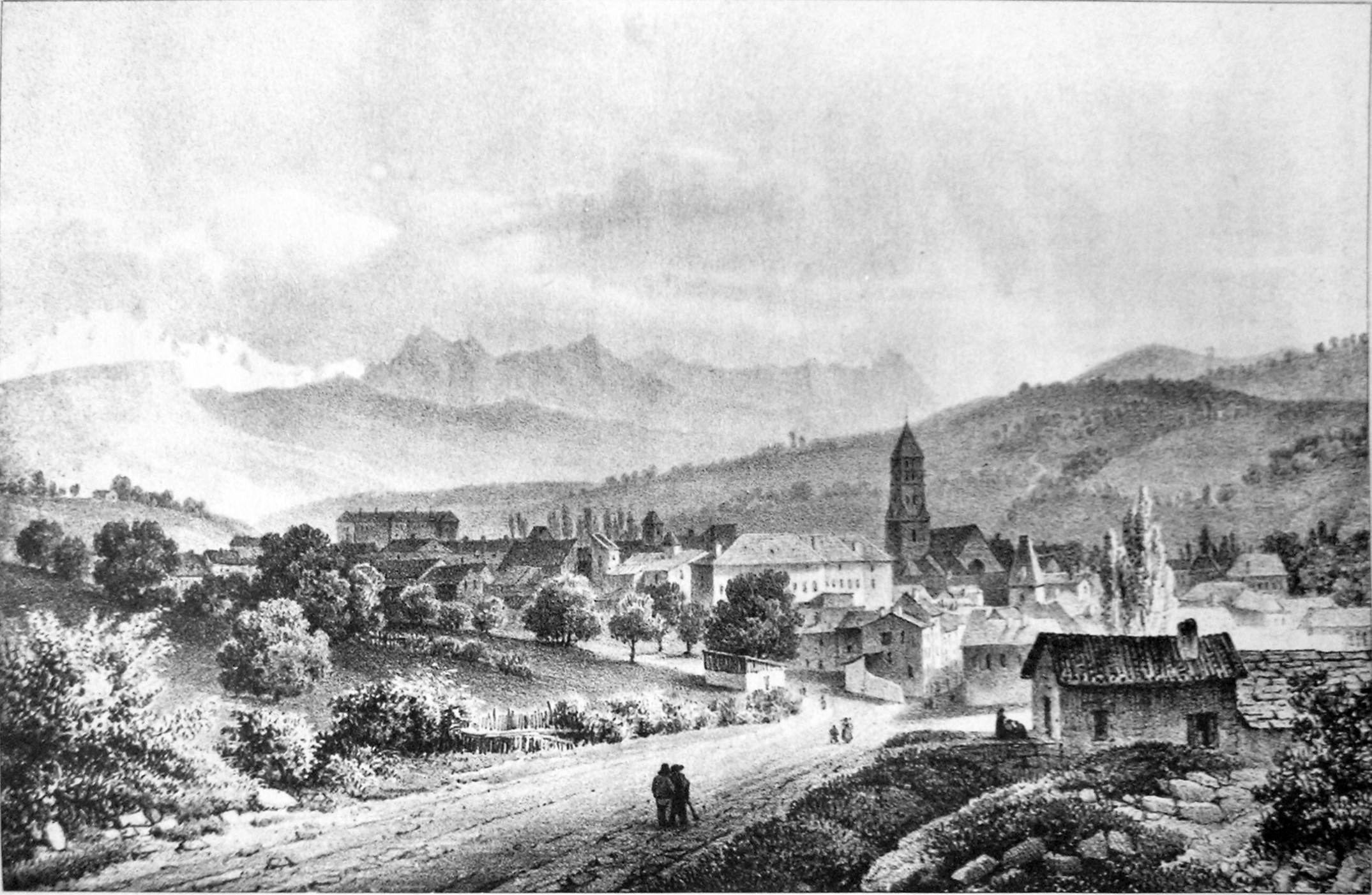
Gap, dessin d'Alexandre Debelle, Album du Dauphiné, ou recueil de dessins, de sites, villes, bourgs, églises, châteaux et portraits, tome II (1836).
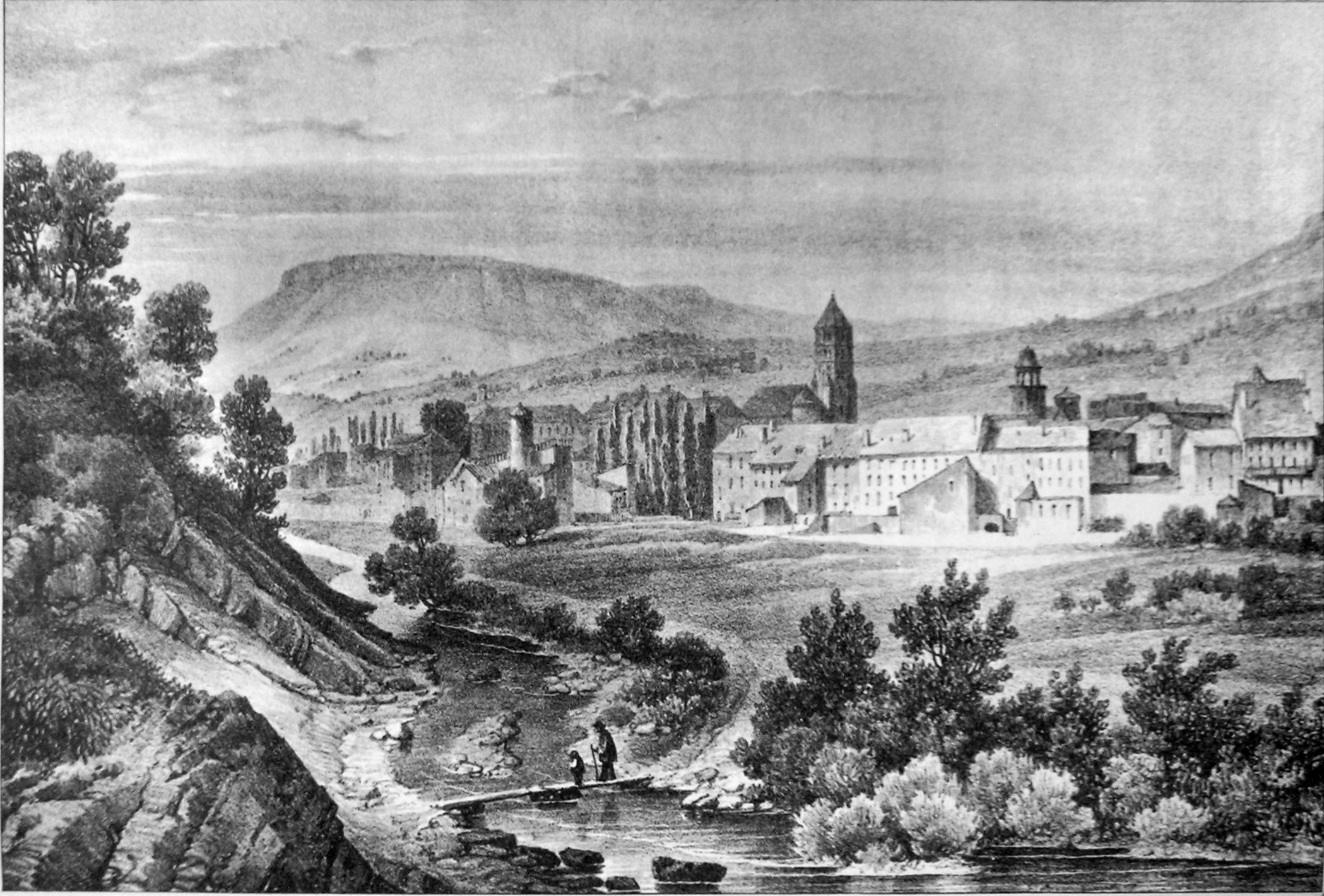
Gap, dessin d'Alexandre Debelle, Album du Dauphiné, ou recueil de dessins, de sites, villes, bourgs, églises, châteaux et portraits, tome II (1836).

#### Un petit centre semi-industriel
Malgré sa faible taille et son isolement, Gap joue au milieu du XIXe siècle un rôle de métropole pour l'espace économique qu'elle domine et dispose d'un petit centre industriel. Un érudit local a fait rétrospectivement l'inventaire de ces activités en se basant sur ses souvenirs. Les tisserands, qui occupaient le quartier de Saint-Arey (au nord-est) représentaient un quart de la population de Gap. Les peigneurs et cardeurs sur laine étaient installés dans le quartier de Chaudière où ils étaient 350 au milieu du XIXe siècle. Parmi les autres métiers figuraient les chapeliers et les cordiers ainsi que deux brasseries fondées en 1820 et en 1832 qui avaient prospéré grâce à la maladie du vignoble. Une affaire de roulage (diligences) créée à Gap par JJ Aubert en 1809 entretient jusqu'à 1200 chevaux sur l'ensemble du territoire desservi.

#### Arrivée du chemin de fer
Les activités semi-industrielles et artisanales sont balayées par l'arrivée du chemin de fer en 1875 et la montée en puissance des grands centres industriels de la région. Les tisserands sont chassés par les manufactures en particulier celles de la ville de Voiron (Isère). Les peigneurs et cardeurs disparaissent en 1875 car ne pouvant faire face à la concurrence étrangère et au peignage mécanique des grands centres de production. Les brasseries ne peuvent résister à la concurrence des bières allemandes et du nord de la France arrivant désormais par le chemin de fer tout comme l'affaire de roulage créée par JJ Aubert. Avec l'arrivée du chemin de fer conjugué avec la disparation des remparts la ville commence à s'agrandir en sortant des limites du bourg du Moyen-Âge.

#### Construction du canal de Gap
Malgré une pluviométrie correcte les terres agricoles autour de Gap ont recours depuis longtemps à l'irrigation comme c'est souvent le cas dans les Alpes du sud du fait des conditions climatiques et géographiques. Dès le XVe siècle les eaux du torrent d'Ancelle sont captées pour arroser les terres agricoles de Gap. Mais les canaux construits sont progressivement abandonnés au cours des siècles suivants. Au XVIIIe siècle un nouveau projet d'envergure commence à être étudié reposant sur la capture d'une partie des eaux du Drac dans le Champsaur à une vingtaine de kilomètres de Gap. Plusieurs scénarios sont étudiés et il faudra une centaine d'années avant que le projet se concrétise avec un canal capable de faire transiter 4 mètres-cubes d'eau par seconde. Les travaux sur le canal de Gap, ou canal du Drac débutent en 1864 et s'achèvent en 1880. Le canal traverse des zones montagneuses au sol mal stabilisé et il faut à plusieurs reprises reconstruire de longues portions de la conduite. À compter des années 1970 plusieurs réservoirs sont créés sur le pourtour de la ville pour stocker l'eau captée.

#### Annexion du territoire de l'ancienne commune de Chaudun
La commune de Chaudun, qui occupait le vallon supérieur du Petit Buëch au sud-est du massif du Dévoluy, était situé à environ 1300 mètres d'altitude au centre d'un large vallon de forme circulaire —le « cirque de Chaudun »—, ceinturé de sommets dépassant les 2000 mètres. Le village, qui comptait 126 habitants en 1884 vivait en quasi en autarcie car les accès à Chaudun étaient particulièrement limités et difficiles, surtout en hiver. Découragés par la difficulté de vivre en ce lieu inhospitalier, les habitants de Chaudun offrirent à l'État de lui vendre leurs terres. La vente eut lieu en 1895 pour une somme de 186 000 francs-or. Une fois l'acte conclu, tous les habitants durent quitter le village, plusieurs émigrèrent, et le territoire de la commune vide d'habitants fut annexé à celui de Gap, qui lui était contigu au sud-est. La commune de Chaudun fut réunie à celle de Gap par un arrêté préfectoral du 22 octobre 1895,.

### XXesiècle

#### Seconde Guerre mondiale
Lors de la Seconde Guerre mondiale, la ville fait partie de la zone libre. Mais après novembre 1942 et l'Opération Anton, elle est intégrée à la zone occupée. Après l'Opération Overlord du 6 juin 1944, les Allemands placent quelque 1000 hommes pour tenir la cuvette de Gap, point clé de l'axe Cannes-Lyon. Jean Drouot-L'Hermine, 37 ans, résistant gaulliste de la première heure et soldat accompli (il a à son actif plus de 4 000 résistants formés au combat et une centaine de sabotages) est envoyé par le GPRF du Général de Gaulle pour libérer la ville au nom de la Résistance. Aidé par les Résistants et maquisards locaux, il n'a cependant pas les moyens de prendre la ville par la force. Il se lance alors avec ses hommes dans une campagne de sabotages et d'attentats qui dure plus d'un mois. Après avoir isolé la ville en détruisant les infrastructures de transport l'entourant (viaducs, lignes de chemin de fer, ponts…), les FFI parviennent à se rallier la population et à donner à l'occupant l'impression d’un encerclement.
À la mi-août 1944, Drouot-L'Hermine, qui a perdu son bras droit Paul Héraud quelques jours plus tôt, envoie deux émissaires pour négocier la reddition des Allemands. Ces derniers sont persuadés de faire face à un soulèvement de grande ampleur, et acceptent de déposer les armes à condition que ce soit face à des troupes régulières (ils refusent donc de se rendre aux Résistants). Alors que les Américains ne sont plus qu'à une cinquantaine de kilomètres, le temps presse pour Drouot-L'Hermine. Il a en effet reçu de De Gaulle l'ordre de libérer la ville avant l'arrivée des Alliés, afin d'appuyer la position de la France comme nation victorieuse, libérée grâce à la participation active de la Résistance. Drouot-L'Hermine élabore alors un nouveau stratagème. Il parvient à convaincre les Alliés de faire avancer un de leurs chars en terrain ennemi, et de tirer quelques salves à proximité de Gap. Les tirs résonnent dans la vallée, et les Allemands identifient immédiatement le bruit caractéristique d'un char, arme que les maquisards ne peuvent pas détenir. Pensant alors avoir affaire aux Alliés, les troupes du Reich se rendent aux Résistants. C'est ainsi que quelques centaines de Résistants ont pu capturer 1200 soldats allemands, dont 40 officiers. La ville est libérée le soir du 19 août 1944.****
***: Ce récit a  fait l'objet d'une vive discussion en 2016 en ce qui concerne le rôle de Drouot l'Hermine cf article de JP Pellegrin dans bulletin de la" Société d'étude des Hautes Alpes"année 2016.  Il y est démontré que ce rôle a été fortement exagéré comme l'attestent de nombreuses sources .

#### Après guerre:  une forte croissance démographique
La population de la commune connait une forte croissance entre 1954 et 2009 passant de 23 400 à environ 40 000 habitants(+136 %) alors que durant la même période la population du département n'enregistre qu'un gain de 68 %. Cette envolée démographique est majoritairement due à un solde migratoire positif lié au développement des équipements et des services (hôpital, commerces, ...) eux-mêmes générateurs d'emplois. Par ailleurs, Gap, située au cœur d'une région naturelle privilégiée par le climat et qui permet de nombreuses activités (ski, randonnée, ...), attire de nombreux retraités venus d'autres régions. Durant cette période, le nombre d'emplois dans la ville passe de 6 613 en 1954 à 21 765 en 2011. À compter de 1995 la croissance démographique se reporte sur les communes périphériques dont les habitants viennent de plus en plus souvent travailler à Gap. Le poids du secteur primaire (agriculture) et secondaire (industrie) régresse fortement.

#### Étalement urbain
La ville s'étend au fur et à mesure de sa croissance démographique. En 1950, la ville compte 16670 habitants. Dans les années 1950 et 1960, les nouvelles constructions se concentrent autour du centre historique et le long des grands axes de communication. Les premiers lotissements de maison, relativement denses, sont construits dans les quartiers Fontreyne et Le Rochasson. En 1970, la population a atteint 25000 habitants. Au cours de la décennie suivante, la ville s'agrandit en tâche d'huile. Des grands ensembles forment les quartiers Beauregagrd, Forest d'Entrais et Kapados tandis que l'habitat individuel toujours relativement dense forme les quartiers Serrebourges et Matagots. En 1990, la population a atteint 33 500 habitants. Désormais, l'habitat individuel l'emporte dans les nouvelles constructions. Les nouvelles habitations sont dispersées avec une consommation importante d'espace par habitant. En 2006, la population atteint 37 332 habitants. L'étalement urbain se poursuit et en parallèle de nouveaux ensembles d'immeubles sont construits en profitant de la défiscalisation introduite par le gouvernement.
La commune de Romette est associée à celle de Gap, par l'arrêté préfectoral du 25 novembre 1974. En janvier 2014 Gap crée avec les communes voisines de La Freissinouse et de Pelleautier, la communauté d'agglomération du Gapençais pour mutualiser certaines compétences. En janvier 2017, cette structure est remplacée par la communauté d'agglomération Gap-Tallard-Durance élargie à l'ancienne communauté de communes centrée sur Tallard.

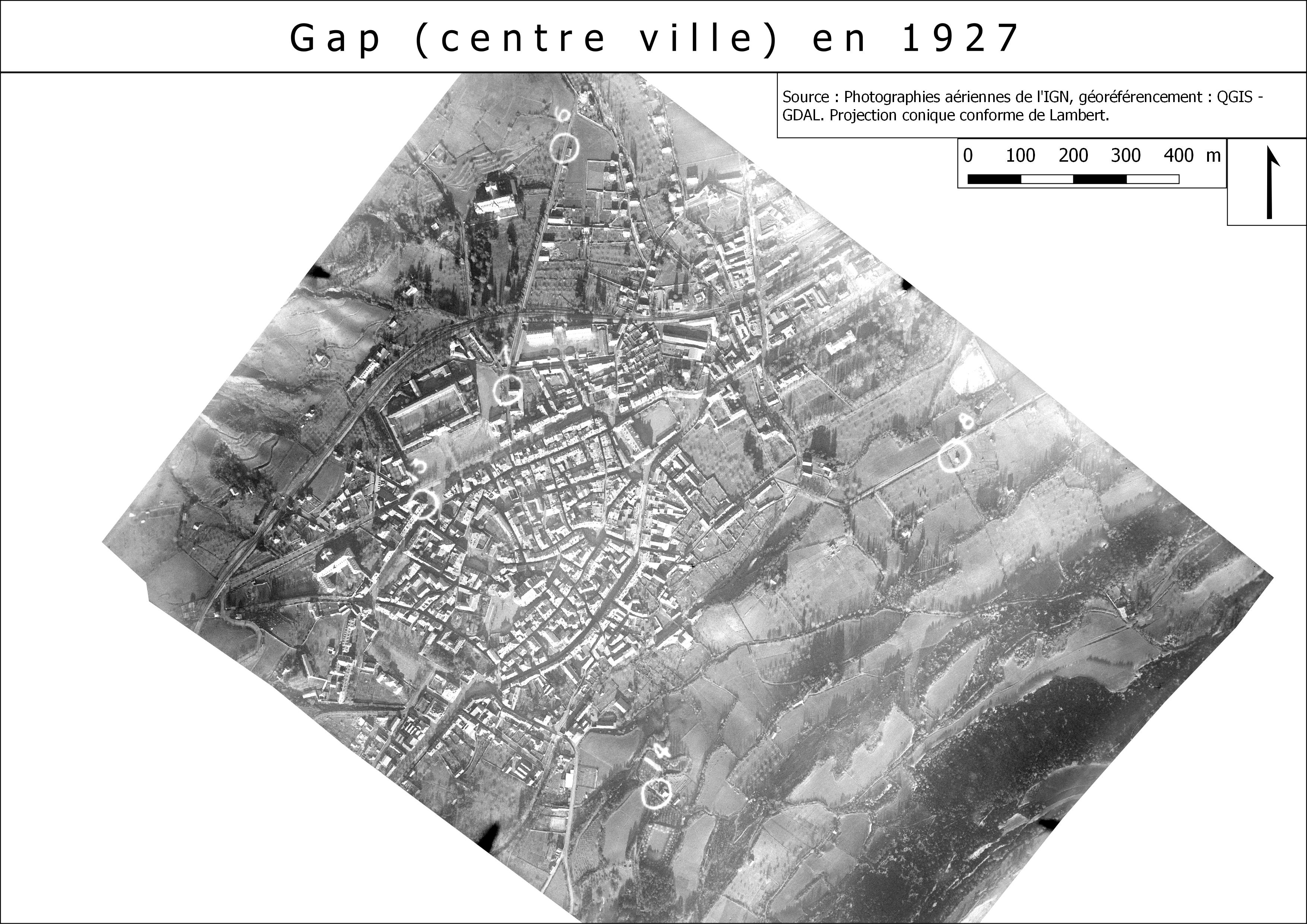
Photographie aérienne de Gap (IGN) de 1927.
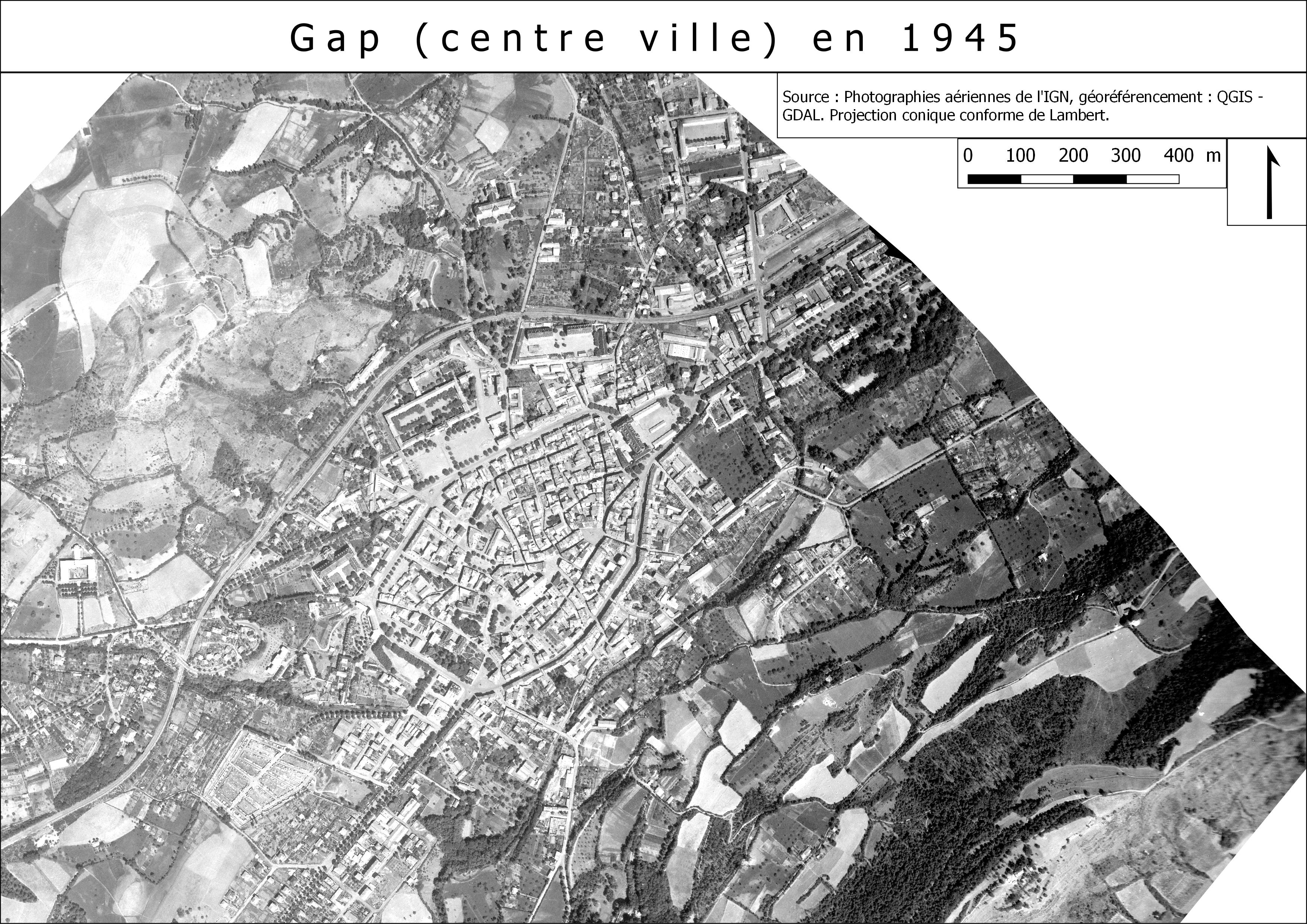
Photographie aérienne de Gap (IGN) de 1945.

## Toponymie

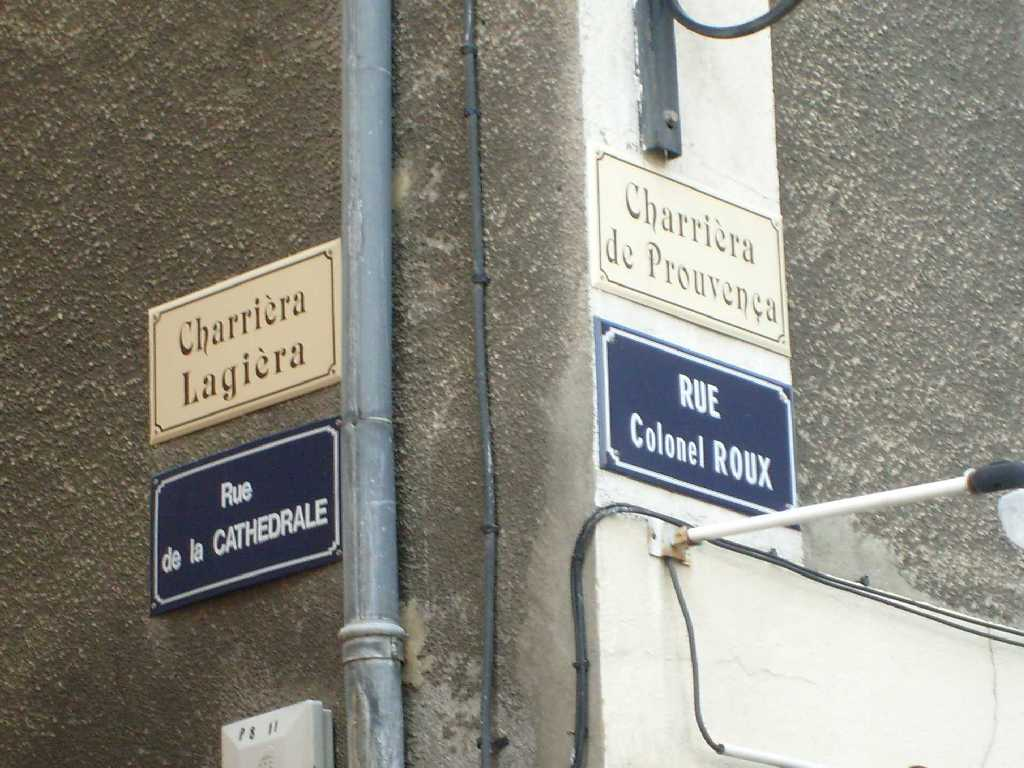
Signalisation bilingue en provençal alpin et en français à Gap.

Le nom de la localité est attesté sous les formes Vappinquo dès 17 av. J.-C. (quatrième gobelet de Vicarello) ; Vappincum avant le IVe siècle, réduite par la suite à Vappum ; Wappincensis [ecclesiae] en 876 ; [vicecomes] Guapincensis en 1045 ; Gap dès le XIIIe siècle.
Le toponyme Vappincum s'analyse sur la base d'un radical Vapp- de sens inconnu et du suffixe -incu d'origine ligure que l'on retrouve de la Provence et du Massif central aux Alpes (cf. Arlanc, Nonenque, Moirans, Morencum au Xe siècle, Lemenc, quartier de Chambéry, anciennement Lemencum). La forme Gap remonte en réalité à la forme abrégée Vappum, bien attestée, par chute de la finale.
Le V- du radical a été traité comme un W- germanique, d'où *Wap, puis Gap (voir pour ce type d'évolution les mots guêpe, latin vespa, traité comme *wespa ; gui, latin viscum, traité comme *wiscum, etc., selon le cheminement phonétique [w]> [gw]> [g]). Cette évolution phonétique se serait faite plus spécifiquement sous l'influence de la langue gotique. Le nom en provençal gavot (vivaro-alpin) est également Gap.
Le toponyme Gap est expliqué par le linguiste Xavier Delamarre tels que : "Dans la toponymie, la souche Vap- < *ṷokw- se continue aussi probablement dans l'ancien nom de la ville de Gap, donnée Vapinquum par l'Itinéraire d'Antonin et Vappincum par l'Itinéraire de Bordeaux à Jérusalem."..."À côté du thème Vepo-, bien attesté en gaulois, et dont le sens est probablement 'voix', on a un thème Vap-, Vapus- de l'onomastique personnelle qui se relie probablement à la même racine indo-européenne ṷekw- 'parler', continuée par le latin vōx, le sanskrit vac-, le tokharien A wak, le tokharien B wek 'voix', etc." La forme celtique initiale est donc *uapincon, formé de la racine indo-européenne *wek/wok donnant le gaulois uep/uop passé à uap « parler », dérivé à l'aide du suffixe -inco, qui n'est pas rare dans les noms de lieux celtiques de l'Europe ancienne. Son sens est incertain, peut-être celui de « domaine de *Vapi ('parleur' ?) ».
Une autre explication voit dans Gap, la racine indo-européenne *uop- « eau », suivie elle-aussi du suffixe gaulois -inco (peut-être emprunté aux Ligures). Le passage du nom de lieu Vappincum à l'adjectif Vappincensis puis à la forme courte Vappensis explique la disparition du suffixe. L'évolution de l'initiale est marquée par les graphies Wappincensis [ecclesiae] en 876 puis [vicecomes] Guapincensis en 1045 qui ne peuvent pas s'expliquer par une influence germanique (avec w passant à g) mais probablement par une prononciation originelle proche de *g-uop ou *gwop.
Les habitants de Gap sont appelés les Gapençais.

## Urbanisme

### Morphologie urbaine
Jusqu'à la fin du XIXe siècle Gap est restée une simple bourgade dépendante de villes plus importantes comme Serres. Ce n'est qu'à cette date qu'elle acquiert sa fonction et son importance actuelle. Pour cette raison, Gap possède peu de monuments historiques et d'ensembles architecturaux notables. Ceux-ci se limitent à la cathédrale Notre-Dame, la tour de l'Horloge, la cité Desmichels et plusieurs casernes militaires.
La ville s'est développée selon un tissu lâche sans véritable identité architecturale. L'hypercentre de très petite taille est constitué d'immeubles bas anciens construits le long de rues étroites qui ont été piétonnisées récemment. À la périphérie immédiate de cet hypercentre ont été édifiés des grands ensembles. Au delà, l'habitat individuel domine. La croissance de la ville est à l'origine d'un phénomène de périurbanisation qui s'est traduit par la construction de quartiers de maisons individuelles sur les coteaux (Charance, Rommette,...) dans le cadre de lotissements ou au coup par coup. Ces formes urbaines consommatrices d'espaces ont nécessité la multiplication des routes d'accès et ont conduit au mitage du paysage.
L'augmentation de la population a entrainé une croissance économique qui s'est accompagnée de la construction de vastes zones d'activité le long de l'axe routier principal qui traverse la ville (route nationale 94). Situées aux entrées Sud et Est de Gap, elles comprennent plusieurs centres commerciaux, la zone d'activités de Tokoro ainsi que la zone tertiaire de Micropolis. Ces différentes zones, caractérisées par des bâtiments aux formes géométriques flanqués de vastes parkings et d'enseignes proéminentes et criardes, offrent des paysages de qualité médiocre en particulier aux principales entrées de la ville.

### Typologie
Au 1er janvier 2024, Gap est catégorisée centre urbain intermédiaire, selon la nouvelle grille communale de densité à 7 niveaux définie par l'Insee en 2022.
Elle appartient à l'unité urbaine de Gap, une agglomération intra-départementale dont elle est ville-centre,. Par ailleurs la commune fait partie de l'aire d'attraction de Gap, dont elle est la commune-centre,. Cette aire, qui regroupe 73 communes, est catégorisée dans les aires de 50 000 à moins de 200 000 habitants,.

### Occupation des sols
Les espaces naturels et agricoles représentent plus des deux tiers de la superficie de la commune. Les forêts publiques sont la forêt domaniale de Chaudun (2181 hectares) et les forêts communales de Bayard (101 hectares), Saint-Mens (31 hectares) et Charance (424 hectares). La forêt de Chaudun comprend le bois de Chapitre (195 hectares) qui est classée réserve biologique. Les forêts de feuillus dominent (1661 hectares) devant les forêts de conifères (810 hectares) et les forêts mixtes (190 hectares). Les forêts privées représentent par ailleurs 1670 hectares. Aucune parcelle ne fait plus de 25 hectares. Les espaces à usage agricole représentent une superficie totale de 5464 hecates dont 2142 hectares de terres labourables, 562 hectares de prairies permanentes, 2263 hectares de parcours et estives. 1305 hectares étaient irrigués en 2007 (en diminution) via le canal du Drac et un système de bassins de retenue (réserve des Jaussauds, réservoir des Mannes, lac de Pelleautier) pour faire face aux sécheresses estivales.
Le tableau ci-dessous présente l'occupation des sols de la commune en 2018, telle qu'elle ressort de la base de données européenne d’occupation biophysique des sols Corine Land Cover (CLC).
| Type d’occupation                                                                   | Pourcentage | Superficie (en hectares) |
| ----------------------------------------------------------------------------------- | ----------- | ------------------------ |
| Tissu urbain continu                                                                | 0,3 %       | 34                       |
| Tissu urbain discontinu                                                             | 9,7 %       | 1076                     |
| Zones industrielles ou commerciales et installations publiques                      | 2,0 %       | 222                      |
| Extraction de matériaux                                                             | 2,0 %       | 20                       |
| Terres arables hors périmètres d'irrigation                                         | 17,8 %      | 1971                     |
| Prairies et autres surfaces toujours en herbe                                       | 7,1 %       | 788                      |
| Systèmes culturaux et parcellaires complexes                                        | 11,3 %      | 1253                     |
| Surfaces essentiellement agricoles interrompues par des espaces naturels importants | 6,2 %       | 692                      |
| Forêts de feuillus                                                                  | 5,9 %       | 652                      |
| Forêts de conifères                                                                 | 3,6 %       | 403                      |
| Forêts mélangées                                                                    | 10,3 %      | 1140                     |
| Pelouse et pâturages naturels                                                       | 9,2 %       | 1024                     |
| Landes et broussailles                                                              | 2,8 %       | 310                      |
| Forêt et végétation arbustive en mutation                                           | 3,2 %       | 350                      |
| Roches nues                                                                         | 1,8 %       | 201                      |
| Végétation clairsemée                                                               | 6,7 %       | 744                      |
| Source : Corine Land Cover                                                          |             |                          |

### Logement
Sur 21 594 logements, à Gap, en 2012, 88,2 % sont des résidences principales (contre 89 % des 19 579 logements en 2007), et 8,4 % sont vacants (contre 7,3 % en 2007). Les ⅔ d'entre eux sont des appartements (près de 66 %). Une majorité de ces habitations sont composées de 4 pièces (30 %) ou 5 pièces (27 %). Dans l'ensemble, les constructions datent de la période 1946 - 1990 (64 %). La moitié des habitants de résidences principales sont propriétaires (51 %), la part d'habitat locatif social, quant à elle, ne représente que 16,3 %.

### Projets d'aménagement
- Rocade, dorénavant appelée boulevard urbain[15]. En cours de réalisation, en trois sections à différents stades d'avancement[82].
- Aménagement et modernisation de la gare de Gap[83].

## Politique et administration
(1er décembre 2023).

### Tendances politiques et résultats
Le maire sortant, Roger Didier, s'est représenté aux élections municipales de 2014 ; il est réélu à l'issue du second tour avec 53,37 % des voix. Le taux de participation était de 57,41 %.

#### Récapitulatif de résultats électoraux récents
| Scrutin             | 1er tour | 1er tour | 1er tour | 1er tour | 1er tour | 1er tour | 1er tour | 1er tour | 1er tour | 1er tour    | 1er tour    | 1er tour    | 2d tour     | 2d tour     | 2d tour     | 2d tour     | 2d tour     | 2d tour     | 2d tour     | 2d tour     | 2d tour     | 2d tour     |
| Scrutin             | 1er      | 1er      | %        | 2e       | 2e       | %        | 3e       | 3e       | %        | 4e          | 4e          | %           | 1er         | 1er         | %           | 2e          | 2e          | %           | 3e          | %           | 4e          | %           |
| ------------------- | -------- | -------- | -------- | -------- | -------- | -------- | -------- | -------- | -------- | ----------- | ----------- | ----------- | ----------- | ----------- | ----------- | ----------- | ----------- | ----------- | ----------- | ----------- | ----------- | ----------- |
| Municipales 2020    |          | DVD      | 54,18    |          | DVG      | 32,74    |          | DVG      | 13,07    | Tour unique | Tour unique | Tour unique | Tour unique | Tour unique | Tour unique | Tour unique | Tour unique | Tour unique | Tour unique | Tour unique |             |             |
| Européennes 2014    |          | FN       | 23,62    |          | UMP      | 21,19    |          | PS       | 14,13    |             | EELV        | 11,18       | Tour unique | Tour unique | Tour unique | Tour unique | Tour unique | Tour unique | Tour unique | Tour unique | Tour unique | Tour unique |
| Régionales 2015     |          | FN       | 31,45    |          | UMP      | 27,26    |          | PS       | 24,56    |             | EELV        | 7,55        |             | UMP         | 63,48       |             | FN          | 36,52       | Pas de 3e   | Pas de 3e   | Pas de 4e   | Pas de 4e   |
| Présidentielle 2017 |          | EM       | 25,20    |          | FN       | 20,50    |          | LR       | 19,41    |             | LFI         | 19,21       |             | LREM        | 67,45       |             | FN          | 32,55       | Pas de 3e   | Pas de 3e   | Pas de 4e   | Pas de 4e   |
| Législatives 2017   |          | EM       | 36,00    |          | LR       | 13,98    |          | PS       | 12,74    |             | FN          | 11,98       |             | LREM        | 61,16       |             | LR          | 38,84       | Pas de 3e   | Pas de 3e   | Pas de 4e   | Pas de 4e   |
| Européennes 2019    |          | LREM     | 23,92    |          | RN       | 21,75    |          | EELV     | 16,08    |             | LR          | 8,22        | Tour unique | Tour unique | Tour unique | Tour unique | Tour unique | Tour unique | Tour unique | Tour unique | Tour unique | Tour unique |
| Présidentielle 2022 |          | LREM     | 26,15    |          | LFI      | 21,52    |          | RN       | 21,47    |             | REC         | 7,98        |             | LREM        | 58,89       |             | RN          | 41,11       | Pas de 3e   | Pas de 3e   | Pas de 4e   | Pas de 4e   |
| Législatives 2022   |          | LFI      | 28,06    |          | LREM     | 26,99    |          | RN       | 18,15    |             | LR          | 14,50       |             | LREM        | 50,36       |             | LFI         | 46,97       | Pas de 3e   | Pas de 3e   | Pas de 4e   | Pas de 4e   |
| Européennes 2024    |          | RN       | 30,05    |          | PS       | 16,83    |          | RE       | 16,07    |             | LFI         | 7,78        | Tour unique | Tour unique | Tour unique | Tour unique | Tour unique | Tour unique | Tour unique | Tour unique | Tour unique | Tour unique |

### Administration municipale
Le conseil municipal est composé de 43 membres, dont 20 sont élus au conseil communautaire.
| Nuance | Liste                          | présidée par       | Sièges  | Statut     |
| ------ | ------------------------------ | ------------------ | ------- | ---------- |
| DVD    | « Gap Devant »                 | Roger Didier       | 34 (16) | majorité   |
| DVG    | « Gap @venir 2014 »            | Bernard Jaussaud   | 6 (3)   | opposition |
| FG     | « Tous capables G.A.U.C.H.E. » | Jean-Claude Eyraud | 2 (1)   | opposition |
| DVG    | « Bien Vivre A Gap »           | Guy Blanc          | 1       | opposition |

### Liste des maires
| Période      | Période      | Identité               | Étiquette        | Qualité |
| ------------ | ------------ | ---------------------- | ---------------- | --- |
| 1944         | 1947         | Robert Bidault         | SFIO             | Directeur de société, conseiller général                                                                                                   |
| 1947         | 1971         | Émile Didier           | Parti radical    | Député et sénateur des Hautes-Alpes |
| mars 1971    | mars 1989    | Bernard Givaudan       | DVD              | Assureur, conseiller général |
| mars 1989    | février 2007 | Pierre Bernard-Reymond | UDF-CDS puis UMP | Ministre, député, sénateur, parlementaire européen, conseiller régional de Provence-Alpes-Côte d'Azur, conseiller général des Hautes-Alpes |
| février 2007 | En cours     | Roger Didier,          | DVD              | Ancien cadre |

### Politique de développement durable
La ville a engagé une politique de développement durable en lançant une démarche d'Agenda 21.
Gap est classé trois fleurs au concours des villes et villages fleuris.

### Intercommunalité
Depuis janvier 2017, Gap fait partie de la communauté d'agglomération Gap-Tallard-Durance qui comprend 17 communes a été créé par fusion de trois entités : la Communauté d'Agglomération "Gap en + Grand" (Gap, Pelleautier et La Freissinouse) créée en 2014, la Communauté de communes de Tallard-Barcillonnette créée en 1964 et deux communes situées dans le département de Haute Provence - Claret et Curbans - ayant exprimé le souhait d'être rattachée à la nouvelle agglomération. La communauté regroupe 50302 habitants sur une superficie de 351,41 km². La commune de Gap regroupe l'essentiel de la population (plus de 80%) de cette entité et en constitue le principal pôle économique,.
| Nom                | Code Insee | Gentilé          | Superficie (km2) | Population (dernière pop. légale) | Densité (hab./km2) |
| ------------------ | ---------- | ---------------- | ---------------- | --------------------------------- | ------------------ |
| Gap (siège)        | 05061      | Gapençais        | 110,43           | 40 656 (2022)                     | 368                |
| Barcillonnette     | 05013      | Barcillonnettois | 19,51            | 140 (2022)                        | 7,2                |
| Châteauvieux       | 05037      | Châteauviards    | 7,07             | 536 (2022)                        | 76                 |
| Claret             | 04058      | Claretains       | 21,04            | 296 (2022)                        | 14                 |
| Curbans            | 04066      | Curbannais       | 28,88            | 577 (2022)                        | 20                 |
| Esparron           | 05049      | Esparronnais     | 24,11            | 56 (2022)                         | 2,3                |
| Fouillouse         | 05057      | Fouillousards    | 7,24             | 274 (2022)                        | 38                 |
| La Freissinouse    | 05059      | Freissinousiens  | 8,32             | 948 (2022)                        | 114                |
| Jarjayes           | 05068      | Jarjayais        | 22,67            | 465 (2022)                        | 21                 |
| Lardier-et-Valença | 05071      | Lardiériens      | 14,86            | 371 (2022)                        | 25                 |
| Lettret            | 05074      | Lettretiens      | 4,2              | 199 (2022)                        | 47                 |
| Neffes             | 05092      | Neffois          | 8,36             | 783 (2022)                        | 94                 |
| Pelleautier        | 05100      | Pelleautiards    | 12,81            | 839 (2022)                        | 65                 |
| La Saulce          | 05162      | Saulcetiers      | 7,89             | 1 375 (2022)                      | 174                |
| Sigoyer            | 05168      | Sigoyards        | 24,38            | 739 (2022)                        | 30                 |
| Tallard            | 05170      | Tallardiens      | 15,02            | 2 272 (2022)                      | 151                |
| Vitrolles          | 05184      | Vitrollains      | 14,62            | 217 (2022)                        | 15                 |

La compétence de la communauté d'agglomérations porte principalement sur le développement économique (zones d'activités, promotion du tourisme), l'aménagement de l'espace (SCOT, ZAC), la gestion des transports (réseau de 54 lignes de bus urbains, scolaires et inter-communaux) la politique de l'habitat, la politique de la ville, l'assainissement (17 stations d'épuration et réseaux de collecte des eaux usées), le réseau de distribution d'eau potable (géré par VEOLIA sauf pour quelques centaines d'utilisateurs), la gestion des déchets (collecte, tri, déchetteries) l'école de musique, la gestion d'activité de loisirs des enfants, le centre d'incendie et de secours de Gandière, la protection et mise en valeur de l'environnement, l'action sociale, l'amélioration de l'habitat. Le budget annuel de la communauté d'agglomérations en 2022 (budget initial) était de 23 millions euros dont 1,7 million € pour les investissements.

### Divisions administratives
Jusqu'en mars 2015, Gap était divisée en six cantons : Gap-Campagne (+ 5 communes : La Freissinouse, Manteyer, Pelleautier, Rabou et La Roche-des-Arnauds), Gap-Centre, Gap-Nord-Est, Gap-Nord-Ouest, Gap-Sud-Est et Gap-Sud-Ouest.
À la suite du redécoupage des cantons du département des Hautes-Alpes, Gap ne compte plus que quatre cantons : Gap-1, Gap-2 (Romette comprise), Gap-3 et Gap-4.

### Instances judiciaires et administratives
Présence d'un tribunal de grande instance.

## Transports et voies de communication

### Transports urbains

Logo du réseau L'Agglo en bus

La ville de Gap ainsi que les communes environnantes sont desservies par un réseau de lignes de bus dont certaines sont spécialisées dans le ramassage scolaire. Ces transports sont gratuits. La ville a amorcé au cours des dernières années la construction de pistes cyclables. Mais les déplacements dans la ville se font essentiellement en voiture comme en témoignent les statistiques de 2019 relatives aux moyens de transport utilisés pour se rendre au travail : la voiture prend en charge 67,2 % des déplacements contre 16,2 % pour la marche à pied, 6,6 % pour les transports en commun, 3,9 % pour le vélo et 1,3 % pour les motocycles.
Gap est reliée aux villes environnantes (Embrun / Briançon, Grenoble, Valence) par un réseau de nationales et de départementales à deux voies. L'Autoroute A 51 qui débute à une vingtaine de kilomètres relie Gap à Aix-en-Provence et Marseille. La SNCF assure la desserte de ces mêmes villes à l'aide d'automotrices mais la fréquence et la vitesse commerciale réduites limitent l’attractivité de ce mode de transport dont la pérennité est par ailleurs menacée.
Les transports en commun de la ville sont assurés par le réseau intercommunal L'Agglo en bus (anciennement Linéa). Neuf lignes principales desservent la ville : 123456789. On trouve en outre, un service de transport scolaire, une navette domaine de Gap-Charance/Centre-ville/Gap-Bayard fonctionnant en juillet et en août : 7375, une navette desservant l'hyper-centre et des taxibus à la demande. Mis à part les taxibus, ces services sont totalement gratuits pour les usagers.

### Aménagements cyclables
Plusieurs pistes cyclables parcourent la ville. Certaines sont installées en site propre ; d'autres sont des bandes cyclables. Bien que le réseau soit encore très discontinu et morcelé, la liaison de fond de vallée qui relie Micropolis (entrée sud-ouest de la ville) à Tokoro (entrée nord-est) est presque complète. Le développement des aménagements cyclables en site propre a permis la croissance du nombre d'usagers du vélo dans la ville.

### Réseau routier

Carte des principaux axes routiers et des voies ferroviaires de Gap.

La ville de Gap se situe à un carrefour routier : la route nationale 85 d'une part vers le nord et le sud ; la route nationale 94, vers l'est et la route départementale 994 vers l'ouest d'autre part.
La RN 85 assure une liaison en direction de Grenoble distante de 103 kilomètres, de Sisteron, située à 48 kilomètres, et de la Méditerranée. La RN 94 permet d'atteindre Briançon à 87 kilomètres et l'Italie via le col de Montgenèvre. Quant à la départementale 994, elle rejoint Pont-Saint-Esprit, dans le Gard à plus de 150 kilomètres.
Quinze kilomètres séparent Gap du péage autoroutier de la Saulce sur l'autoroute A 51. Cette autoroute assure une liaison rapide vers Aix-en-Provence et Marseille à 170 kilomètres de là, via la vallée de la Durance. Un projet de prolongement de cette autoroute vers le nord, jusqu'au col du Fau semble définitivement enterré. Bien que ce prolongement soit souhaité par les élus pour les électeurs et l'État pour détourner les camions de l'A 7, son absence n'a pas entraîné le déclin annoncé. Au contraire, la ville n'a cessé de se développer (cf. démographie) sans être absorbée par ses voisines relativement lointaines grâce justement à son relatif isolement du réseau routier principal, notamment Grenoble (pas d'effet ville-dortoir).
Compte tenu de l'augmentation de la circulation routière, la création d'une rocade permettant de contourner la ville est en cours de réalisation. Celle-ci est longue de 9 kilomètres et comporte plusieurs ouvrages d'art. Concernant aussi bien le trafic de transit que la desserte de la ville elle-même, il pourrait partir de la RN 85, à proximité de la zone d'activités de Micropolis au sud-ouest, pour aboutir à la RN 94, vers le carrefour de Romette au nord-est.
Le territoire communal est également desservi par les routes départementales suivantes :
- entre la route de Grenoble (RN 85) et celle de Briançon (RN 94) : la route départementale (RD) 944, en direction d'Orcières, les RD 92 et 292 desservant Romette ;
- entre la route de Briançon (RN 94) et celle de Sisteron (RN 85) : la RD 6 vers Rambaud et La Bâtie-Vieille, la RD 942A vers Jarjayes, la RD 244, la RD 900B vers Remollon et Barcelonnette, la RD 45 vers Châteauvieux ;
- entre les routes de Sisteron (RN 85) et de Veynes (RD 994) : la RD 46 vers Neffes et la RD 47 vers Pelleautier, la RD 291 ou route des Eyssagnières et la RD 91 près du centre-ville ;
- entre les routes de Veynes et de Grenoble : la RD 503 vers La Roche-des-Arnauds.

### Transports ferroviaires
Gap dispose de liaisons ferroviaires qui permettent théoriquement au voyageur de rejoindre les principales agglomérations de la région.
- Gap est reliée par le train à Briançon distante de 60 kilomètres vers l'est terminus de la ligne de Veynes à Briançon en s'enfonçant au cœur du massif alpin. La principale desserte intermédiaire est Embrun.
- l'usager peut se rendre en train à Valence à l'ouest dans la vallée du Rhône (sur la radiale Paris-Marseille) en traversant le département de la Drôme (Ligne de Livron à Aspres-sur-Buëch). Le tracé dans une région montagneuse est peu favorable à la vitesse et la distance de 103 kilomètres est parcourue en plus de deux heures vingt minutes[97].
- la liaison ferroviaire Gap-Grenoble au nord (132 kilomètres) emprunte la Ligne des Alpes. Le tracé de cette ligne de montagne est spectaculaire avec des rampes atteignant 28 ‰, 10 viaducs de plus de 100 mètres et 28 tunnels dont 3 de plus de 500 mètres. La vitesse commerciale est faible descendant sur certaines sections à 50 km/h et le temps de transport d'environ 2h10 reste concurrentiel par rapport à la route dont le tracé est tout aussi peu favorable à la vitesse[98].
- Enfin, vers le sud, Gap est reliée par le train via Sisteron à Aix-en-Provence distante de 138 kilomètres et Marseille (Ligne Marseille - Briançon) en 3 heures 10 minutes.

Les deux axes ferroviaires est-ouest et nord-sud qui desservent Gap se croisent à Veynes située à une vingtaine de kilomètres à l'ouest de Gap.
Toutes les lignes desservant Gap sont gérées par la SNCF. Lignes à voie normale desservant des régions très faiblement peuplées, elles ne sont pas électrifiées et sont à voie unique avec une signalisation souvent rudimentaire (cantonnement téléphonique ou Block Manuel de Voie Unique) qui ne peut faire passer qu'un nombre limité de trains. Le profil des lignes (pentes, courbes) limite la vitesse commerciale et impose une multitude d'ouvrages couteux à entretenir. Aussi la fréquence des trains  est faible et la vitesse commerciale très réduite. Faute d'une politique volontariste de la part de la SNCF et des régions qui les financent, ces lignes ont tendance à se dégrader ou sont même menacées de disparition comme la ligne des Alpes sauvée in extremis en décembre 2019 grâce à la réalisation de travaux pour un montant de 28,3 millions € apportés à la fois par l'Etat, les régions PACA et AURA, les départements, la ville de Grenoble et la SNCF.
Les lignes sont généralement desservies par des rames TER automotrice bi-modes (Diesel - 1500 V) multi-caisses notamment des AGC. Gap est reliée directement à Paris quotidiennement par un train-couchettes du réseau Intercités de nuit.
Par le passé, la construction de deux autres lignes desservant Gap a été amorcée mais a été abandonnée avant leur achèvement. Dans les années 1930, des travaux visant à la mise en place d'une ligne métrique entre Gap et Corps par le col de Manse furent entrepris. Ceux-ci ne furent jamais terminés et la ligne du Champsaur ne vit jamais le jour. Certaines portions ont été réutilisées pour la plateforme de la route nationale. Des ouvrages d'art abandonnés témoignent également de ce projet. Une ligne fut également commencée vers Barcelonnette à l'est, mais jamais achevée. Un viaduc étonnant, en double courbe, demeure sous les eaux du lac de Serre-Ponçon.

### Transports aériens
Situé à 13 kilomètres de Gap, l'aérodrome de Gap-Tallard peut recevoir du trafic voyageur. Toutefois, la grande majorité des mouvements aériens est à vocation sportive.
De 1973 à 1977, la compagnie Air Alpes a exploité une relation régulière avec l'aéroport de Paris-Le Bourget, avec un appareil de type DHC-6 Twin Otter. Afin de favoriser le désenclavement de la ville et son essor économique, un projet de réactivation de cette liaison aérienne entre Gap et Paris-Le Bourget a été porté par l'Union pour les entreprises du département des Hautes-Alpes, la Chambre de commerce et d'industrie des Hautes-Alpes et la députée LREM de la première circonscription des Hautes-Alpes Pascale Boyer. L'enquête commandée par l'Union pour les entreprises du département des Hautes-Alpes vise à « mieux connaître les besoins en matière de déplacement, notamment vers Paris ».
À la suite de cette réflexion, une première liaison aérienne a pu être inaugurée le mardi 23 octobre 2018 par un Pilatus PC-12.

## Population et société

### Démographie

#### Évolution démographique
Avant la Révolution française
- vers 1635 : 5 000 habitants
- vers 1690 : 4 500 habitants
- vers 1725 : 5 500 habitants
- vers 1760 : 6 000 habitants

À compter de la Révolution française
L'évolution du nombre d'habitants est connue à travers les recensements de la population effectués dans la commune depuis 1793. Pour les communes de plus de 10 000 habitants les recensements ont lieu chaque année à la suite d'une enquête par sondage auprès d'un échantillon d'adresses représentant 8 % de leurs logements, contrairement aux autres communes qui ont un recensement réel tous les cinq ans,.

En 2022, la commune comptait 40 656 habitants, en évolution de −0,37 % par rapport à 2016 (Hautes-Alpes : +0,4 %, France hors Mayotte : +2,11 %).
| 1793  | 1800  | 1806  | 1821  | 1831  | 1836  | 1841  | 1846  | 1851  |
| ----- | ----- | ----- | ----- | ----- | ----- | ----- | ----- | ----- |
| 6 014 | 8 050 | 8 891 | 6 714 | 7 215 | 7 854 | 8 599 | 8 724 | 8 797 |

| 1856  | 1861  | 1866  | 1872  | 1876  | 1881   | 1886   | 1891   | 1896   |
| ----- | ----- | ----- | ----- | ----- | ------ | ------ | ------ | ------ |
| 8 912 | 8 219 | 8 165 | 8 927 | 9 294 | 10 765 | 11 621 | 10 478 | 11 376 |

| 1901   | 1906   | 1911   | 1921  | 1926   | 1931   | 1936   | 1946   | 1954   |
| ------ | ------ | ------ | ----- | ------ | ------ | ------ | ------ | ------ |
| 11 018 | 10 823 | 10 647 | 9 859 | 10 660 | 11 717 | 13 600 | 16 371 | 17 317 |

| 1962   | 1968   | 1975   | 1982   | 1990   | 1999   | 2006   | 2011   | 2016   |
| ------ | ------ | ------ | ------ | ------ | ------ | ------ | ------ | ------ |
| 20 478 | 23 994 | 28 233 | 30 676 | 33 444 | 36 262 | 37 332 | 40 654 | 40 805 |

| 2021   | 2022   | - | - | - | - | - | - | - |
| ------ | ------ | - | - | - | - | - | - | - |
| 40 500 | 40 656 | - | - | - | - | - | - | - |

La population de Gap a connu une forte croissance à compter des années 1960 à la fois du fait d'un excédent des naissances sur les décès et de flux migratoires. La variation annuelle de la population s'est fortement réduite au cours de la décennie 2010 tout en restant positive.
| Indicateur                                  | 1968-1975 | 1975-1982 | 1982-1990 | 1990-1999 | 1999-2008 | 2008-2013 | 2013-2019 |
| ------------------------------------------- | --------- | --------- | --------- | --------- | --------- | --------- | --------- |
| Variation annuelle moyenne de la population | 2 %       | 1,2 %     | 1,1 %     | 0,9 %     | 0,7 %     | 0,9 %     | 0,2 %     |
| ... due au solde naturel                    | 0,9 %     | 0,5 %     | 0,5 %     | 0,4 %     | 0,3 %     | 0,2 %     | 0,1 %     |
| ... due au solde des entrées/sorties        | 1,1 %     | 0,7 %     | 0,6 %     | 0,5 %     | 0,3 %     | 0,6 %     | 0,1 %     |
| Taux de natalité                            | 17,1 ‰    | 13,7 ‰    | 13,5 ‰    | 12,2 ‰    | 11,8 ‰    | 11,3 ‰    | 9,8 ‰     |
| Taux de mortalité                           | 8,3 ‰     | 8,5 ‰     | 8,5 ‰     | 8,6 ‰     | 8,4 ‰     | 8,8 ‰     | 9,3 ‰     |

#### Pyramide des âges
En 2021, le taux de personnes d'un âge inférieur à 30 ans s'élève à 30,9 %, soit au-dessus de la moyenne départementale (28,5 %). À l'inverse, le taux de personnes d'âge supérieur à 60 ans est de 32,7 % la même année, alors qu'il est de 33,2 % au niveau départemental.
En 2021, la commune comptait 19 180 hommes pour 21 320 femmes, soit un taux de 52,64 % de femmes, légèrement supérieur au taux départemental (51,29 %).
Les pyramides des âges de la commune et du département s'établissent comme suit :
| Hommes | Classe d’âge | Femmes |
| ------ | ------------ | ------ |
| 1,1    | 90 ou +      | 2,5    |
| 9,2    | 75-89 ans    | 12,8   |
| 18,7   | 60-74 ans    | 20,7   |
| 20,1   | 45-59 ans    | 20,0   |
| 16,7   | 30-44 ans    | 16,1   |
| 18,1   | 15-29 ans    | 13,9   |
| 16,1   | 0-14 ans     | 14,0   |

| Hommes | Classe d’âge | Femmes |
| ------ | ------------ | ------ |
| 1      | 90 ou +      | 2,5    |
| 9      | 75-89 ans    | 11,6   |
| 20,9   | 60-74 ans    | 21,2   |
| 21,3   | 45-59 ans    | 20,8   |
| 17,4   | 30-44 ans    | 17,1   |
| 14,3   | 15-29 ans    | 12,1   |
| 16,1   | 0-14 ans     | 14,7   |

## Économie

### Emploi
En 2019, la population âgée de 15 à 64 ans s'élevait à 24 688 personnes, parmi lesquelles on comptait 74 % d'actifs dont 64,9 % ayant un emploi et 9,6 % chômeurs.
On comptait 21 716 emplois dans la zone d'emploi. Le nombre d'actifs ayant un emploi résidant dans la zone étant de 16 201, l'indicateur de concentration d'emploi est de 134 %, ce qui signifie que la commune offre plus d'un emploi par habitant actif.

### Secteurs d'activité
Les principaux employeurs des salariés sont la fonction publique (administration publique, enseignement, santé, action sociale et territoriale qui représentent en tout 47,4 % des emplois) et le tertiaire (commerce, transports, services : 43,3 %). Le BTP représente 5,8 % et l'industrie 3%. Le poids de la fonction publique est lié au statut de préfecture de la ville qui héberge de ce fait un grand nombre d'administrations ainsi que le principal hôpital du département.
| Secteur d'activité                                           | Emplois | Pourcentage | dans entreprises de 100 salariés |
| ------------------------------------------------------------ | ------- | ----------- | -------------------------------- |
| Agriculture, syliviculture et pêche                          | 100     | 0,5 %       | 0                                |
| Industrie                                                    | 582     | 3 %         | 0                                |
| Construction                                                 | 1115    | 5,8 %       | 131                              |
| Commerces, transports services, divers                       | 8370    | 43,3 %      | 1027                             |
| ... dont commerce et réparation automobile                   | 3280    | 17 %        | 529                              |
| Administration publique, enseignement, santé, action sociale | 9147    | 47,4 %      | 5471                             |

Les 23 entreprises employant plus de 100 salariés sur le territoire de la communauté de communes de Gap Tallard (25 000 emplois) font dans une écrasante majorité partie du secteur public (administration, enseignement, santé, action sociale). Les exceptions font partie des secteurs de la grande distribution (3), du secteur bancaire (1), du service (1) et du BTP (1).
Gap héberge le 4e régiment de chasseurs ainsi qu'une base de défense). Avec environ 1000 militaires et une masse salariale de 28 millions d'euros (en 2008), les militaires représentent un poids notable dans l'économie locale. Aussi les coupes régulières des dernières décennies dans les effectifs de l'Armée de Terre sont suivies de très près par les élus locaux.
Gap est le siège de la Chambre de commerce et d'industrie des Hautes-Alpes. Elle gère le Centre régional et européen du tourisme (CRET) de Briançon, l’ADAPEI de Gap et le CEMBREU de Briançon.

### Revenus de la population et fiscalité

#### Revenus
Le salaire médian, à Gap, en 2011, est de 18 944 euros. La majorité des revenus sont issus d'un travail salarial (55 %), contre un tiers issus de retraites (30 %).

#### Fiscalité
En 2012, 18 354 ménages logent à Gap, 63,4 % d'entre eux sont imposables fiscalement.
| Taxe                                                | Part communale | Part intercommunale | Part départementale | Part régionale |
| --------------------------------------------------- | -------------- | ------------------- | ------------------- | -------------- |
| Taxe d'habitation (TH)                              | 12,44 %        | 0,00 %              | 6,05 %              | 0,00 %         |
| Taxe foncière sur les propriétés bâties (TFPB)      | 35,58 %        | 0,00 %              | 16,33 %             | 2,86 %         |
| Taxe foncière sur les propriétés non bâties (TFPNB) | 123,32 %       | 0,00 %              | 85,50 %             | 8,85 %         |
| Taxe professionnelle (TP)                           | 28,25 %        | 0,00 %              | 0,00 %              | 0,00 %         |

## Équipements et services publics

### Enseignement
Gap dépend de l'académie d'Aix-Marseille.

#### Établissements scolaires
La ville administre 22 écoles maternelles, 13 écoles élémentaires communales et 6 écoles rurales. Il existe également plusieurs écoles maternelles et élémentaires privées.
Le département y gère cinq collèges et la région Provence-Alpes-Côte d'Azur cinq lycées, le lycée professionnel Paul-Héraud, le lycée professionnel Sévigné, le lycée d'enseignement général et technologique agricole « les Emeyères », le lycée Dominique-Villars et le lycée Aristide-Briand. Il existe également un collège et un lycée privés(collège et le lycée Saint-Joseph).

#### Enseignement supérieur

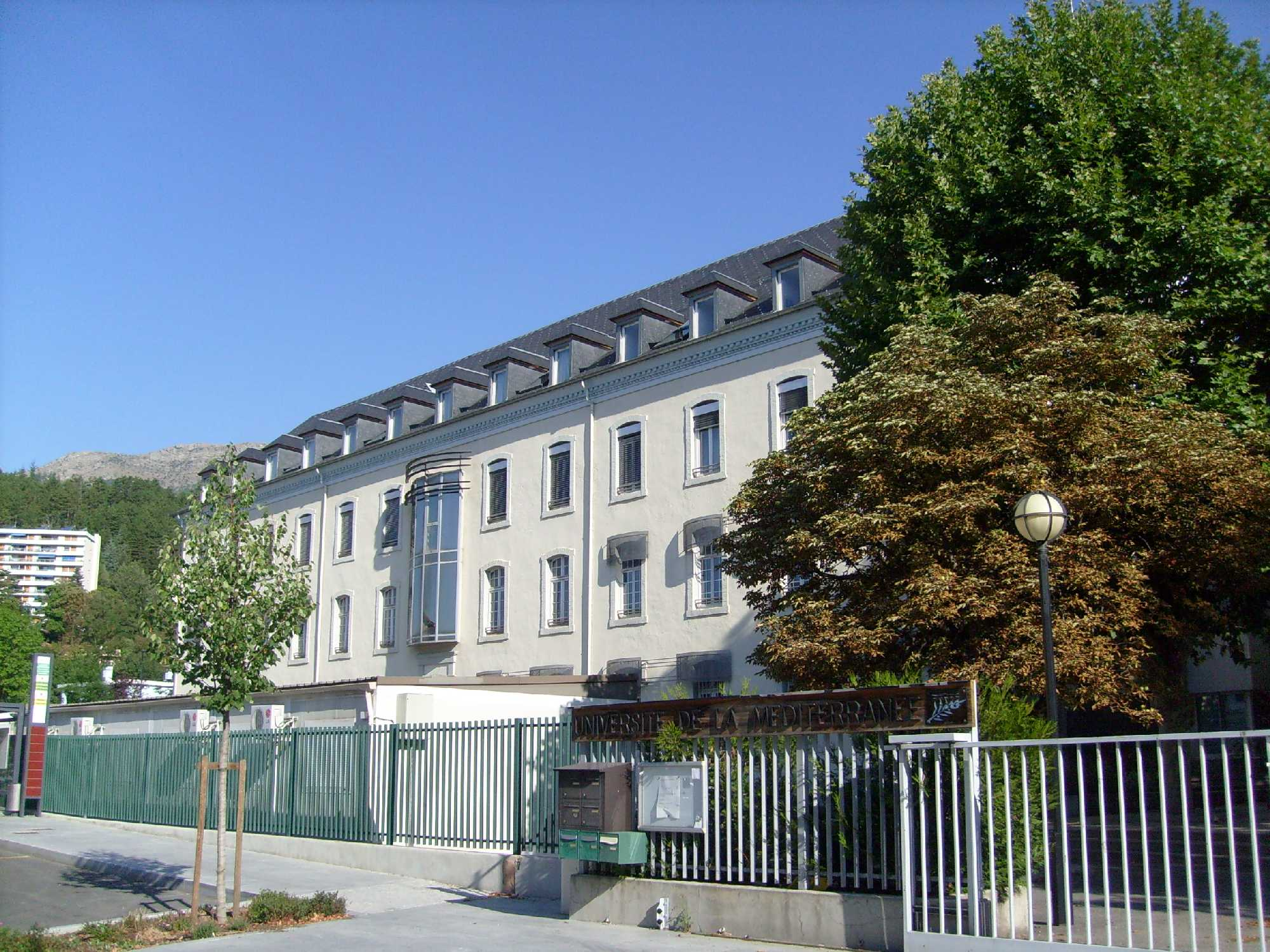
Pôle universitaire de Gap.

L'enseignement supérieur à Gap est représenté par le pôle universitaire de Gap, annexe de l'université d'Aix-Marseille. Il comprend notamment un pôle STAPS, un IUT « Gestion des entreprises et des administrations » (GEA), un IUP « Métiers de la montagne » (master professionnel) unique en France ainsi qu'une licence de maintenance aéronautique (la région Provence-Alpes-Côte d'Azur est pôle de compétitivité aéronautique, et le département a créé le pôle d'excellence rurale Excell(Air).
Dans les lycées existent plusieurs classes préparatoires et filières BTS dont un BTS Services Informatiques aux Organisations, un BTS Négociations et Relation Clients au lycée Dominique-Villars ainsi qu'un BTS Assistant Manager au lycée Aristide-Briand.

### Manifestations culturelles et festivités
Durant les mois d’été, l'association des commerçants du centre-ville « Les Vitrines de Gap » organise les Nocturnes, à savoir des animations festives et musicales assorties de l'ouverture des magasins du centre-ville de 19 h jusqu'à 23 h.
Chaque année au mois de mai a lieu la Foire Expo, au Parc de la Pépinière.
Chaque année au mois de décembre a lieu le Marché de Noël, au centre-ville de Gap. Le marché s'étend sur plusieurs places : place Jean Marcellin, place aux Herbes, place Saint-Arnoux.
La Gapen'cîmes est un évènement de trail qui a lieu tous les ans début automne et qui existe depuis 2007. Cet événement compte sept parcours dont un est un parcours pour enfants. Ce trail se passe dans des zones naturelles des Hautes-Alpes.
Le Quattro, salle de spectacle à gradins rétractables, organise toutes sortes d'évènements, à savoir des concerts, des spectacles, des séminaires d'entreprises,, etc.

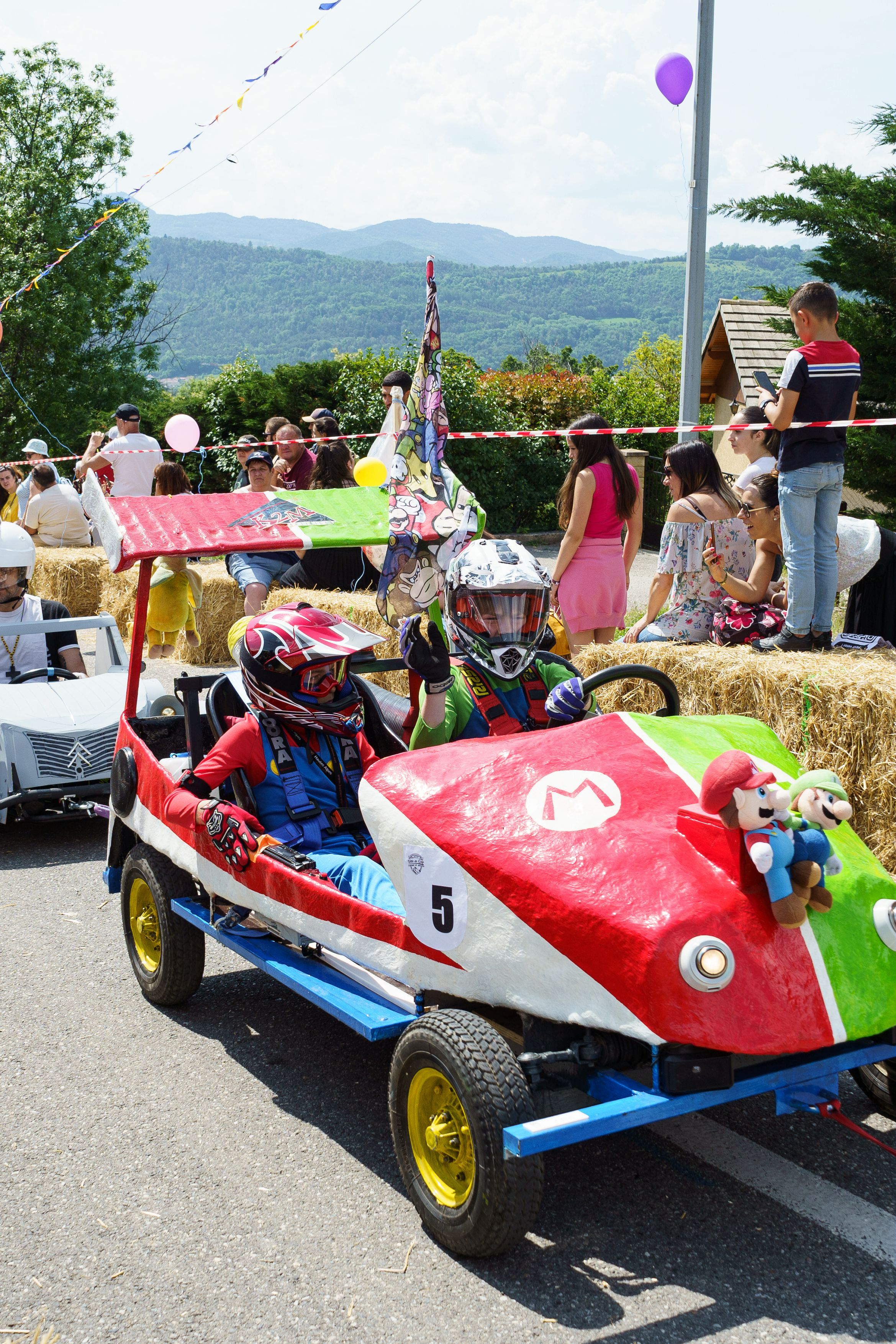
Caisse à savon, Gap 2023.

Depuis deux ans la ville de Gap organise une course de caisses à savon tout le long de la « Route de la Descente » à Gap. La participation est payante, mais l'accès est ouvert au public.

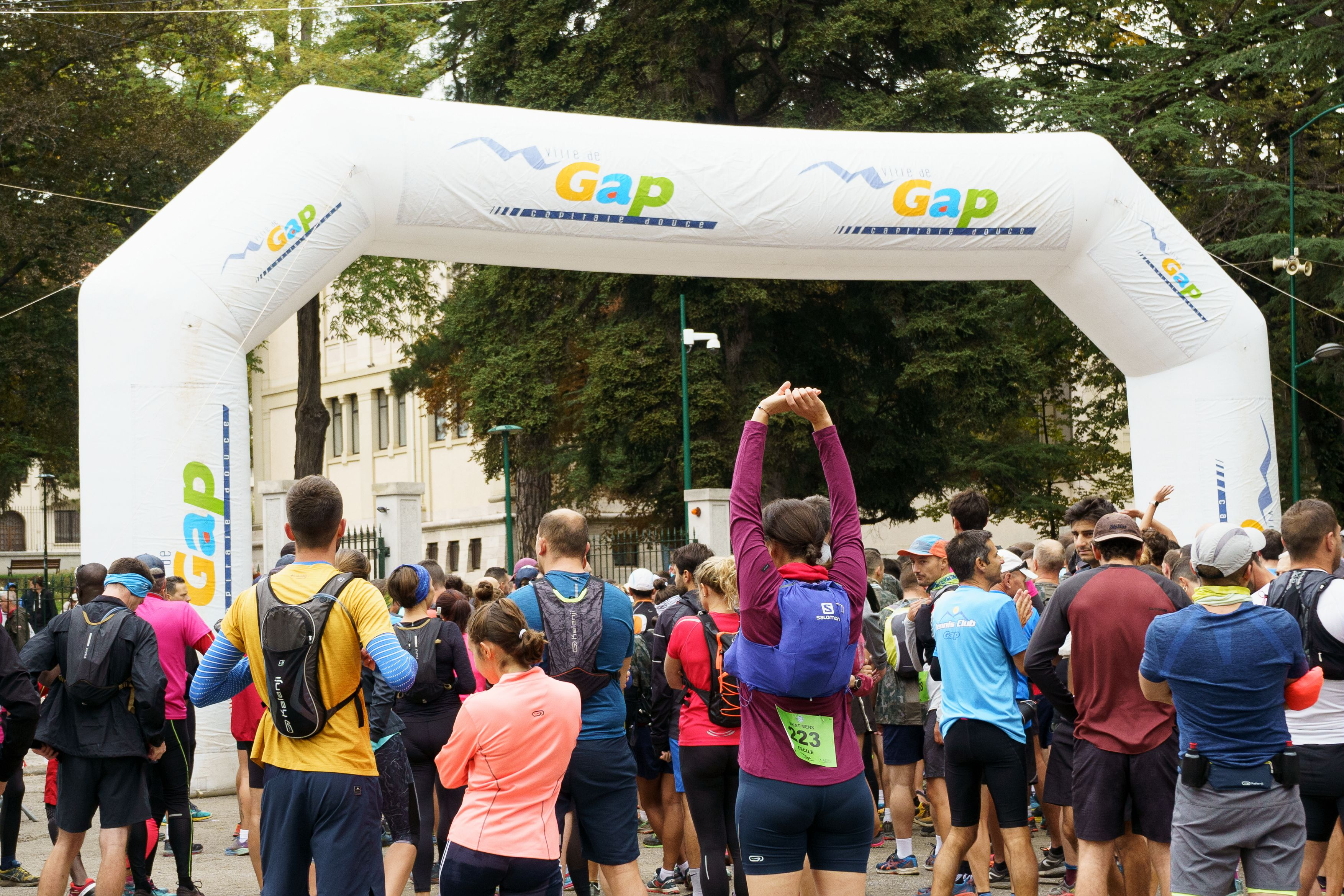
Gapen'cimes 2022.

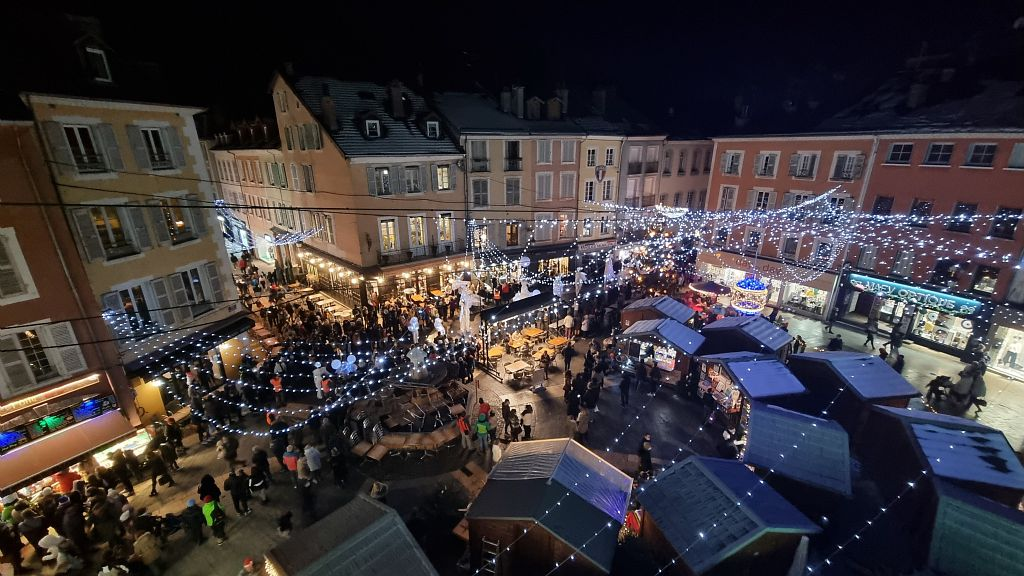
Marché de Noël à Gap.

### Santé
La ville possède un hôpital, le centre hospitalier intercommunal des Alpes du Sud (CHICAS) qui se divise en trois entités. Le premier site, le plus important, est celui de Gap qui est le plus grand centre hospitalier des Alpes du Sud. Gap est également doté d'un site spécialisé dans la gériatrie. À la suite d'une fusion, le CHICAS gère le site de Sisteron.
La polyclinique des Alpes du Sud est la seule clinique présente sur la ville ainsi que d'autres centres de rééducations. Il existe également une maison médicale du Gapençais aux larges horaires.

### Sports

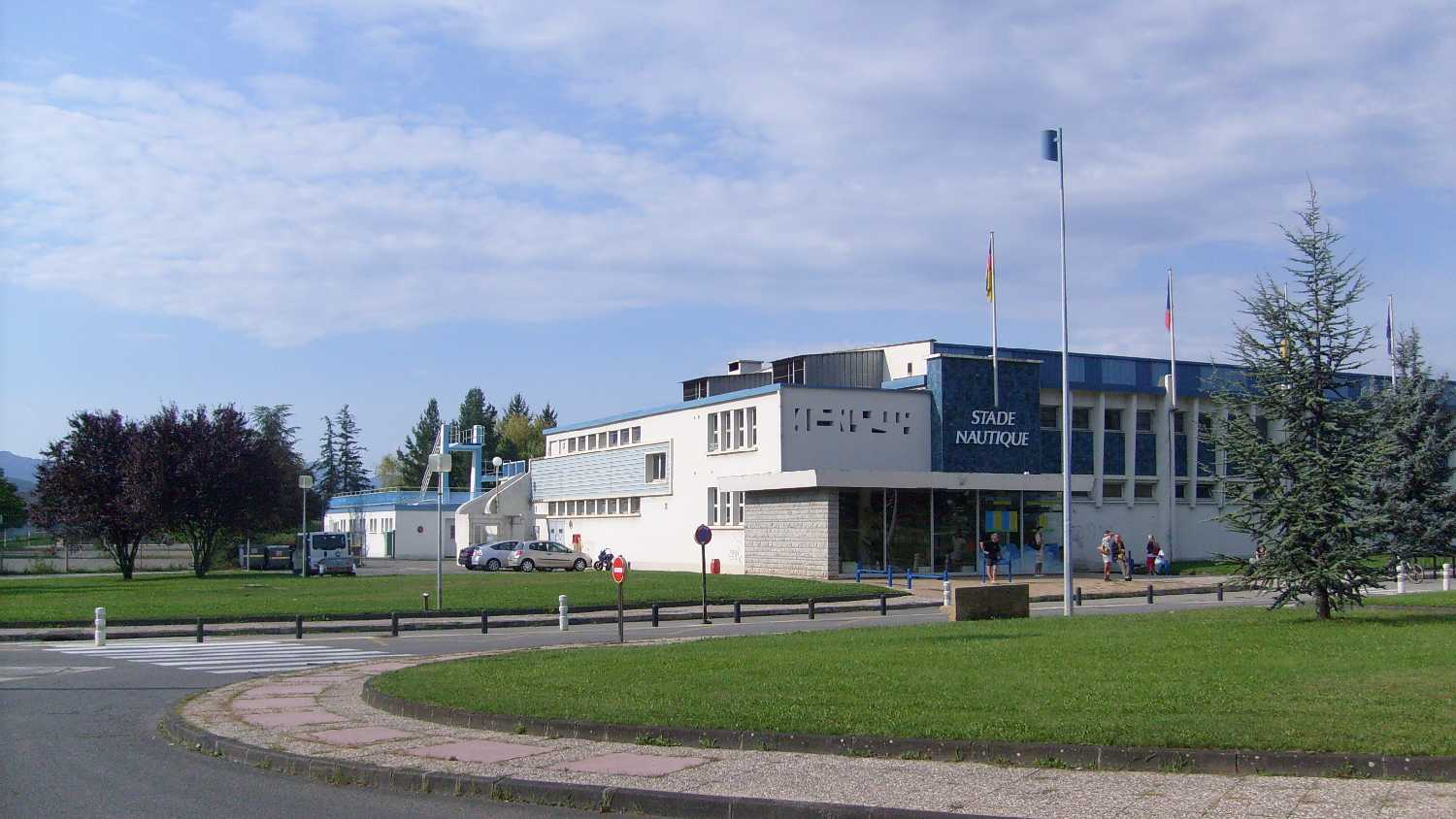
Le stade nautique.

Elle compte un nombre important de clubs, parmi lesquels :

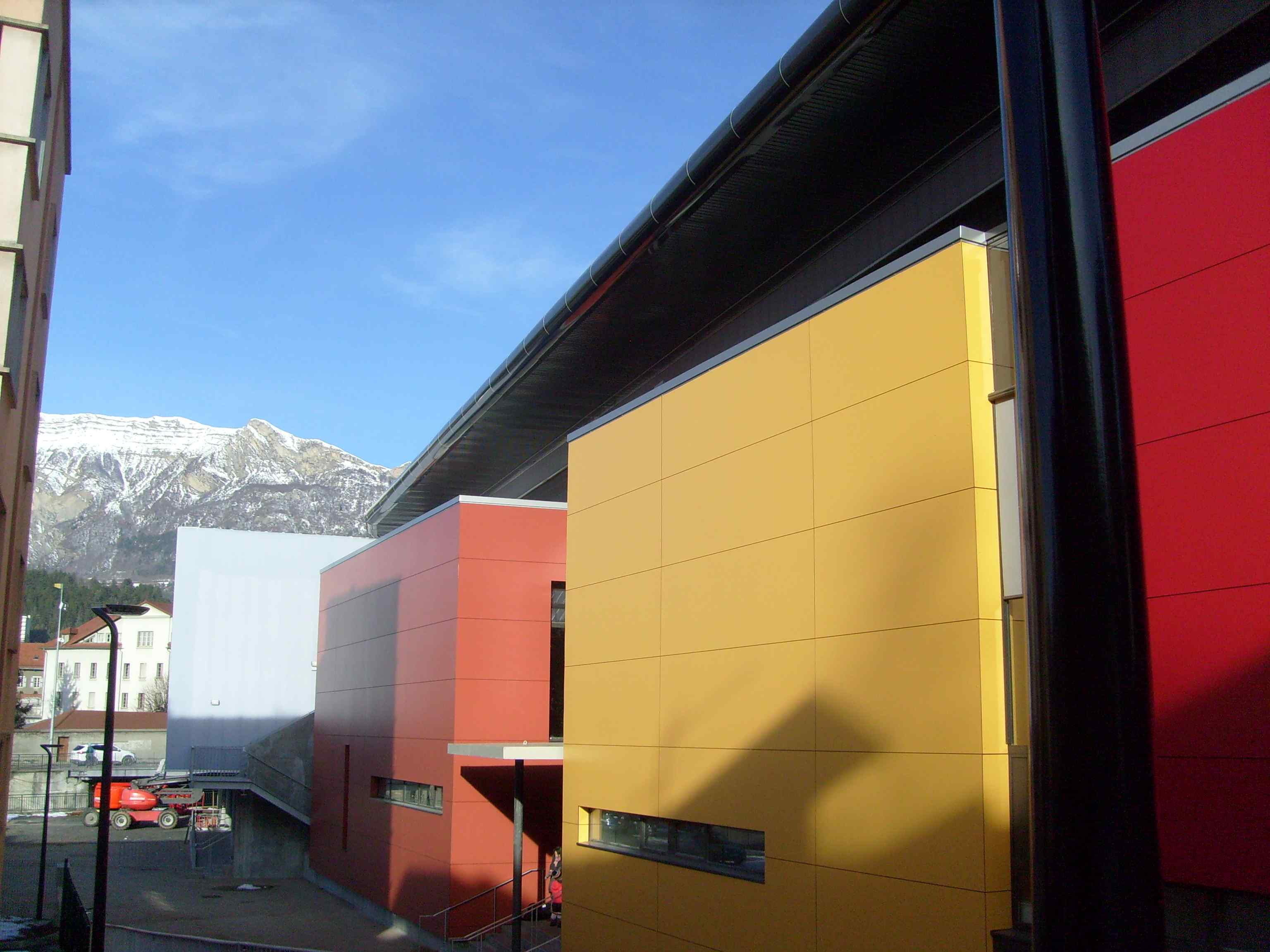
Le stade de glace Alp'Arena où évoluent les Rapaces de Gap.

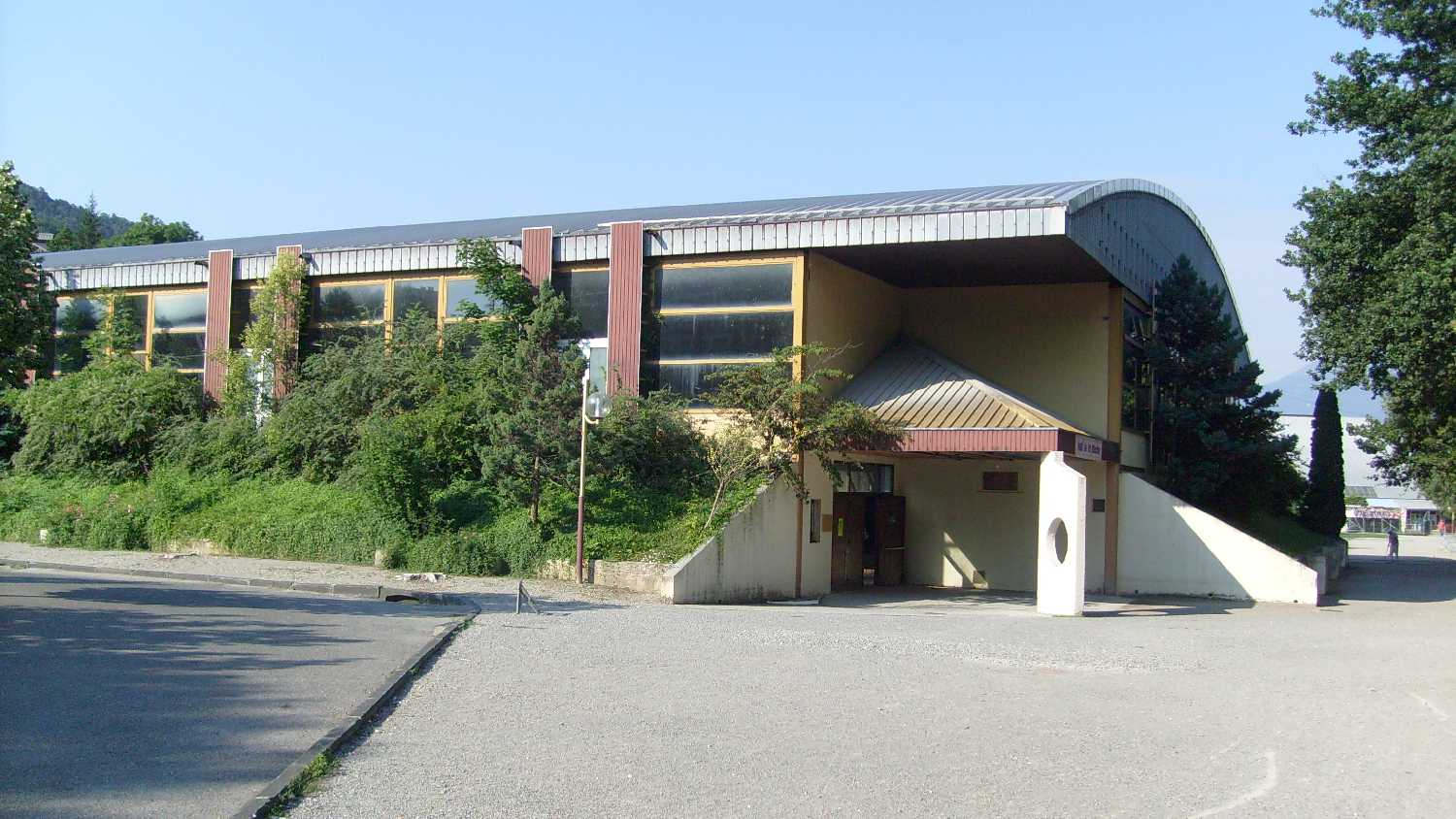
Salle polyvalente de la Blâche.

- Les Rapaces de Gap, équipe de hockey sur glace évoluant en Ligue Magnus (premier échelon national), 4 fois champions de France.
- L'équipe de football le Gap FC, qui évolue en 1re division de district des Alpes.
- Le club d'athlétisme, le Gap Hautes-Alpes Athlétisme (GH2A).
- Le club de ski de fond, Ski club Gap-Bayard.
- Le club de vélo (route et VTT), l'UCPG.
- Le club de VTT, le PJPC.
- Le club de rugby le Gap Hautes Alpes Rugby a évolué en Fédérale 3 en 2012-2013.
- Le Gap Basket évoluant en Pré-Nationale.
- Le Gap Handball qui joue en Nationale 3.
- Le Gap Volley-Ball qui joue en Championnat Régional
- Les Sasquatchs Gapençais, club permettant la découverte ou la pratique du Football Américain

La ville de Gap accueille régulièrement des étapes du Tour de France ou Critérium du Dauphiné en cyclisme ou du Rallye Monte-Carlo en sport mécanique.
Elle a organisé en août 1972 les championnats du monde de cyclisme sur route remportés respectivement par l'Italien Marino Basso et la Française Geneviève Gambillon.
La ville de Gap est connue pour son « Raid VTT des Chemins du soleil », entre Saillans et Gap.
De nombreux équipements sportifs, stades, gymnases, piscines (dont le stade nautique de Fontreyne doté d'une fosse à plongeon avec deux planches de hauteurs 1 mètre et 3 mètres ainsi qu'une plate-forme de 5 mètres), patinoire, salle polyvalente (boulodrome), courts de tennis sont installés dans la commune. Par ailleurs, la ville de Gap fait actuellement construire une nouvelle patinoire.
Le centre d'oxygénation de Gap-Bayard, situé sur le plateau de Bayard, est le départ d'un golf 18 trous l'été et d'un foyer de ski de fond l'hiver.
En octobre 2004, l'association Objectif JO 2018 a œuvré pour une candidature française des Alpes du Sud, aux Jeux olympiques d'hiver de 2018. La ville de Gap avait été pressentie pour se lancer dans la course. Son désistement a laissé la place en octobre 2008 à une candidature portée par la commune de Pelvoux et la communauté de communes du Pays des Écrins.

### Médias

#### Presse locale
- Le Dauphiné libéré (quotidien)[117] est présent à Gap via une rédaction locale.
- Alpes et Midi (hebdomadaire)[118]
- Anima Gap[119] est le site d'information de la vie gapençaise.

#### Radios locales
Les radios locales ont une audience totale d'environ 25 % en 2019. Les principales radios locales sont : 
- 90.9 Alpes 1 : radio locale commerciale. Elle est présente également dans les Alpes-de-Haute-Provence[121]. Elle appartient au groupe lyonnais Espace et dispose de l'audience la plus élevée (13,1 % en 2019)..
- 102.3 Là la Radio programme La Radio Plus : radio locale commerciale syndiquée avec La Radio Plus depuis 2013. Elle appartient au même groupe qu'Alpes 1, Espace Group. Ses studios sont à Gap (elle les partage avec Alpes 1) et diffuse son programme savoyard (les studios de La Radio Plus se trouvent à Annecy-le-Vieux) avec des décrochages gapençais[122].
- 90.2 D!Ci Radio : radio locale commerciale de Gap[123]. Ses studios sont à Chorges.
- 103.1 Imagine : radio basée à Montgenèvre[124].
- 93.7 RAM (Radio Alpine Meilleure) : radio associative implantée à Embrun (100.2 FM) où se trouvent ses studios. Elle émet aussi depuis Risoul sur 93.3 FM[125].
- 107.3 Fréquence Mistral : radio associative basée à Sisteron et qui possède des stations locales un peu partout dans les Alpes du Sud[126], dont à Gap[127].
- 87.7 RCF Alpes-Provence : radio locale du Diocèse de Gap[128], associée au réseau de radios chrétienne RCF. Elle émet aussi à Digne-les-Bains sur 92.0 FM où un studio local est présent.
- 106.3 Radio Zinzine : radio associative se trouvant à Limans. Il s'agit d'une radio émettant sur une large couverture des Alpes du Sud. Son programme fait une large part à la défense de l'environnement.

#### Télévision
- France 3 Provence-Alpes est émise sur Gap, où un bureau local est présent[129].
- D!CI TV est la chaîne locale privée sur Gap et les Hautes-Alpes. Le groupe de D!CI TV possède également D!CI Radio. Elle est proposée pour toute la France via le bouquet satellite Fransat ainsi que dans quelques offres par ADSL.

Gap possède trois émetteurs de télévision : Sur le Mont Colombis (qui couvre toutes les Hautes-Alpes), la Serre des Aiguilles et la colline de Saint-Mens à Brémont, au sud de Gap.

### Cultes

#### Église catholique
- Cathédrale Notre-Dame-et-Saint-Arnoux, place Saint-Arnoux, construite au XIXe siècle selon les plans de Charles Laisné
  - Église Saint-André-les-Cordeliers, Cours Ladoucette, reconstruite au XVIIIe siècle et servant au culte selon la forme tridentine du rite romain de l'Église catholique
  - Église Saint-Roch, allée de Provence, construite au XXe siècle
  - Église Notre-Dame-d'Espérance, rue du Lieutenant Boisramé, construite au XXe siècle
  - Église Sainte-Marie-Madeleine, hameau de Chauvet
  - Église Notre-Dame, hameau de la Garde
  - Église Sainte-Marguerite, hameau de Sainte-Marguerite
  - Église Saint-Pierre, place Saint-Pierre, hameau de Romette
  - Église Notre-Dame-de-Chaudun, hameau de Chaudun (ruines).
- Chapelles
  - Chapelle du couvent de la Providence, boulevard du Général De Gaulle.
  - Chapelle des Pénitents Blancs, rue de l'Imprimerie.
  - Chapelle ancien Grand Séminaire, ancienne route de Veynes.
  - Chapelle du Saint-Cœur-de-Marie, Cours Ladoucette, construite au XIXe siècle
  - Chapelle Saint-Louis, rue de la Félicité, quartier de Charance
  - Chapelle, chemin des Grillons au lieu-dit les Émeyères
  - Chapelle Saint-Grégoire au lieu-dit les Fareaux
  - Chapelle Notre-Dame au lieu-dit les Jaussauds
  - Chapelle Saint-Jean-Baptiste, hameau de Saint-Jean
  - Chapelle Saint-Jacques-le-Mineur, quartier de La Tourronde
  - Chapelle Saint-Pierre, hameau de Treschâtel
  - Chapelle Sainte-Anne au lieu-dit Sainte-Anne (ruines).

#### Église réformée et évangélique
- Temple protestant de Gap, Église réformée membre de l'Église protestante unie de France, avenue Guillaume Farel.
- Église adventiste
- Église Évangélique, Assemblée de Dieu de Gap, boulevard Georges Pompidou.
- Église Protestante Évangélique Le Rocher (CAEF), route de la Justice.

#### Autres églises
- Église de Jésus-Christ des saints des derniers jours, avenue Jean Jaurès.
- Salle du royaume des Témoins de Jéhovah, rue Maurice Garnier.

#### Culte musulman
- La mosquée Al Salam a été inaugurée le 7 juillet 2013[131].

## Culture locale et patrimoine

### Lieux et monuments
- Le manoir de Kapados 6 rue des Charmettes - privé.
- Le centre piétonnier fait de petits passages et d'agréables terrasses s'articule autour de la place Jean-Marcellin.
- Bronze de Cyril de La Patellière, « la Liseuse », commande du maire Pierre Bernard-Reymond en 2006.
- Le parc de La Pépinière.
- Tour de l'Horloge.
- L'hôtel de ville, rue Colonel-Roux, inscrit au titre des monuments historiques depuis 1948.
- L'église Saint-André-les-Cordeliers, église servant au rite tridentin d'une communauté catholique, la communauté Saint-Pie V.
- La cathédrale Notre-Dame-et-Saint-Arnoux fut construite de 1866 à 1904 d'après les plans de Charles Laisné. Cet édifice néogothique remplace une construction du Moyen Âge.
- Le couvent de la Providence, où furent tournées des scènes de L'Apparition.
- Chapelle du Saint-Cœur-de-Marie de Gap. L'édifice a été classé au titre des monuments historiques en 1990[132].

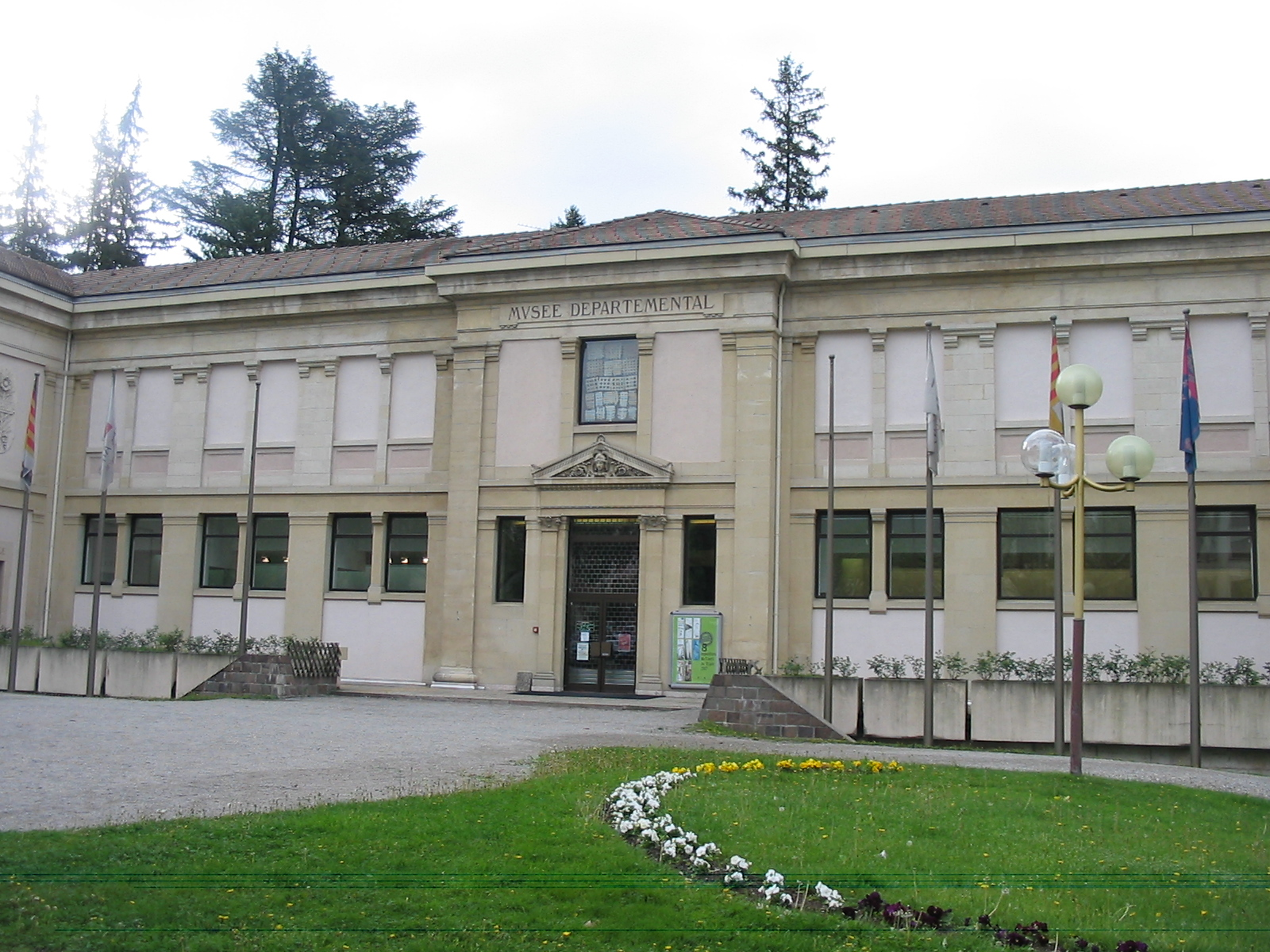
Musée départemental de Gap.

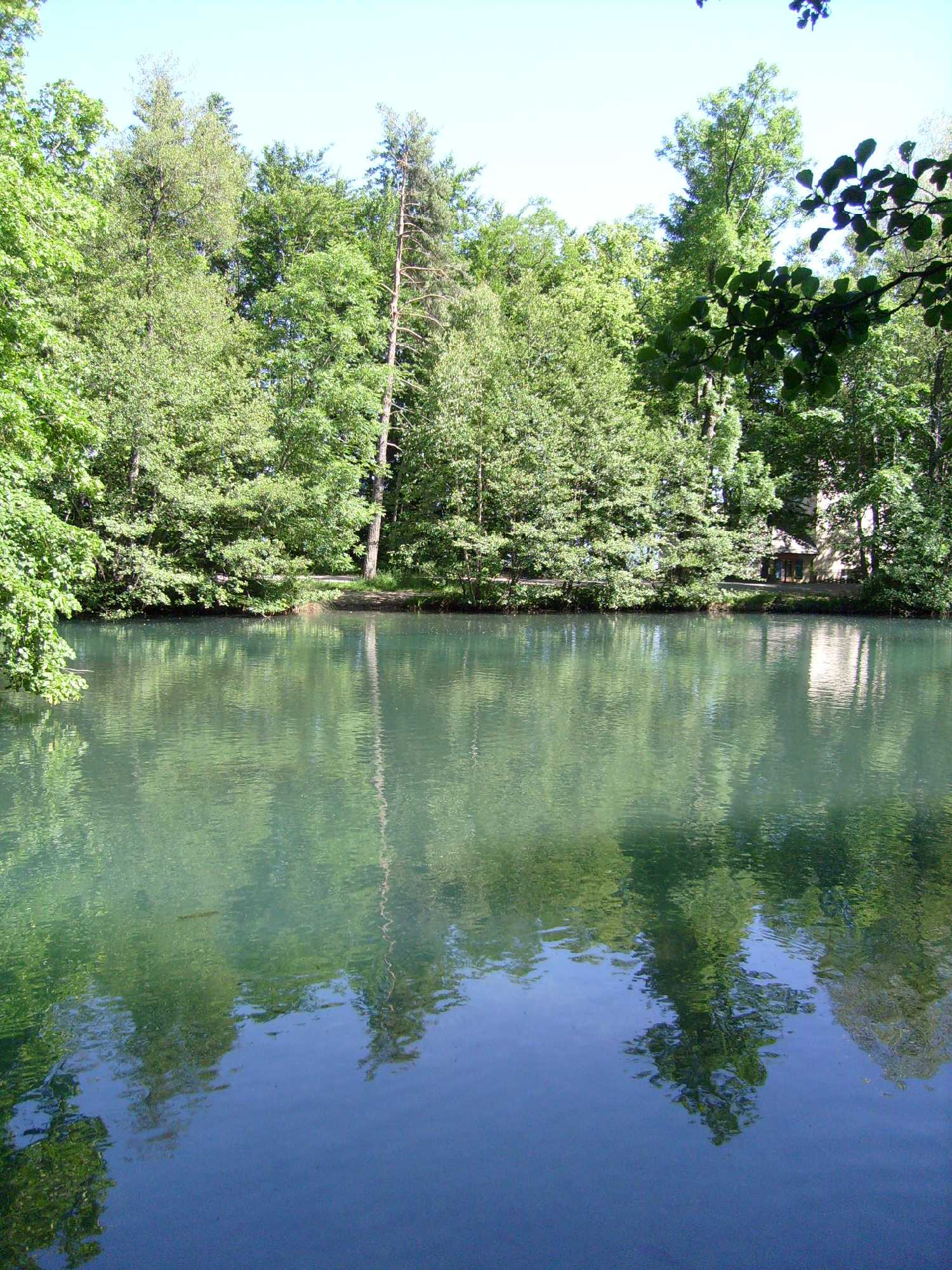
Le lac de Charance.

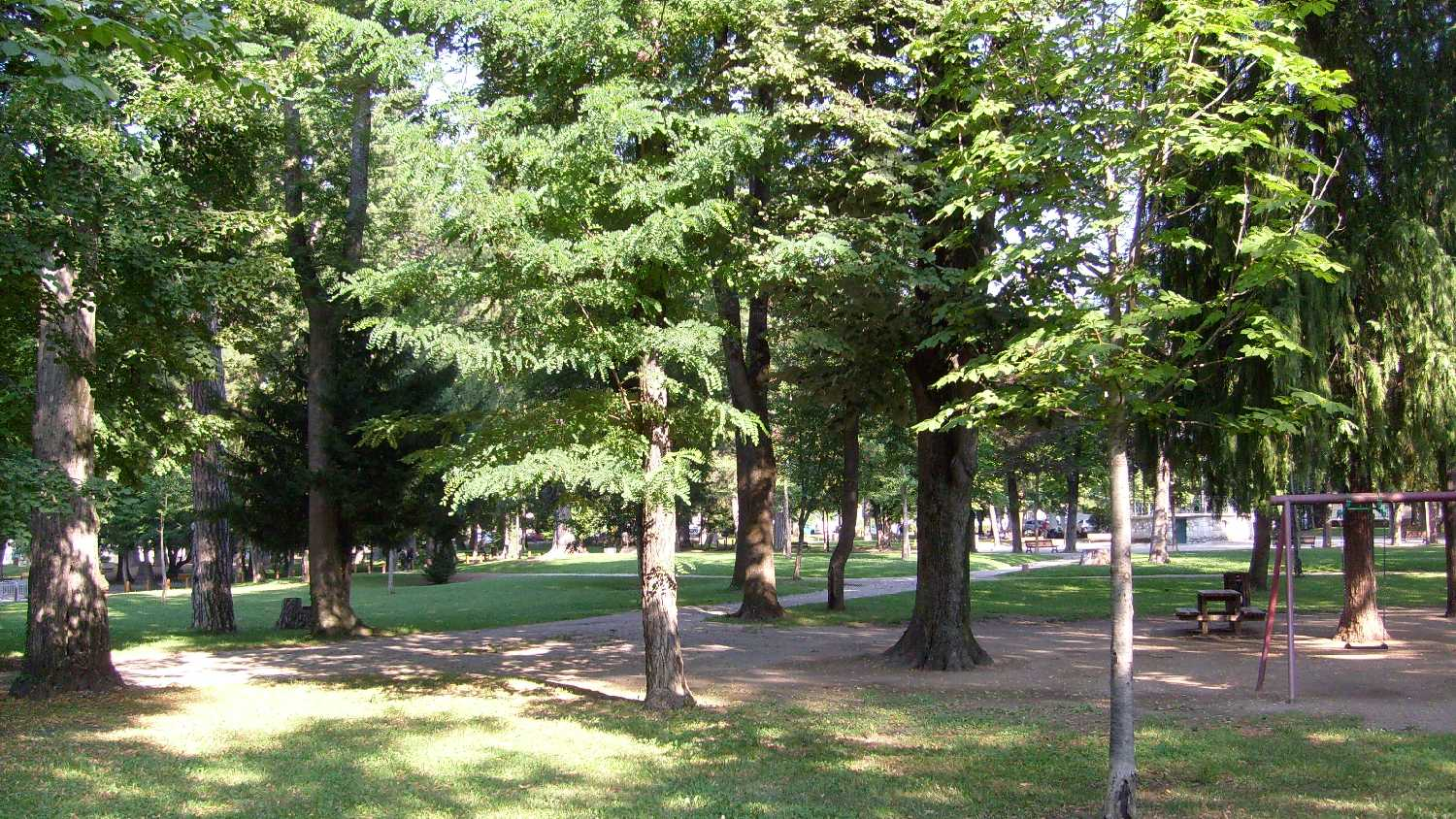
Parc de la Pépinière.
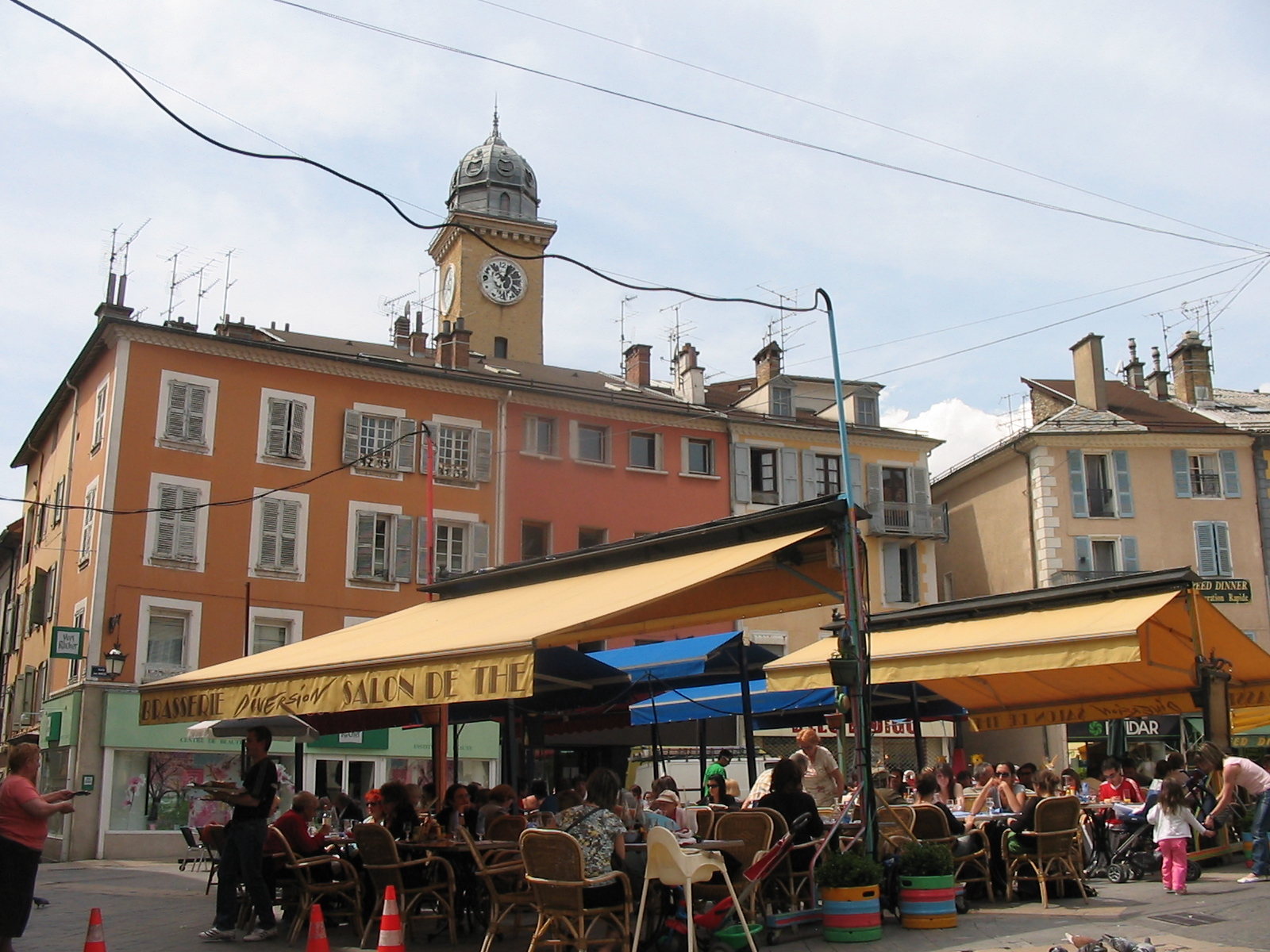
Place Jean-Marcellin.

#### Le domaine de Charance

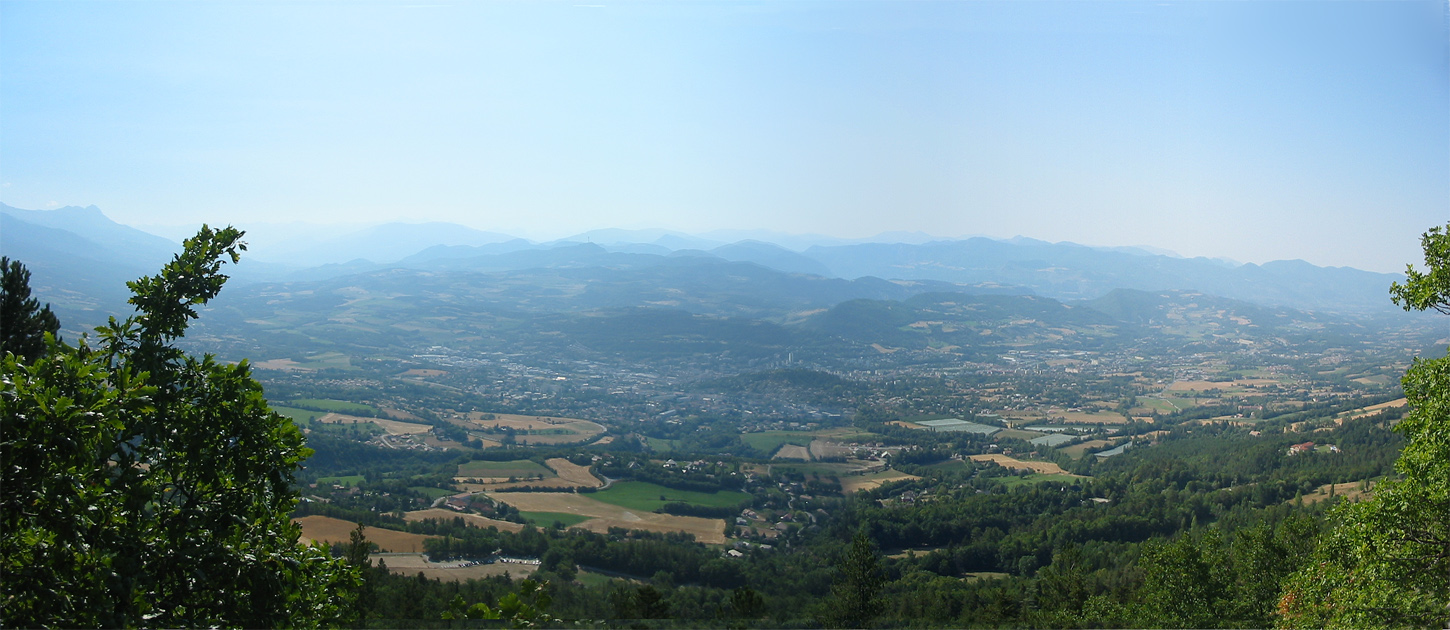
Ville de Gap vue de Charance.

Le château de Charance fut édifié au XVIe siècle. Il comprend un bâtiment principal, qui aujourd'hui est le siège du parc national des Écrins, et plusieurs annexes, dont une accueille le musée du Parc.
Le domaine de Charance comprend aussi le Conservatoire botanique national alpin, un jardin en terrasses et un espace arboré de 220 hectares autour du château et au milieu duquel se trouve un petit lac : le lac de Charance.
L'ensemble domine la ville.

### Patrimoine culturel
- Le musée Muséum départemental des Hautes-Alpes abrite le mausolée de François de Bonne (duc de Lesdiguières, connétable haut-alpin) sculpté dans du marbre noir du Champsaur par Jacob Richier.
- Le théâtre de La Passerelle, scène nationale des Alpes du Sud.
- Le Quattro, nouvel espace culturel polyvalent inauguré le 27 mai 2008, appelé dans un premier temps le « Cube ».
- Le Conservatoire à rayonnement départemental.
- Le Centre municipal culture et loisirs (CMCL).
- La bibliothèque municipale.
- Le festival international de danses folkloriques, qui a lieu tous les ans en juillet.
- Trois cinémas existent à Gap (dont deux ont dû être sauvés par la mairie lorsque le bâtiment abritant leurs murs a été vendu[133]).
- La Cinémathèque d'images de montagne (la « CIM ») est une association loi de 1901 créée en 1996 qui a pour mission la collecte, la sauvegarde et la diffusion de tous les films professionnels et amateurs tournés en zone de montagne depuis l'invention du cinéma. En 2020, plus de 11 000 films sur la montagne y sont conservés. Elle organise chaque année un festival, les « Rencontres de la cinémathèque de montagne »[134].

### Patrimoine gastronomique
‌

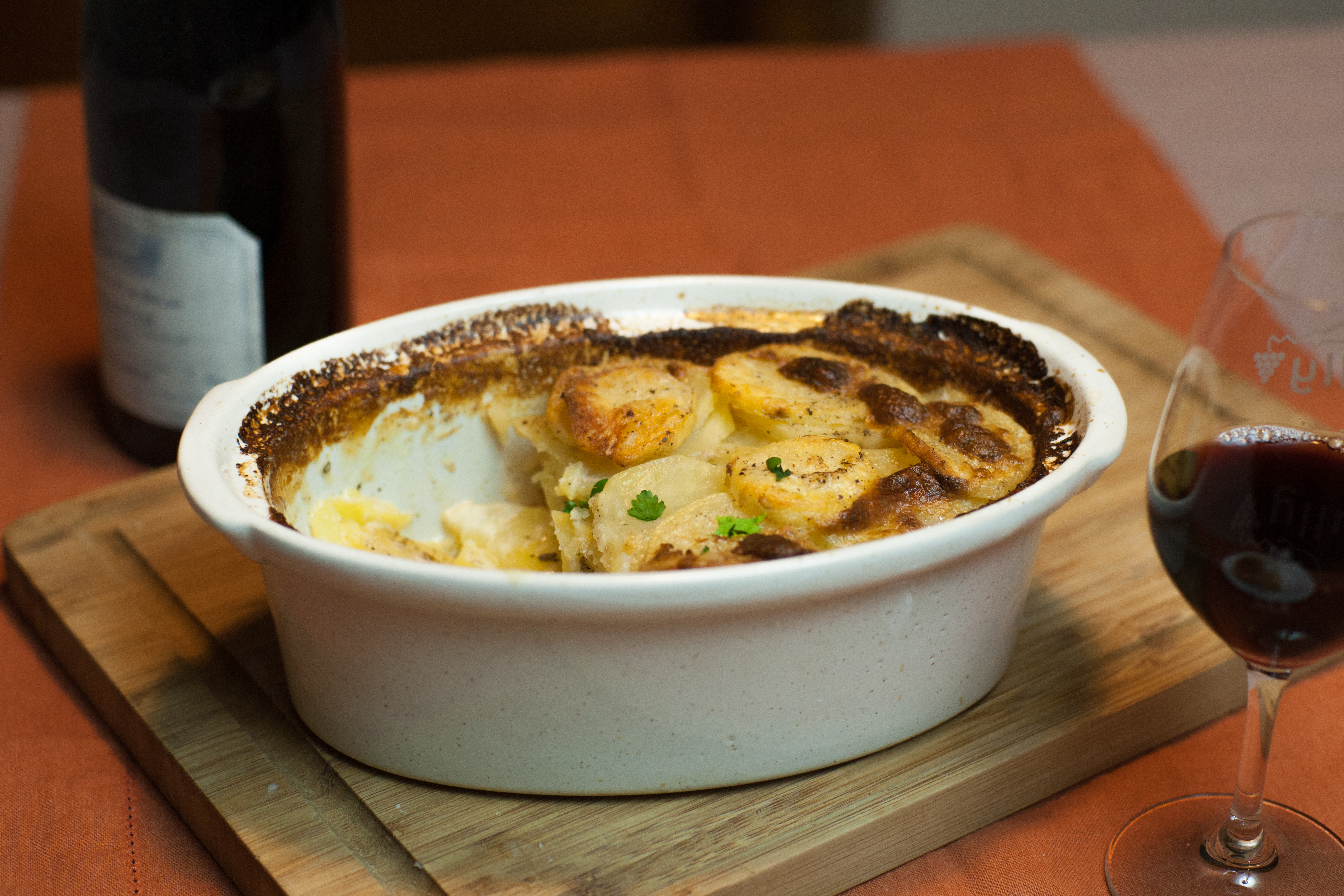
Le traditionnel gratin dauphinois.

Le gratin dauphinois est mentionné pour la première fois le 12 juillet 1788 (à la veille de la Révolution française) à l'occasion d'un dîner offert aux officiers municipaux de la ville de Gap, par le duc de Clermont-Tonnerre, alors lieutenant général du Dauphiné ; le plat était servi avec des ortolans.
On trouve aussi à Gap d'autres spécialités du département, notamment les variétés champsaurines comme le tourton, les oreilles d'ânes, ou les ravioles.

### Vie militaire
Unités militaires ayant eu garnison à Gap :
- 17e régiment d’infanterie, avant 1914 ;
- 96e régiment d’infanterie, 1906 ;
- 7e demi-brigade de chasseurs alpins, 1939 - 1940, composée des :
  - 6e bataillon de chasseurs alpins,
  - 15e bataillon de chasseurs alpins,
  - 23e bataillon de chasseurs alpins.
- 4e régiment de chasseurs (4e Rch) depuis 1983.
- Direction des travaux du Génie de Gap (depuis les années 1970), cette unité a construit la caserne du 4e Chasseurs.

### Patrimoine environnemental
- Une association gapençaise, Société alpine de protection de la nature, créée en 1971, est chargée de la protection de l'environnement dans la région de Gap.
- Le Bois du Chapitre, dans la forêt de Chaudun, est entré au patrimoine mondial de l'humanité, dans la liste des « forêts primaires et anciennes de hêtres des Carpates et d’autres régions d’Europe ».

### Personnalités liées à la commune
Cette liste non exhaustive comprend des personnalités nées à Gap ou ayant un attachement particulier à la ville :

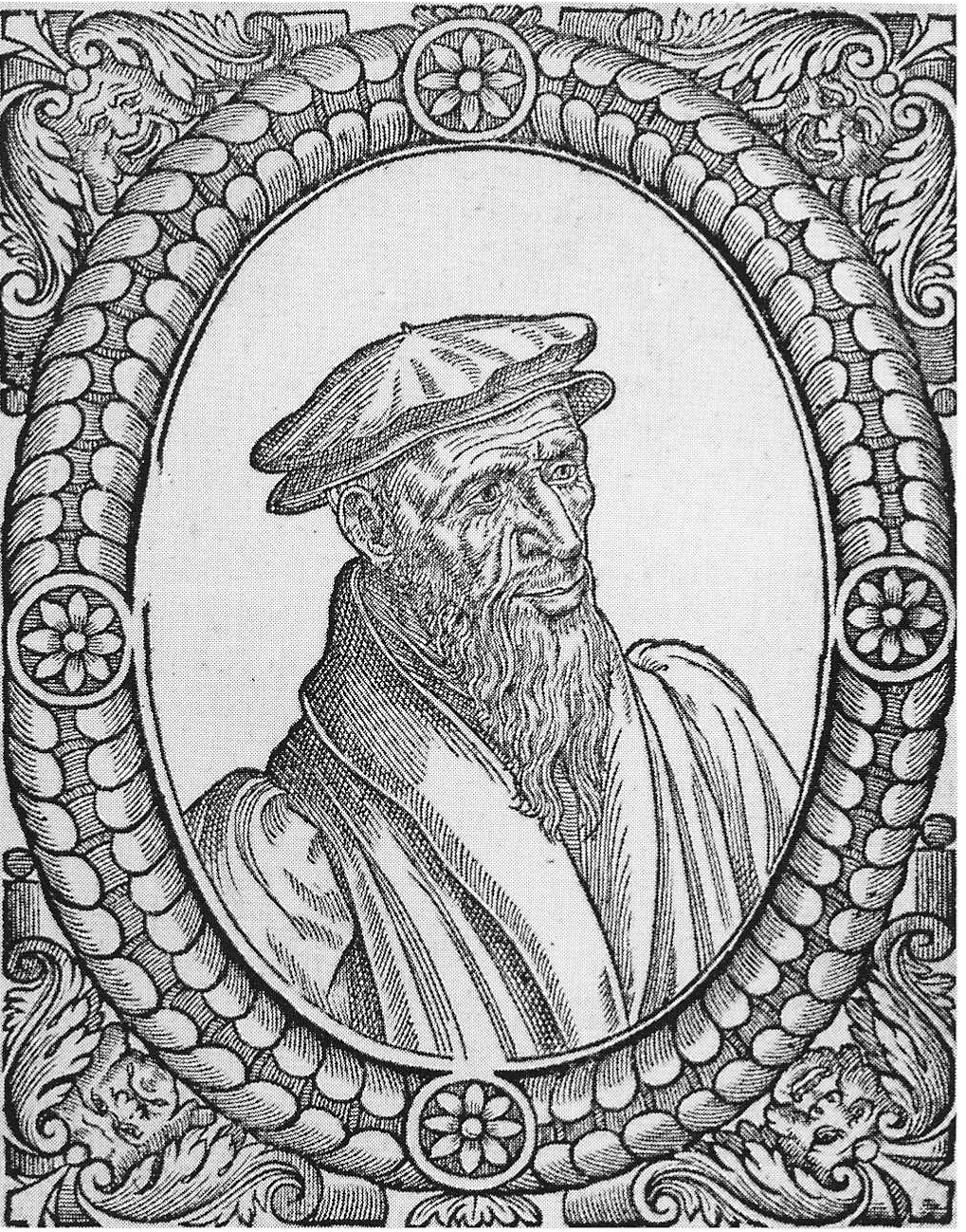
Guillaume Farel.

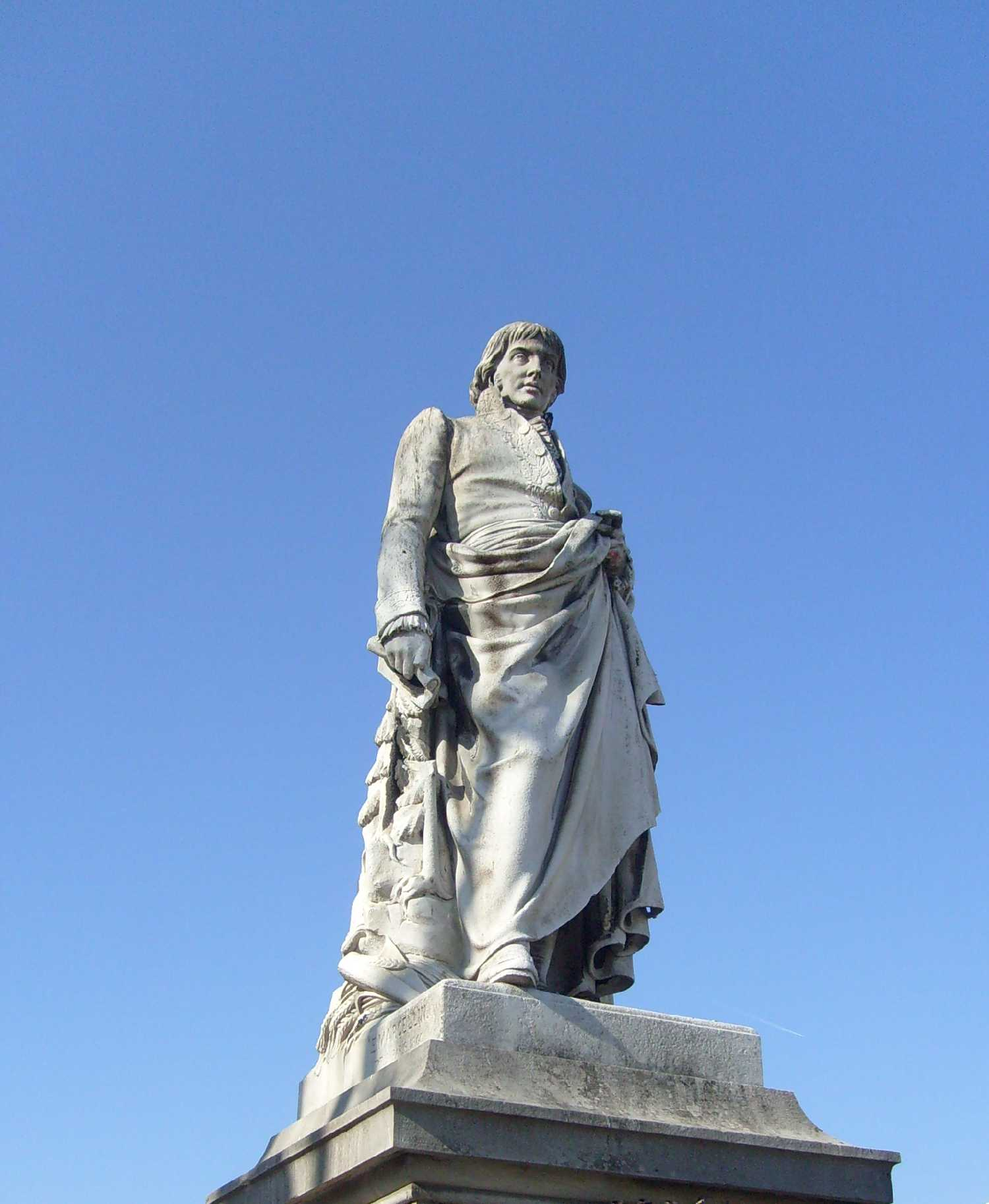
Statue de Ladoucette à Gap réalisée par le sculpteur gapençais Jean Marcellin.

- Féraud, évêque de Gap au début du XIe siècle.
- Albertet de Sisteron, (1194 - 1221) - troubadour natif de la ville[136].
- Gabriel Olphi dit Galhard (1416-1494), consul de Gap.
- Guillaume Farel (1489 - 1565) - réformateur protestant, il participe à l'expansion de la réforme protestante en Suisse romande[137].
- Honorat Rambaud (1516 - 1586) - grammairien marseillais, né à Gap[138].
- Honoré Pellé ou Honoré Pela (1641 - 1718) - sculpteur baroque, élève de Pierre Puget, il fait carrière essentiellement à Gènes[139].
- Jean-Michel Rolland (1745 - 1810) - curé du Caire en 1789, député aux États généraux de 1789 et à l’Assemblée constituante (1789-1791)[140].
- Dominique Villars (1745 - 1814) - botaniste, il est l'auteur de plusieurs ouvrages de botanique dont Histoire des plantes du Dauphiné résultant de plus de vingt années d'observations[141].
- Jean Labastie (1754 - 1821) - né à Gap, ancien député des Hautes-Alpes
- Joseph Provensal de Lompré (1760 - 1833) - décédé à Gap, ancien député des Hautes-Alpes et procureur impérial à Gap
- Pierre Arnould Meyer (1762-1802), général des armées de la République, né à Gap et décédé à Paris.
- Paul Bontoux (1763-1813), homme politique, député des Hautes-Alpes, maire de Gap.
- baron Charles-François de Ladoucette (1772 - 1848) - préfet des Hautes-Alpes sous Napoléon Ier. Il fonde la Société d'émulation des Hautes-Alpes (devenue la Société d'études des Hautes-Alpes) et le musée de Gap[142].
- Honoré Antoine Bucelle (1762- 1844), décédé à Gap, député des Hautes-Alpes de 1820 à 1827.
- Jean Paul Cyrus Colomb, (1782-1835), député des Hautes-Alpes.
- Joseph-Eugène-Bruno Guigues (1805 - 1874) - premier évêque d'Ottawa[143].
- Adrien Ruelle (1815-1887), né à Gap, futur directeur du service construction du PLM[144].
- Jean Esprit Marcellin (1821 - 1884) - sculpteur, élève de François Rude. Gap lui doit notamment la statue du baron de Ladoucette érigée à l'extrémité du cours Ladoucette[145].
- Jules-Henri-Marius Bergeret, né à Gap (Hautes-Alpes) en 1830 et mort à New York (États-Unis) en 1905, est une personnalité de la Commune de Paris.
- Auguste Burle (1834-1889) et Émile Burle (1835-1875) sont des botanistes, spécialistes de la flore des alentours de Gap, ils ont fait don de leur herbier à la Société botanique de Lyon.
- Joseph Roman (1850 - 1924) - directeur des Archives des Hautes-Alpes, et aussi historien, il a publié plusieurs brochures sur les villes, les villages et les familles de son département[146].
- Ernest Lairolle (1851-1926), homme politique, député des Alpes-Maritimes sous la Troisième République.
- Hippolyte Müller (1865 - 1933) - apprenti bijoutier à l'origine, archéologue autodidacte, il est le fondateur du Musée dauphinois à Grenoble[147].
- Georges de Manteyer (1867 - 1948) - historien, archiviste en chef des Hautes-Alpes, son buste est érigé à la Pépinière, haut lieu de Gap[148].
- Louise Germain (1874 - 1939) - peintre ayant souvent travaillé aux côtés de Paul Cézanne.
- Achille Mauzan (1883 - 1952) - affichiste de cinéma Gaumont du début du XXe siècle. Il a également été peintre et sculpteur ; il a fait partie du mouvement artistique Art déco[149].
- André Allix (1889 -1966) - géographe, ancien recteur de l'université de Lyon et ancien directeur de la Revue de Géographie de Lyon[150].
- Jacques Roux (1891-1944), colonel, né à Saint-Firmin en 1891, il habite par la suite à Gap où il fait ses études. Le colonel Roux, « une des plus belles figures de notre Armée » selon le maréchal Alphonse Juin, s'illustre au commandement du 4e régiment de tirailleurs tunisiens (4e RTT) lors de la bataille de Monte Cassino en janvier 1944 et est tué lors de la prise du Belvédère[151],[152]. La ville de Gap a donné le nom du colonel Roux à la principale rue du centre historique de la cité, où est situé l'hôtel de ville, inaugurée le 18 novembre 1945[153].
- Henri Guérin (1896-?) né à Gap, émigre aux États-Unis, devient ingénieur et inventeur, joue un rôle déterminent chez Douglas.
- Yvonne Oddon (1902 - 1982) - née à Gap, bibliothécaire. Créatrice de la bibliothèque du Musée de l'Homme. Membre fondatrice d'un des premiers réseaux de Résistance[154].
- Jean Michard-Pellissier (1909 - 1976) - né à Gap, homme politique[155].
- Henri Rousselot (1912 - 1994) - né à Gap, vice-amiral d'escadre de la Marine nationale, Compagnon de la Libération.
- Robert Thomas (1927 - 1989) - né à Gap, auteur dramatique, acteur, metteur en scène et réalisateur[156].
- Jean-Michel Di Falco-Léandri - (1941), évêque de évêque de Gap et d'Embrun de 2003 à 2017.
- Jacques Bolognesi (1947) - né à Gap, compositeur[157].
- Auguste Truphème (1932-2024), personnalité politique française.
- Henri Bréchu (1947) - né à Gap, skieur.
- Francis Masse (1948) - né à Gap, scénariste et illustrateur de bandes dessinées[158].
- Martine Chevallier (1949) - née à Gap, actrice
- Marie-Anne Chazel (1951) - née à Gap, comédienne, membre du Splendid.
- Raymond Durand (1952) - né à Gap, pilote de rallye, champion du monde FIA des énergies alternatives en 2009 et 2010.
- Chantal Lauby (1953) - née à Gap, humoriste, réalisatrice, comédienne, membre des Nuls.
- Michel Crespin (1955 - 2001) - né à Gap, auteur français de bandes dessinées[159].
- Philippe Chany (1959) - né à Gap, compositeur
- Joël Giraud (1959) - né à Gap, député des Hautes-Alpes, ministre en 2022 et secrétaire d'état de 2020 à 2022.
- Jean-Christophe Lafaille (1965 - 2006) - né à Gap, alpiniste[160].
- Christian Pouget (1966) - né à Gap, hockeyeur[161].
- Gilles Grimandi (1970) - né à Gap, footballeur.
- Rébecca Dautremer (1971) - née à Gap, graphiste, illustratrice et autrice de livres pour enfants.
- Luc Bronner (1974) - né à Gap, journaliste au journal Le Monde
- Laurence Manfredi (1974) - née à Gap, athlète.
- Julien Blanc-Gras (1976) - né à Gap, journaliste et écrivain.
- Camille Combal (1981) - né à Gap, humoriste, animateur de radio et de télévision.
- Sébastien Ogier (1983) - né à Gap, pilote de rallye, champion du monde WRC en 2013, 2014, 2015, 2016, 2017, 2018 et 2020[162].
- Laëtitia Roux (1985) - née à Gap, spécialiste de ski-alpinisme et de trail.
- Stéphane Tempier (1986) - né à Gap, sélectionné aux Jeux olympiques d'été de 2012 en VTT.
- Cyprien Sarrazin (1994) - né à Gap, skieur alpin.
- Martine Liouche (1958) - née à Gap, skieuse alpine.

### Relations internationales
Gap est désignée Ville alpine de l'année en 2002 pour son engagement dans la Convention alpine.

#### Jumelages
| Gap Pinerolo Traunstein |

Gap est jumelée avec plusieurs villes européennes. C'est dans ce cadre que sont réalisés des échanges socioculturels, scolaires et sportifs.
- Pinerolo (Italie) depuis 1966[163],[164]
- Traunstein (Allemagne) depuis 1976[163],[165]

#### Coopération décentralisée
De plus, des accords de coopération décentralisée ont été signés avec plusieurs villes en Afrique et en Asie.
- Bangou (Cameroun) depuis 2003[166]
- Katmandou (Népal) depuis 2004[167]

### Héraldique, logotype et devise
| Image | Blasonnement |
| ----- | --- |
|       | D'azur à un portail de ville crénelé d'or ouvert et ajouré de trois pièces du champ, maçonné de sable, sommé de quatre tourelles aussi d'or ouvertes et ajourées du champ, les deux du centre plus hautes et couvertes, les deux autres crénelées. |